# Championnat du monde de Formule 1 2014
Navigation
2013 2015
Le championnat du monde de Formule 1 2014, 65e édition du championnat du monde des pilotes de Formule 1, comporte dix-neuf Grands Prix. Il commence à Melbourne le 16 mars et s'achève à Abou Dabi le 23 novembre. Il est notamment marqué par l'adoption de nouveaux règlements techniques et sportifs : les moteurs V8 atmosphériques des monoplaces sont remplacés par des moteurs V6 turbocompressés hybrides à double système de récupération d'énergie ; l'attribution des points est doublée pour la dernière manche du championnat à Abou Dabi ; les pilotes gardent les mêmes numéros d'une saison sur l'autre, sauf le no 1 attribué au champion du monde ; le Grand Prix d'Autriche fait son retour au calendrier et un nouveau Grand Prix est organisé en Russie, à Sotchi.
La saison est entièrement dominée par Mercedes Grand Prix qui a profité des profondes modifications du règlement technique pour concevoir la meilleure voiture dotée du meilleur moteur. Les pilotes des Flèches d'Argent, Lewis Hamilton et Nico Rosberg, accumulent dix-huit pole positions, se battent en tête du début à la fin de la saison, et réalisent un record de onze doublés et de seize victoires, n'en laissant échapper que trois, toutes gagnées par Daniel Ricciardo sur Red Bull-Renault. Le titre chez les constructeurs revient pour la première fois à Mercedes, dès la seizième manche à Sotchi, le 12 octobre. Le chassé-croisé en tête du classement des pilotes entre Nico Rosberg et Lewis Hamilton tourne à l'avantage de ce dernier à partir du Grand Prix de Singapour le 21 septembre. Avec onze victoires, dont la dernière à 50 points à Abou Dabi, le pilote britannique est sacré champion du monde pour la deuxième fois après son titre de 2008, avec 67 points d'avance sur son coéquipier, vainqueur de cinq Grands Prix. 
Daniel Ricciardo monte sur le podium pour sa première saison chez Red Bull Racing alors que son coéquipier quadruple champion du monde Sebastian Vettel vit sa première saison sans victoire depuis 2008 avant de rejoindre Ferrari en 2015, après un exercice 2014 raté pour l'écurie italienne. 
La saison est marquée par l'accident de Jules Bianchi, sous la pluie à Suzuka, le plus grave en Formule 1 depuis 20 ans puisque le pilote décède des suites de ses blessures à la tête, neuf mois plus tard, sans avoir repris connaissance.

## Repères de début de saison

### Pilotes
- Fernando Alonso en 2005 et 2006, Kimi Räikkönen en 2007, Lewis Hamilton en 2008, Jenson Button en 2009 et Sebastian Vettel en 2010, 2011, 2012 et 2013 sont les cinq champions du monde en activité.
- Fernando Alonso est le pilote engagé en 2014 totalisant le plus de points (1 606 points), devant Sebastian Vettel (1 451 points), Lewis Hamilton (1 102 points), Jenson Button (1 072 points) et Kimi Räikkönen (969 points).
- Jenson Button, avec 247 départs en Grand Prix à l'entame de la saison, est le pilote engagé en 2014 ayant le plus d'expérience devant Fernando Alonso (216 départs), Kimi Räikkönen (193 départs), Felipe Massa (191 départs) et Nico Rosberg (147 départs).
- Huit pilotes engagés en 2014 ont déjà remporté au moins un Grand Prix : Sebastian Vettel (39 victoires), Fernando Alonso (32 victoires), Lewis Hamilton (22 victoires), Kimi Räikkönen (20 victoires), Jenson Button (15 victoires), Felipe Massa (11 victoires), Nico Rosberg (3 victoires) et Pastor Maldonado (1 victoire).

Débuts en tant que pilote titulaire de :
- Daniil Kvyat chez Scuderia Toro Rosso[1] ;
- Kevin Magnussen chez McLaren[2] ;
- Marcus Ericsson chez Caterham F1 Team[3] ;
- André Lotterer chez Caterham F1 Team en remplacement de Kamui Kobayashi au Grand Prix de Belgique[4] ;
- Will Stevens chez Caterham F1 Team en remplacement de Marcus Ericsson au Grand Prix d'Abou Dabi[5] ;

Transferts :
- Daniel Ricciardo quitte Scuderia Toro Rosso pour rejoindre Red Bull Racing[6] ;
- Kimi Räikkönen quitte Lotus F1 Team pour Ferrari dont il fut pilote de 2007 à 2009[7] ;
- Felipe Massa quitte Ferrari, après y avoir disputé huit saisons, pour Williams[8],[9] ;
- Pastor Maldonado quitte Williams pour rejoindre Lotus F1 Team[10] ;
- Nico Hülkenberg quitte Sauber pour rejoindre Force India, dont il a déjà été troisième pilote en 2011 et titulaire en 2012[11] ;
- Sergio Pérez quitte McLaren pour rejoindre Force India[12] ;
- Adrian Sutil quitte Force India pour rejoindre Sauber[13] ;
- Giedo Van der Garde, (19 GP, 0 point), non reconduit par Caterham F1 Team à l'issue de la saison 2013, rejoint Sauber en tant que pilote de réserve[14] ;
- Charles Pic, (39 GP, 0 point), non reconduit par Caterham F1 Team à l'issue de la saison 2013, rejoint Lotus F1 Team en tant que pilote de réserve[15].
- Alexander Rossi quitte Caterham F1 Team pour rejoindre Marussia F1 Team en tant que pilote de réserve[16],[17].

Départs :
- Mark Webber quitte la Formule 1 pour se consacrer à l'endurance et devient pilote officiel Porsche[18] ;
- Paul di Resta, (58 GP, 121 points), non reconduit par Force India devient pilote officiel Mercedes en DTM.

Retours :
- Kamui Kobayashi, (60 GP, 125 points), chez Caterham F1 Team[3].

Débuts en tant que pilote-essayeur de :
- Sergey Sirotkin, chez Sauber[19] ;
- Simona de Silvestro, chez Sauber[20] ;
- Stoffel Vandoorne, chez McLaren[21] ;
- Felipe Nasr, chez Williams[22] ;
- Nathanaël Berthon chez Caterham F1 Team[23] ;
- Julián Leal chez Caterham F1 Team[24] ;
- Roberto Merhi chez Caterham F1 Team[25] ;
- Pascal Wehrlein, chez Mercedes AMG Petronas Formula One Team[26] ;
- Max Verstappen, chez Scuderia Toro Rosso[27] ;
- Adderly Fong chez Sauber[28] ;
- Esteban Ocon chez Lotus F1 Team[29] ;
- Susie Wolff chez Williams.

### Écuries
- Williams court avec un moteur Mercedes (Renault en 2013)
- Toro Rosso court avec un moteur Renault (Ferrari en 2013)
- Marussia court avec un moteur Ferrari (Cosworth en 2013)
- Williams F1 Team est désormais engagée sous le nom de Williams Martini Racing [30].

### Grands Prix
Le calendrier 2014  comprendra 19 Grands Prix, comme en 2013,, :
- Le Grand Prix automobile d'Autriche fait son retour au calendrier sur le nouveau tracé du Red Bull Ring (Spielberg) après onze ans d'absence ;
- Le Grand Prix automobile de Russie fait son apparition à Sotchi, ville hôte des Jeux olympiques d'hiver de 2014 ;
- Le Grand Prix automobile d'Allemagne retourne sur l'Hockenheimring ;
- Le Grand Prix automobile d'Inde n'est pas organisé ;
- Le Grand Prix automobile de Corée du Sud n'est pas organisé.

### Essais
En décembre 2013, les écuries Red Bull, Mercedes, Ferrari et Toro Rosso prennent part à des essais des pneumatiques Pirelli avec leurs voitures 2013 sur le circuit international de Sakhir.
En janvier 2014, toutes les équipes, sauf Lotus qui n'est pas prête, participent aux premiers essais hivernaux à Jerez en Espagne. Les nouvelles monoplaces, de conception largement différentes de celles de 2013, y font leurs premiers tours de roues.
Deux séances d'essais suivent, fin février et début mars, sur le Circuit international de Sakhir à Bahreïn afin d'affiner les performances et surtout de fiabiliser le nouveau matériel. 
Enfin, quatre séances d'essais privés de deux jours sont organisées pour Pirelli par la FIA en cours de saison, à la suite de quatre Grand Prix, et sur les circuits où ils viennent de se disputer.
| Date | Date              | Session                 | Écuries                                                       | Circuit                         | Lieu            |
| ---- | ----------------- | ----------------------- | ------------------------------------------------------------- | ------------------------------- | --------------- |
| 2013 | 17-19 décembre    | Essais hivernaux        | Toutes                                                        | Circuit international de Sakhir | Bahreïn         |
| 2014 | 28-31 janvier     | Essais hivernaux        | Toutes                                                        | Circuit permanent de Jerez      | Espagne         |
| 2014 | 19-22 février     | Essais hivernaux        | Toutes                                                        | Circuit international de Sakhir | Bahreïn         |
| 2014 | 27 février-2 mars | Essais hivernaux        | Toutes                                                        | Circuit international de Sakhir | Bahreïn         |
| 2014 | 8-9 avril         | Essais privés (Pirelli) | Jour 1 : Caterham Jour 2 : Mercedes et Williams               | Circuit international de Sakhir | Bahreïn         |
| 2014 | 13-14 mai         | Essais privés (Pirelli) | Jour 1 : Sauber et Toro Rosso Jour 2 : McLaren et Force India | Circuit de Barcelone            | Espagne         |
| 2014 | 8-9 juillet       | Essais privés (Pirelli) | Jour 1 : Ferrari et Lotus Jour 2 : Red Bull et Marussia       | Circuit de Silverstone          | Grande-Bretagne |
| 2014 | 25-26 novembre    | Essais privés (Pirelli) | Toutes                                                        | Circuit Yas Marina              | Abou Dabi       |

## Réglementation

### Règlement sportif: les nouveautés
- Les pilotes gardent désormais le même numéro (entre 2 et 99) sur leurs casques et sur leurs voitures durant l'ensemble de leur carrière, à l'exception du no 1 attribué au champion du monde en titre d'une saison sur l'autre.
- Quatre séances d'essais de deux jours sont organisées durant la saison, le mardi et le mercredi suivant des Grands Prix européens à définir en fonction du calendrier 2014.
- Afin de favoriser l'action en piste lors des essais du vendredi, les pilotes ont droit à un train de pneumatiques supplémentaire.
- Le format des qualifications est modifié pour rendre incontournable la participation à la Q3, parfois boudée pour économiser des pneus[38]. Les pilotes recevront un train de pneumatiques supplémentaire de la gomme la plus tendre disponible lors du week-end, train utilisable uniquement pendant la Q3. De plus, la durée de la Q3 est allongée de 10 à 12 minutes (la Q1 passe, pour compenser, de 20 à 18 minutes). Les pilotes prendront le départ sur les pneumatiques utilisés lors de leur meilleur tour en Q2.
- L'attribution des points est doublée pour la dernière manche du championnat à Abou Dabi. Ainsi, le vainqueur remporte cinquante points, le deuxième trente-six, le troisième trente...
- Introduction d'un permis à points : chaque pilote dispose de 12 points, une fois ce quota dépassé, le pilote reçoit un Grand Prix d’exclusion. Les sanctions vont de 1 à 3 points.
- Une nouvelle pénalité de 5 secondes lors d'un arrêt au stand programmé est désormais à la disposition des commissaires en plus des drive-through et stop-and-go[39].

### Règlement technique: les nouveautés
- La motorisation passe à un V6 turbocompressé de 1 600 cm3 (1 seul échappement) dont le régime maximum est limité à 15 000 tr/min. Il est complété par deux SREC, pouvant délivrer une puissance additionnelle d'environ 160 chevaux pendant 33 secondes sur un tour.
- Les monoplaces ne peuvent embarquer que 100 kg de carburant pour couvrir la distance d'un Grand Prix, soit 50 kg de moins qu'en 2013.
- Les pilotes disposent de cinq moteurs pour une saison au lieu de huit. Chaque moteur supplémentaire est sanctionné par un départ depuis la voie des stands.
- Les boîtes de vitesses, qui passent de 7 à 8 rapports (lesquels resteront fixes pour toute la saison), doivent être utilisées durant six courses au lieu de cinq.
- Les monoplaces sont plus lourdes, passant de 642 à 691 kg à cause du poids plus important du nouveau bloc propulseur et de la nouvelle structure des pneus en kevlar[39].
- Le nez des monoplaces est une nouvelle fois abaissé pour améliorer la sécurité. La hauteur du museau ne peut pas dépasser les 185 mm contre 550 en 2013, celle du châssis  passant de 625 à 525 mm au niveau du train avant.
- L'aileron avant est plus étroit de 15 cm (à 1 650 mm) et la surface de l'aileron arrière est diminuée.
- Une nouvelle structure de protection latérale est mise en place.
- L’utilisation des souffleries est encore limitée[40].

- Sebastian Vettel court avec le no 1 attribué au champion du monde en titre, mais son choix s'est porté sur le no 5 pour l'ensemble de sa carrière[41].
- Le no 13 revient en Formule 1 grâce à Pastor Maldonado. Il a pour la dernière fois été porté par Divina Galica en 1976[42].

## Pilotes et monoplaces
| Écurie                        | Constructeur  | Châssis              | Moteur                 | Pneus | no | Pilotes           | Pilotes d'essais, de réserve ou de développement                         |
| ----------------------------- | ------------- | -------------------- | ---------------------- | ----- | -- | ----------------- | ------------------------------------------------------------------------ |
| Infiniti Red Bull Racing      | Red Bull      | RB10                 | Renault Energy F1 2014 | P     | 1  | Sebastian Vettel  | Sébastien Buemi António Félix da Costa                                   |
| Infiniti Red Bull Racing      | Red Bull      | RB10                 | Renault Energy F1 2014 | P     | 3  | Daniel Ricciardo  | Sébastien Buemi António Félix da Costa                                   |
| Mercedes AMG Petronas F1 Team | Mercedes-Benz | F1 W05 F1 W05 Hybrid | Mercedes PU106A        | P     | 44 | Lewis Hamilton    | Pascal Wehrlein                                                          |
| Mercedes AMG Petronas F1 Team | Mercedes-Benz | F1 W05 F1 W05 Hybrid | Mercedes PU106A        | P     | 6  | Nico Rosberg      | Pascal Wehrlein                                                          |
| Scuderia Ferrari              | Ferrari       | F14 T                | Ferrari Tipo 059/3     | P     | 14 | Fernando Alonso   | Marc Gené Pedro de la Rosa Davide Rigon                                  |
| Scuderia Ferrari              | Ferrari       | F14 T                | Ferrari Tipo 059/3     | P     | 7  | Kimi Räikkönen    | Marc Gené Pedro de la Rosa Davide Rigon                                  |
| Lotus F1 Team                 | Lotus         | E22                  | Renault Energy F1 2014 | P     | 8  | Romain Grosjean   | Charles Pic Nicolas Prost Esteban Ocon Marco Sørensen                    |
| Lotus F1 Team                 | Lotus         | E22                  | Renault Energy F1 2014 | P     | 13 | Pastor Maldonado  | Charles Pic Nicolas Prost Esteban Ocon Marco Sørensen                    |
| McLaren Mercedes              | McLaren       | MP4-29               | Mercedes PU106A        | P     | 22 | Jenson Button     | Stoffel Vandoorne                                                        |
| McLaren Mercedes              | McLaren       | MP4-29               | Mercedes PU106A        | P     | 20 | Kevin Magnussen   | Stoffel Vandoorne                                                        |
| Sahara Force India F1 Team    | Force India   | VJM07                | MercedesPU106A         | P     | 27 | Nico Hülkenberg   | Daniel Juncadella                                                        |
| Sahara Force India F1 Team    | Force India   | VJM07                | MercedesPU106A         | P     | 11 | Sergio Pérez      | Daniel Juncadella                                                        |
| Sauber F1 Team                | Sauber        | C33                  | Ferrari Tipo 059/3     | P     | 99 | Adrian Sutil      | Sergey Sirotkin Giedo Van der Garde Simona de Silvestro Adderly Fong     |
| Sauber F1 Team                | Sauber        | C33                  | Ferrari Tipo 059/3     | P     | 21 | Esteban Gutiérrez | Sergey Sirotkin Giedo Van der Garde Simona de Silvestro Adderly Fong     |
| Scuderia Toro Rosso           | Toro Rosso    | STR9                 | Renault Energy F1 2014 | P     | 25 | Jean-Éric Vergne  | Max Verstappen                                                           |
| Scuderia Toro Rosso           | Toro Rosso    | STR9                 | Renault Energy F1 2014 | P     | 26 | Daniil Kvyat      | Max Verstappen                                                           |
| Williams F1 Team              | Williams      | FW36                 | Mercedes PU106A        | P     | 19 | Felipe Massa      | Felipe Nasr Susie Wolff                                                  |
| Williams F1 Team              | Williams      | FW36                 | Mercedes PU106A        | P     | 77 | Valtteri Bottas   | Felipe Nasr Susie Wolff                                                  |
| Marussia F1 Team              | Marussia      | MR03                 | Ferrari Tipo 059/3     | P     | 17 | Jules Bianchi     | Alexander Rossi, Will Stevens                                            |
| Marussia F1 Team              | Marussia      | MR03                 | Ferrari Tipo 059/3     | P     | 4  | Max Chilton       | Alexander Rossi, Will Stevens                                            |
| Caterham F1 Team              | Caterham      | CT05                 | Renault Energy F1 2014 | P     | 10 | Kamui Kobayashi   | Robin Frijns Alexander Rossi Nathanaël Berthon Julián Leal Roberto Merhi |
| Caterham F1 Team              | Caterham      | CT05                 | Renault Energy F1 2014 | P     | 45 | André Lotterer    | Robin Frijns Alexander Rossi Nathanaël Berthon Julián Leal Roberto Merhi |
| Caterham F1 Team              | Caterham      | CT05                 | Renault Energy F1 2014 | P     | 9  | Marcus Ericsson   | Robin Frijns Alexander Rossi Nathanaël Berthon Julián Leal Roberto Merhi |
| Caterham F1 Team              | Caterham      | CT05                 | Renault Energy F1 2014 | P     | 46 | Will Stevens      | Robin Frijns Alexander Rossi Nathanaël Berthon Julián Leal Roberto Merhi |

## Grands Prix de la saison 2014
La Fédération internationale de l'automobile publie, le 4 décembre 2013, le calendrier officiel qui comporte 19 Grands Prix.
| no  | Date         | Grand Prix                    | Lieu              | Vainqueur        | Écurie           | Pole position  | Record du tour   | Résumé |
| --- | ------------ | ----------------------------- | ----------------- | ---------------- | ---------------- | -------------- | ---------------- | ------ |
| 898 | 16 mars      | Grand Prix d'Australie        | Melbourne         | Nico Rosberg     | Mercedes         | Lewis Hamilton | Nico Rosberg     | Résumé |
| 899 | 30 mars      | Grand Prix de Malaisie        | Sepang            | Lewis Hamilton   | Mercedes         | Lewis Hamilton | Lewis Hamilton   | Résumé |
| 900 | 6 avril      | Grand Prix de Bahreïn         | Sakhir            | Lewis Hamilton   | Mercedes         | Nico Rosberg   | Nico Rosberg     | Résumé |
| 901 | 20 avril     | Grand Prix de Chine           | Shanghai          | Lewis Hamilton   | Mercedes         | Lewis Hamilton | Nico Rosberg     | Résumé |
| 902 | 11 mai       | Grand Prix d'Espagne          | Barcelone         | Lewis Hamilton   | Mercedes         | Lewis Hamilton | Sebastian Vettel | Résumé |
| 903 | 25 mai       | Grand Prix de Monaco          | Monaco            | Nico Rosberg     | Mercedes         | Nico Rosberg   | Kimi Räikkönen   | Résumé |
| 904 | 8 juin       | Grand Prix du Canada          | Montréal          | Daniel Ricciardo | Red Bull-Renault | Nico Rosberg   | Felipe Massa     | Résumé |
| 905 | 22 juin      | Grand Prix d'Autriche         | Spielberg         | Nico Rosberg     | Mercedes         | Felipe Massa   | Sergio Pérez     | Résumé |
| 906 | 6 juillet    | Grand Prix de Grande-Bretagne | Silverstone       | Lewis Hamilton   | Mercedes         | Nico Rosberg   | Lewis Hamilton   | Résumé |
| 907 | 20 juillet   | Grand Prix d'Allemagne        | Hockenheim        | Nico Rosberg     | Mercedes         | Nico Rosberg   | Lewis Hamilton   | Résumé |
| 908 | 27 juillet   | Grand Prix de Hongrie         | Budapest          | Daniel Ricciardo | Red Bull-Renault | Nico Rosberg   | Nico Rosberg     | Résumé |
| 909 | 24 août      | Grand Prix de Belgique        | Spa-Francorchamps | Daniel Ricciardo | Red Bull-Renault | Nico Rosberg   | Nico Rosberg     | Résumé |
| 910 | 7 septembre  | Grand Prix d'Italie           | Monza             | Lewis Hamilton   | Mercedes         | Lewis Hamilton | Lewis Hamilton   | Résumé |
| 911 | 21 septembre | Grand Prix de Singapour       | Singapour         | Lewis Hamilton   | Mercedes         | Lewis Hamilton | Lewis Hamilton   | Résumé |
| 912 | 5 octobre    | Grand Prix du Japon           | Suzuka            | Lewis Hamilton   | Mercedes         | Nico Rosberg   | Lewis Hamilton   | Résumé |
| 913 | 12 octobre   | Grand Prix de Russie          | Sotchi            | Lewis Hamilton   | Mercedes         | Lewis Hamilton | Valtteri Bottas  | Résumé |
| 914 | 2 novembre   | Grand Prix des États-Unis     | Austin            | Lewis Hamilton   | Mercedes         | Nico Rosberg   | Sebastian Vettel | Résumé |
| 915 | 9 novembre   | Grand Prix du Brésil          | São Paulo         | Nico Rosberg     | Mercedes         | Nico Rosberg   | Lewis Hamilton   | Résumé |
| 916 | 23 novembre  | Grand Prix d'Abou Dabi        | Yas Marina        | Lewis Hamilton   | Mercedes         | Nico Rosberg   | Daniel Ricciardo | Résumé |

## Déroulement de la saison et faits marquants du championnat

### Grand Prix d'Australie

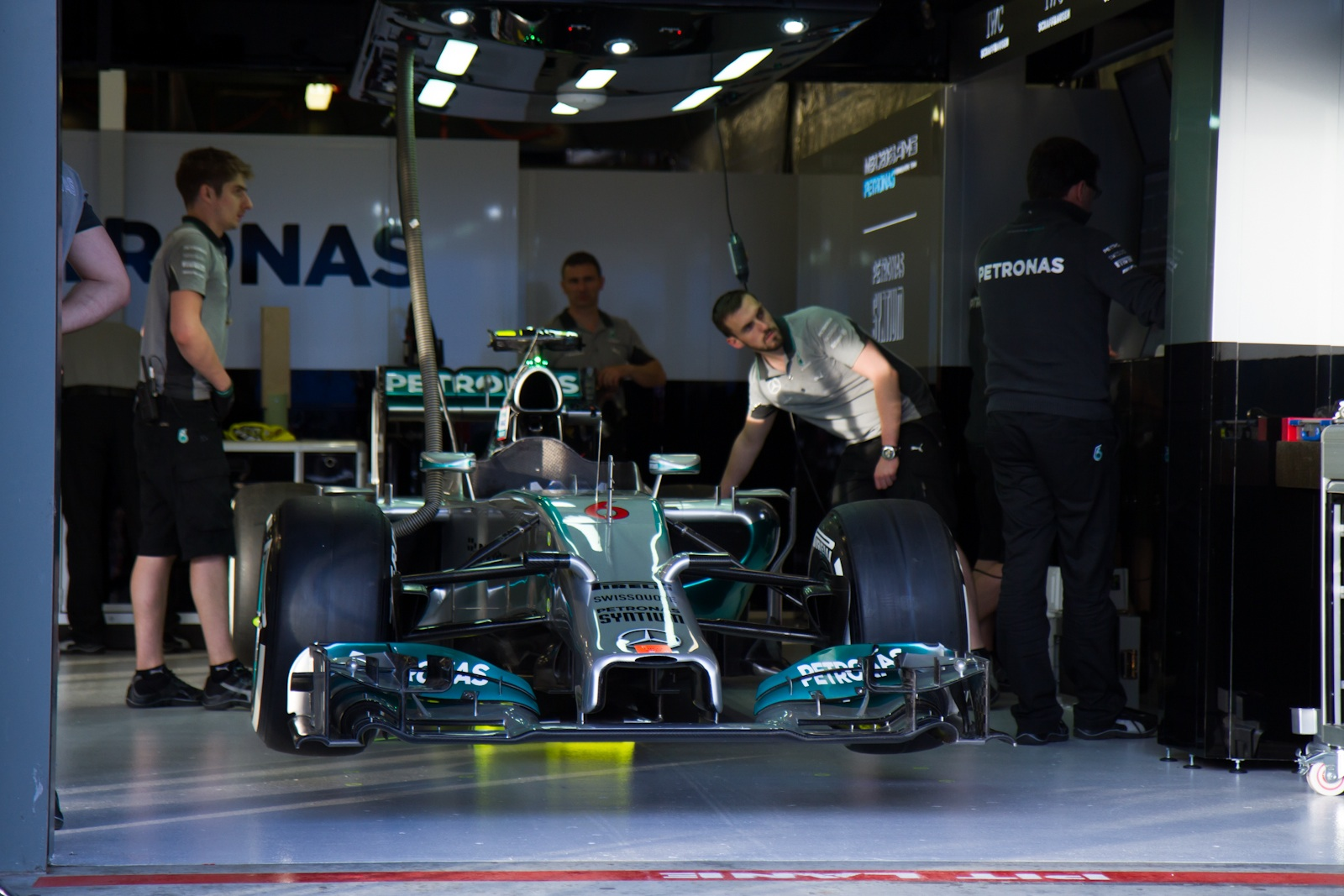
Le stand Mercedes à Melbourne

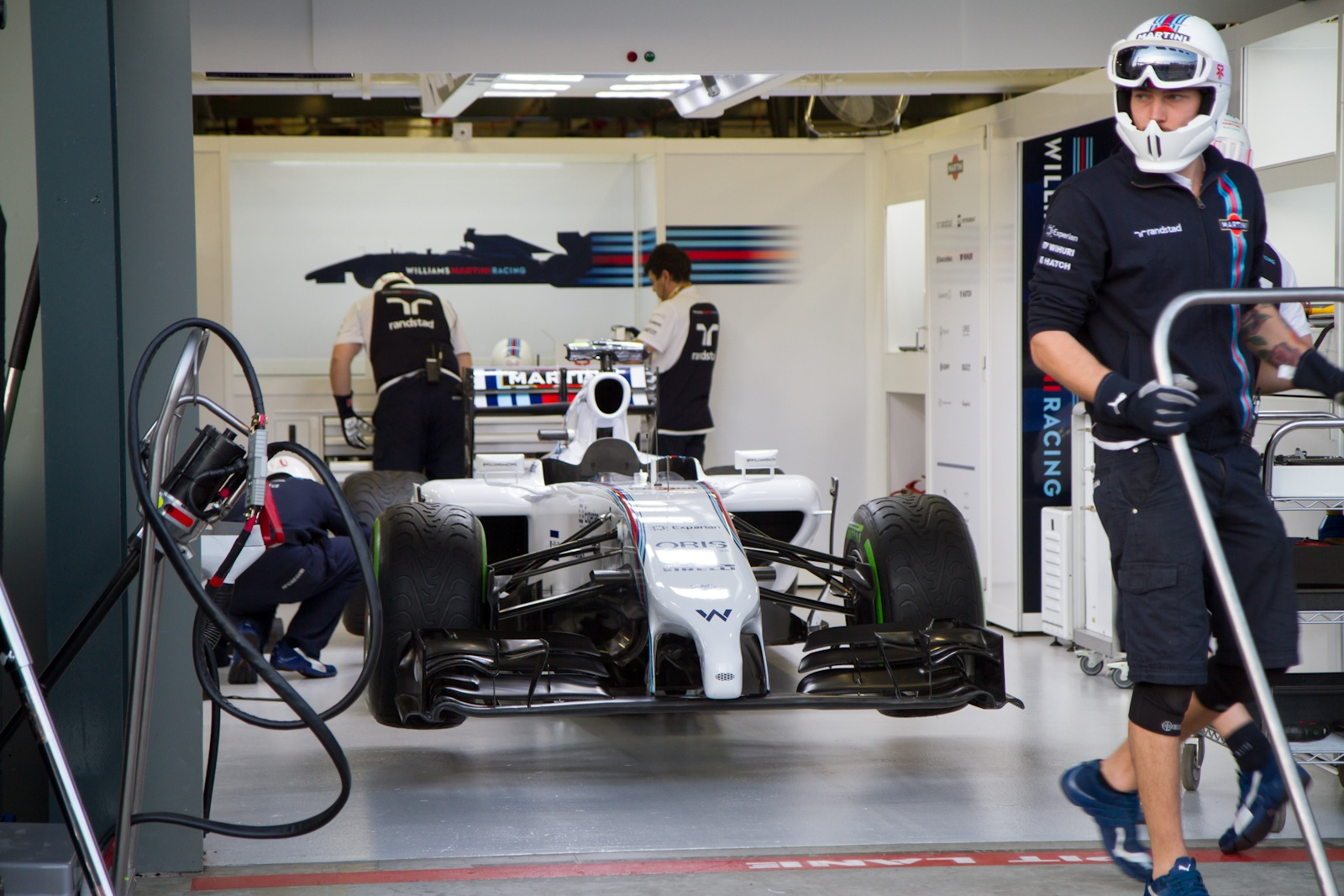
Le stand Williams à Melbourne

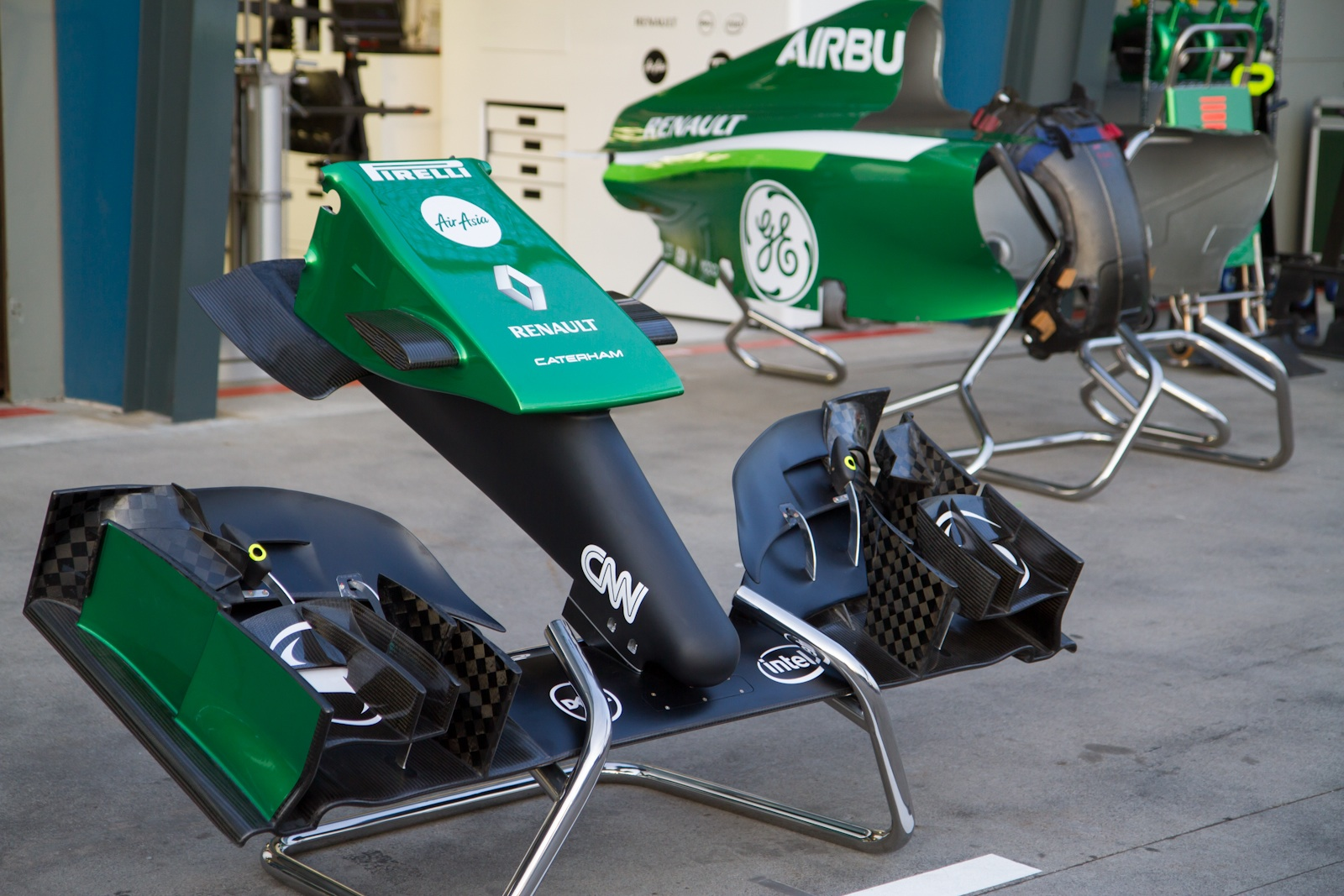
Le stand Caterham à Melbourne

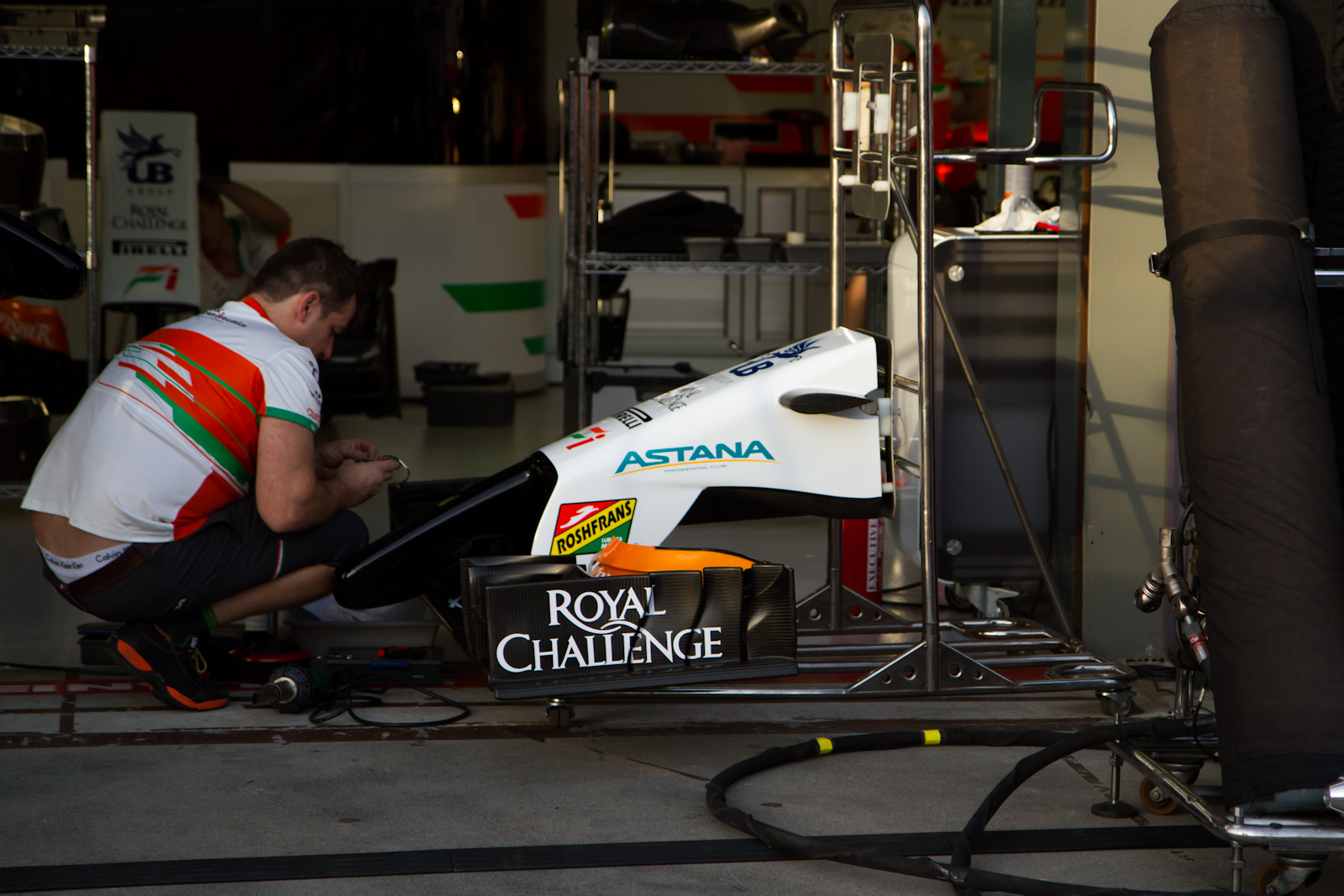
Le stand Force India à Melbourne

Vingt pilotes s'alignent sur la grille, Max Chilton et Romain Grosjean s'élançant depuis la voie des stands. Alors que la procédure de départ est engagée, Jules Bianchi signale qu'il n'est pas en mesure de prendre le départ ; Charlie Whiting annule le premier départ et relance les voitures pour un second tour de formation, la course étant concomitamment amputée d'un tour. Bianchi rejoignant son coéquipier et son compatriote dans la voie des stands, dix-neuf pilotes se présentent sur la grille de départ. À l'extinction des feux, Nico Rosberg prend un excellent envol qui lui permet de s'engouffrer en tête dans le premier virage. Le novice Kevin Magnussen effectue un énorme travers et manque de sortir de la piste, ce qui empêche Fernando Alonso de se battre pour les positions de tête. Kamui Kobayashi, en proie à une défaillance de son système de freinage, harponne Felipe Massa : les deux abandonnent. Pénalisé par un drive-through pour s'être placé sur la grille en retard, Grosjean observe sa pénalité dès la fin du premier tour ; Sergio Pérez et Esteban Gutiérrez, victimes collatérales des frictions du premier virage, ainsi que Bianchi, rentrent également au stand,,,.
Au deuxième passage sur la ligne de chronométrage, Rosberg précède Daniel Ricciardo, Magnussen, Lewis Hamilton qui tenait la pole position, Nico Hülkenberg, Alonso, Jean-Éric Vergne, Kimi Räikkönen, Daniil Kvyat, Valtteri Bottas et Jenson Button. Dès le quatrième tour, Lewis Hamilton rentre à son stand pour abandonner, imité au tour suivant par Sebastian Vettel qui explique que sa monoplace a perdu sa puissance dès le second tour de formation,,.
Rosberg creuse un écart de 5 secondes sur Ricciardo en huit tours tandis que Magnussen, solide troisième, devance Hülkenberg et Alonso. Bottas prend l'avantage sur Räikkönen puis se lance à l'attaque du duo Alonso-Hülkenberg lorsqu'il touche le muret et crève son pneu arrière droit. Alors qu'il tente de regagner son stand, il perd son pneu ainsi qu'un morceau de sa jante, ce qui provoque l'intervention de la voiture de sécurité. Button et Pérez s'engouffrent dans la voie des stands pour changer de pneus, imités par le reste du peloton au tour suivant. Derrière la voiture de sécurité, Rosberg devance Ricciardo, Magnussen, Hülkenberg, Alonso, Button, Vergne, Räikkönen, Adrian Sutil, Kvyat, Pastor Maldonado, Marcus Ericsson, Grosjean, Chilton, Gutiérrez, Bottas, Pérez et Bianchi,,.
À la relance, au quinzième tour, alors qu'il ne reste que dix-sept voitures en piste, Rosberg se détache puis augmente régulièrement son avance qui atteint 5 secondes au vingtième passage. Au vingt-huitième passage, à la mi-course, Rosberg possède 10 secondes d'avance sur Ricciardo ; Magnussen est à 7 secondes, Hülkenberg et Alonso menant un groupe composé de Button, Vergne et Räikkönen encore 6 secondes derrière. Marcus Ericsson abandonne alors que Grosjean effectue son premier arrêt au stand ; peu après, son coéquipier Maldonado abandonne dans le trente-deuxième tour : il ne reste plus que quinze voitures en course. Button et Pérez rentrent au stand, à nouveau de conserve, au tour suivant pour chausser de nouvelles gommes. Hülkenberg et Vergne rentrent au trente-quatrième tour, Alonso et Sutil au suivant, imités ensuite par Ricciardo, Bottas, Räikkönen, Kvyat, Magnussen et Rosberg dont l'avance était passée à 17 secondes,,.
Bottas profite d'un hors-piste de Räikkönen pour le dépasser tandis que Magnussen menace directement Ricciardo : il est à une seconde du nouveau pilote Red Bull Racing au quarantième tour. Rosberg précède Ricciardo de 16 secondes ; suivent Magnussen, Button, Alonso, Hülkenberg, Vergne, Bottas, Räikkönen, Kvyat, Pérez, Grosjean, Sutil, Gutiérrez, Chilton et Bianchi. Grosjean abandonne au quarante-cinquième tour alors que Bottas prend la septième place à Vergne puis, quelques minutes plus tard, la sixième place à Hülkenberg,,.
Nico Rosberg se dirige en solitaire vers sa quatrième victoire en Formule 1. Daniel Ricciardo franchit en second la ligne d'arrivée et  Kevin Magnussen complète le podium pour sa première course en Formule 1 ; suivent pour les points Jenson Button, Fernando Alonso, Valtteri Bottas, Nico Hulkenberg, Kimi Räikkönen, Jean-Éric Vergne et Daniil Kvyat qui devient le plus jeune pilote à inscrire un point en championnat du monde, battant le record de Sebastian Vettel. Daniel Ricciardo est finalement disqualifié après que la FIA a constaté que la voiture de l'Australien a régulièrement excédé, pendant la course, la limite du débit de carburant maximal autorisé. Tous les pilotes derrière lui remontent d'un cran dans la hiérarchie ce qui permet à Sergio Pérez de prendre le point de la dixième place. Avec ses pilotes classés deuxième et troisième, McLaren prend la première place du classement des constructeurs avec 33 points et devance Mercedes (25 points) ; suivent Ferrari (18 points), Williams (10 points), Force India (9 points) et Toro Rosso (6 points),,,,.

### Grand Prix de Malaisie
Sergio Pérez, bloqué dans son garage à cause d'une boîte de vitesses coincée, ne prend pas part à l'épreuve. Au départ, Sebastian Vettel, en première ligne, se rabat sur Nico Rosberg, troisième mais Rosberg réussit à prendre la deuxième place tandis que son coéquipier Lewis Hamilton, parti de la pole position, s'échappe. Daniel Ricciardo attaque immédiatement son coéquipier Vettel et le passe pour le gain de la troisième place. Felipe Massa gagne trois places pour pointer au dixième rang. Dès le virage no 4, Jules Bianchi et Pastor Maldonado se touchent ; Bianchi se décale vers Jean-Éric Vergne et crève son pneu arrière sur l'aileron de son compatriote. Les deux Français doivent passer par les stands et Vergne, dont l'aileron est à changer, en profite pour passer des pneus durs. Au premier passage sur la ligne de chronométrage, Hamilton mène devant Rosberg, Ricciardo, Vettel, Alonso, Hülkenberg, Räikkönen, Magnussen, Button, Massa, Gutiérrez et Bottas,,.
Lewis Hamilton devance de deux secondes son coéquipier tandis que Nico Hülkenberg attaque Fernando Alonso et s'empare de la cinquième place. Kimi Räikkönen, touché par Kevin Magnussen, crève et sombre en fond de classement alors qu'il rejoint son stand au ralenti. Massa pointe au huitième rang au quatrième tour alors que Vettel attaque Ricciardo et reprend la troisième place. Après dix tours, Hamilton possède une avance de 6 secondes sur Rosberg alors que Maldonado abandonne sur ordre de ses ingénieurs afin de préserver son moteur. Les mécaniciens de McLaren Racing ne parviennent pas à changer le museau de la monoplace de Magnussen, endommagé après son contact, et le Danois, pénalisé par un stop-and-go de 5 secondes, reprend la piste avec son aileron abîmé. Jules Bianchi purge un stop-and-go de pénalité puis abandonne finalement après huit tours ; Vergne, victime collatérale de l'incident, abandonnera dix tours plus tard,,.
Lors des premiers arrêts au stand, Ricciardo ressort de justesse devant Alonso après leurs arrêts respectifs et doit résister aux attaques de l'Espagnol. Hamilton s'arrête dans le quinzième tour.  Au dix-septième passage, après la vague d'arrêts aux stands, Hamilton devance Rosberg de 9 secondes ; suivent Vettel, Ricciardo, Alonso, Hülkenberg, Jenson Button, Massa, Daniil Kvyat, Bottas, Magnussen, Romain Grosjean, Gutiérrez, Sutil, Kamui Kobayashi, Max Chilton, Marcus Ericsson. Räikkönen, dernier, chausse les pneus durs au dix-huitième tour. À la mi-course, Hamilton dispose de 10 secondes d'avance sur Rosberg qui se voit intimer l'ordre d'accroître son avance sur Vettel qui le suit à moins de 3 secondes. Alors que le débitmètre de Ricciardo tombe en panne (une consommation instantanée excessive avait provoqué sa disqualification lors du Grand Prix inaugural), la FIA indique que la Red Bull RB10 consomme un peu plus qu'autorisé tandis que les deux Williams FW36, septième et huitième, sont les monoplaces les plus économes en carburant,,. 
Au trentième tour, Vettel maintient Rosberg sous pression pendant que les arrêts aux stands sont en cours. À la sortie des stands, moins d'une minute sépare les deux Allemands, relégués à 11 secondes d'Hamilton. Adrian Sutil s'immobilise à l'amorce de la ligne droite au trente-troisième passage mais aucune neutralisation de course n'est nécessaire à l'évacuation de sa monoplace. Trois tours plus tard, son coéquipier Esteban Gutiérrez abandonne sur panne mécanique. Au quarante-et-unième tour, Daniel Ricciardo, quatrième, effectue son arrêt et se relance dans la voie des stands avec la roue avant gauche mal fixée ; il s'immobilise en bout de ligne droite et ses mécaniciens le poussent en marche arrière jusqu'au stand pour refixer la roue. L'Australien reprend la piste en quatorzième position et reçoit une pénalité de dix places de recul sur la grille de départ du prochain Grand Prix. Quelques instants plus tard, l'aileron avant de Ricciardo s'affaisse et une ailette entame son pneumatique avant droit qui menace de crever. Ricciardo regagne son stand, ressort seizième et dernier, puis abandonne au cinquante-et-unième tour,,.
Vettel, troisième, effectue son dernier changement de pneus à six tours du but, imité au tour suivant par Rosberg et Hamilton tandis que Fernando Alonso, auteur meilleur temps au tour, cherche à prendre la quatrième place à Hülkenberg ; la lutte, intense, voit l'Espagnol réussir son pari. Felipe Massa reçoit un message radio l'invitant à s'effacer derrière son coéquipier Valtteri Bottas mais le Brésilien n'en tient pas compte et conserve sa septième place jusqu'à l'arrivée. Lewis Hamilton remporte la vingt-troisième victoire de sa carrière, et son premier chelem, tandis que Mercedes, grâce à la deuxième place de Rosberg, réalise un doublé, son premier depuis 1955. Sebastian Vettel complète le podium ; suivent pour les points Alonso, Hülkenberg, Button, Massa, Bottas, Magnussen et Kvyat,,.
Rosberg conserve la tête du championnat avec 43 points et devance Hamilton (25 points), Alonso (24 points), Button (23 points) et Magnussen (20 points). Mercedes prend la première place du classement des constructeurs avec 68 points et devance McLaren (43 points) ; suivent Ferrari (30 points), Williams (20 points), Force India (19 points), Red Bull (15 points) et Toro Rosso (7 points).

### Grand Prix de Bahreïn

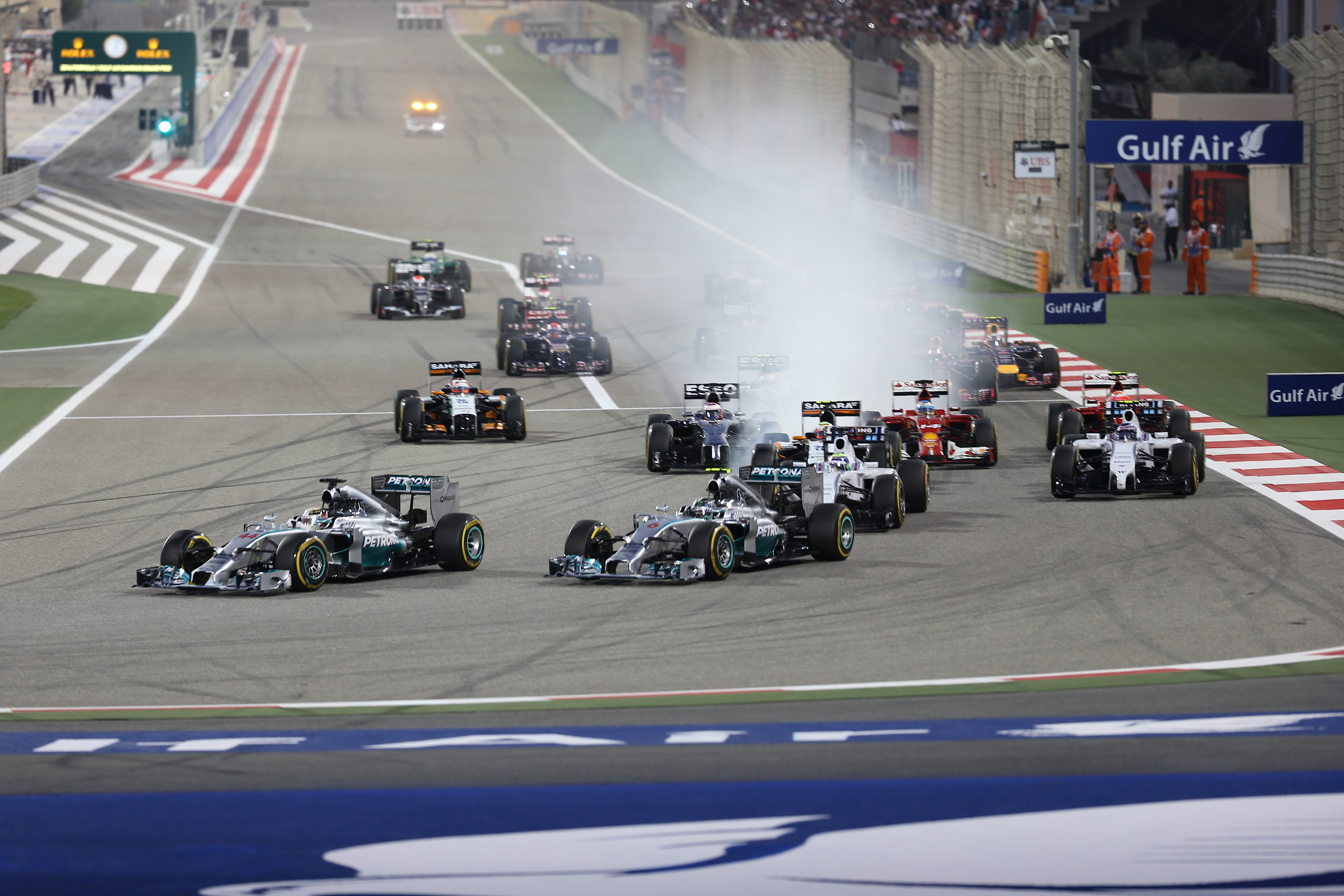
Le départ du Grand Prix.

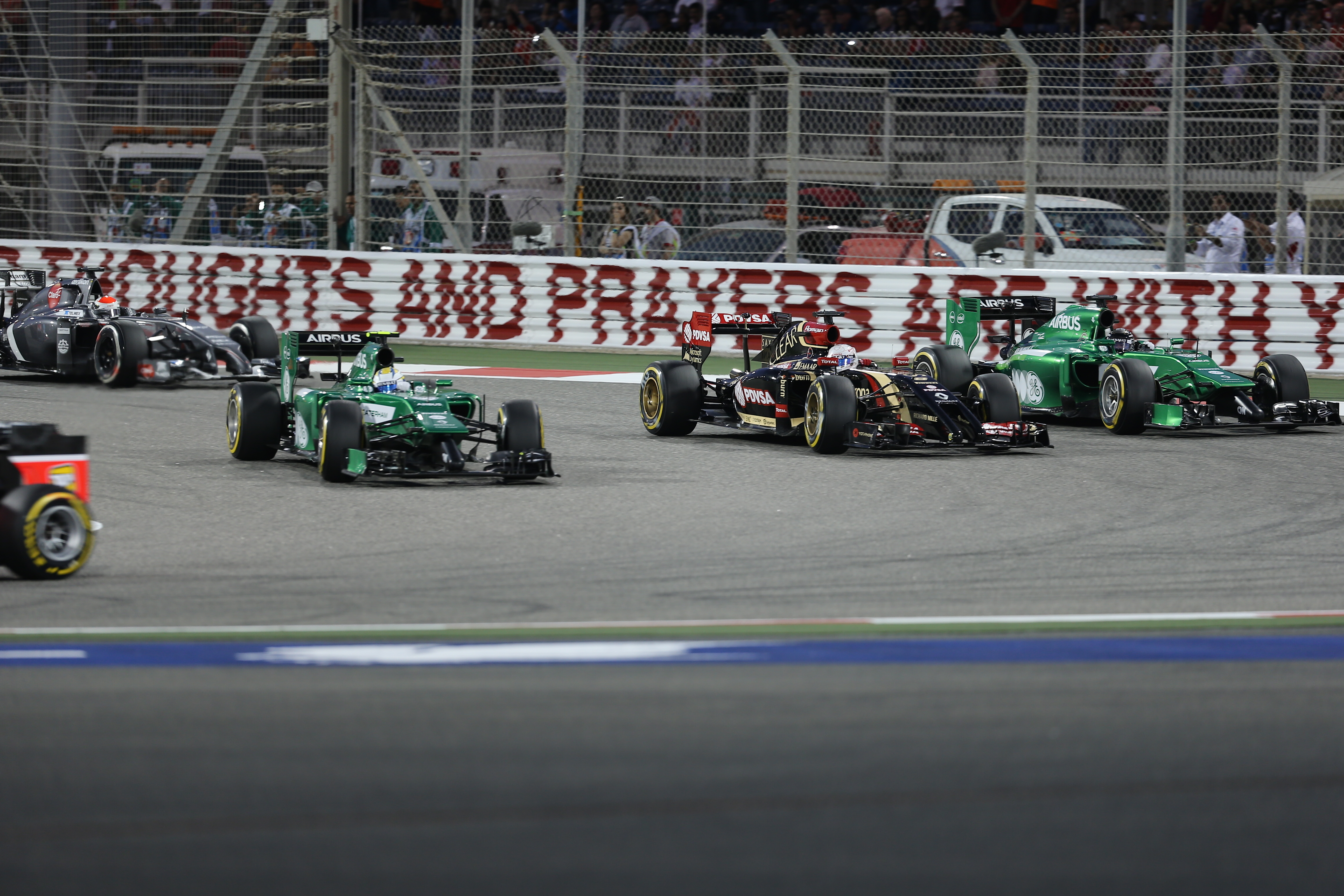
Le premier tour du Grand Prix.

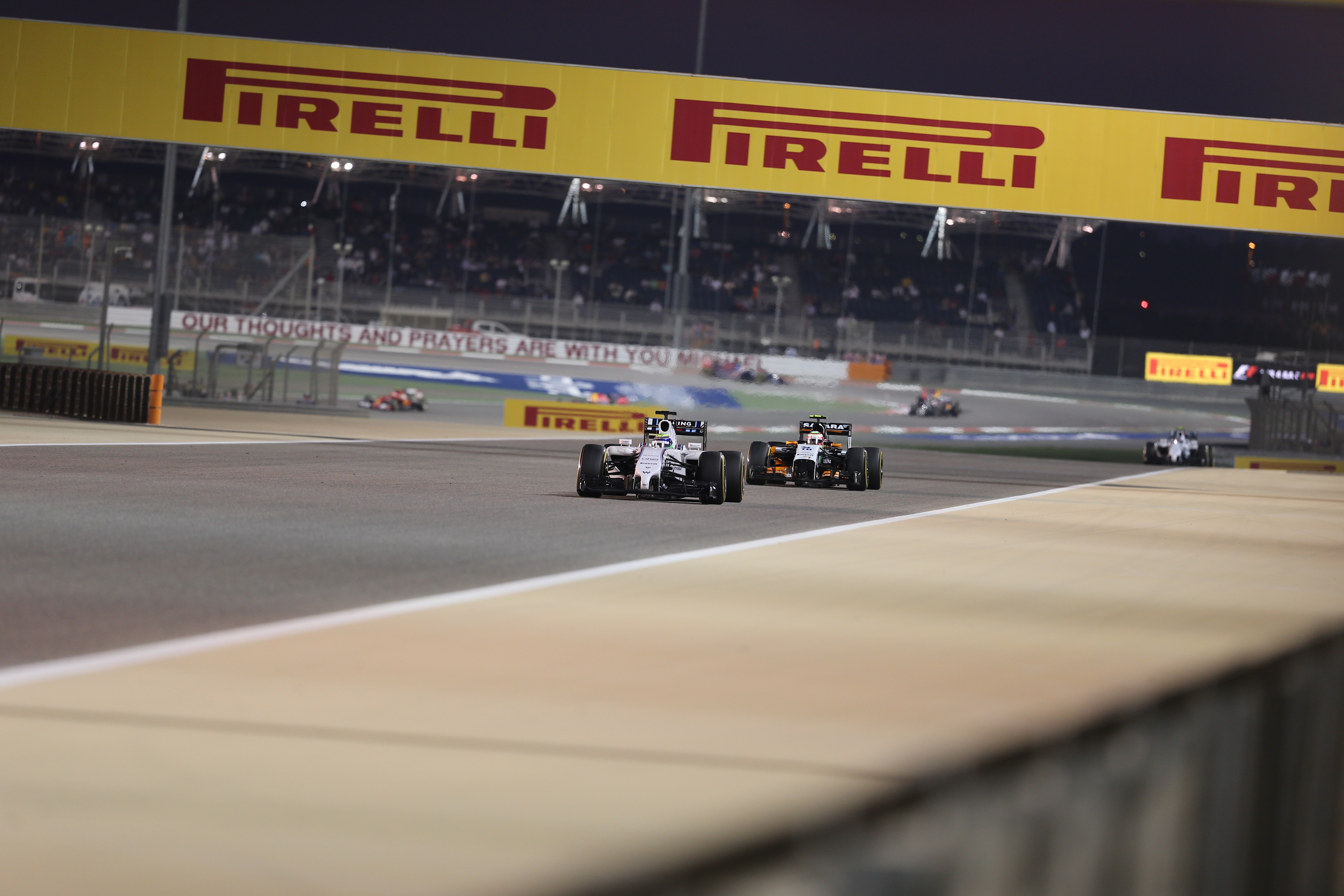
Le premier tour du Grand Prix.

À l'extinction des feux, Lewis Hamilton s'engouffre en tête dans le premier virage, son coéquipier Nico Rosberg, en pole position, le suit en deuxième position, Felipe Massa se catapulte en troisième position au premier freinage tandis que Kevin Magnussen accroche Kimi Räikkönen qui chute au neuvième rang tandis que son coéquipier Fernando Alonso boucle le premier tour septième. Jean-Éric Vergne, accroché par Pastor Maldonado, rentre au stand à cause d'un pneu crevé et abandonne peu après. Au deuxième passage sur la ligne de chronométrage, Hamilton devance Rosberg, Massa, Sergio Pérez, Valtteri Bottas, Jenson Button, Alonso, Nico Hülkenberg, Räikkönen, Sebastian Vettel, Magnussen et Daniel Ricciardo,,.
Après quatre tours, Rosberg concède plus d'une seconde à son coéquipier et Alonso perd une position au profit d'Hülkenberg, désormais septième. Vettel, dixième avec ses pneus durs, évolue dans le même rythme que les Ferrari en pneus tendres ; Ricciardo reste au contact de son équipier et de Magnussen. Il tente une manœuvre de dépassement au huitième passage mais sort de piste sans dommages tandis qu'Adrian Sutil s'arrête le premier au stand pour changer ses pneus. Au tour suivant, Bottas rétrograde en sixième position, cédant deux positions au profit des pilotes McLaren, Button et Pérez ; au dixième tour, Pérez passe Massa pour le gain de la troisième place. Bottas plonge dans la ligne des stands pour son premier arrêt, suivi par Daniil Kvyat et Jules Bianchi au onzième tour. Tous les pilotes effectuent ensuite leur premier arrêt, Button clôturant au dix-huitième tour,,.
Sutil et Bianchi s'accrochent et le Français rentre au stand au ralenti avec un pneu crevé ; reconnu responsable de la collision par les commissaires, Bianchi est pénalisé peu après. Vettel, dont l'aileron arrière ne fonctionne plus, bloque son coéquipier Ricciardo et reçoit la consigne de le laisser passer. Dès le dix-septième tour, en difficulté avec ses pneus durs, Vettel passe par les stands, ruinant ainsi sa stratégie décalée. Mercedes demande à Hamilton de rentrer à la fin du dix-neuvième tour pour chausser des pneus tendres, laissant la piste libre à Rosberg qui rentre deux tours plus tard chausser des pneus durs : il peut désormais tenter le pari de rallier l'arrivée sans repasser par les stands, au contraire de son coéquipier,,.
Au vingt-quatrième passage, Hamilton possède 6 secondes d'avance sur Rosberg ; suivent Bottas, Massa, Hülkenberg, Pérez, Alonso, Button, Vettel, Räikkönen, Ricciardo, Magnussen, Kvyat, Romain Grosjean, Esteban Gutiérrez, Pastor Maldonado, Kamui Kobayashi, Max Chilton, Marcus Ericsson et Bianchi. Bottas et Magnussen changent leurs pneus au vingt-septième tour, Gutiérrez au suivant, Massa, Alonso et Grosjean au vingt-neuvième et Räikkönen au trente-quatrième. En tête de la course, Hamilton possède 8 secondes d'avance sur Rosberg tandis que Pérez, qui passe Hülkenberg puis Massa coup sur coup, évolue à 35 secondes avec Hülkenberg sur ses talons. Pérez et Vettel s'arrêtent au trente-cinquième tour. Hamilton est alors informé qu'il n'a plus à économiser son carburant. S'il dispose désormais de 9 secondes d'avance sur son équipier, il doit encore s'arrêter pour passer les pneus durs. Quelques instants plus tard, Maldonado, qui sort de la voie des stands, harponne Gutiérrez dans le premier virage : la Sauber C33 fait une toupie dans les airs, part ensuite en tonneau et retombe lourdement. La voiture de sécurité entre en action tandis que Maldonado est pénalisé d'un stop-and-go,,.
La majorité des pilotes profite de la neutralisation de la course pour changer ses pneus. L'avance d'Hamilton, en pneus durs, est réduite à néant face à Rosberg, en pneus tendres neufs. Magnussen renonce sur panne d'embrayage alors qu'au quarante-quatrième tour, derrière la voiture de sécurité, Hamilton précède Rosberg, Pérez, Hülkenberg, Button, Vettel, Ricciardo, Massa, Bottas, Alonso, Räikkönen, Kvyat, Grosjean, Maldonado, Kobayashi, Chilton et Bianchi. La course est relancée pour onze tours et Rosberg attaque immédiatement Hamilton qui résiste malgré ses pneus durs ; Hülkenberg passe Pérez avec autorité au premier freinage pour le gain de la troisième place. Button, victime comme son coéquipier d'un souci d'embrayage, chute dans la hiérarchie et abandonne, hors des points, à deux boucles du but. Hamilton et Rosberg réalisent chacun le meilleur tour en course dans le même tour, puis peu à peu Hamilton prend une seconde d'avance sur Rosberg qui ne peut donc plus utiliser son aileron arrière mobile. Ricciardo passe Vettel dans le quarante-neuvième tour, l'Allemand est désormais sous la menace directe de Massa. Rosberg ne renonce pas et reprend dixième sur dixième pour pointer à une demi-seconde d'Hamilton au cinquante-et-unième tour. Finalement, Hamilton remporte sa seconde victoire de la saison, Nico Rosberg termine sur la deuxième marche du podium et Sergio Pérez sur la troisième ; suivent pour les points Ricciardo, Hülkenberg, Vettel, Massa, Bottas, Alonso et Räikkönen,,.
Rosberg conserve la tête du championnat avec 61 points et devance Hamilton (50 points), Hülkenberg (28 points), Alonso (26 points), Vettel et Button (23 points chacun). Mercedes reste à la première place du classement des constructeurs avec 111 points et devance désormais Force India (44 points) et McLaren (43 points) ; suivent Red Bull (35 points), Ferrari (33 points), Williams (30 points) et Toro Rosso (7 points).

### Grand Prix de Chine

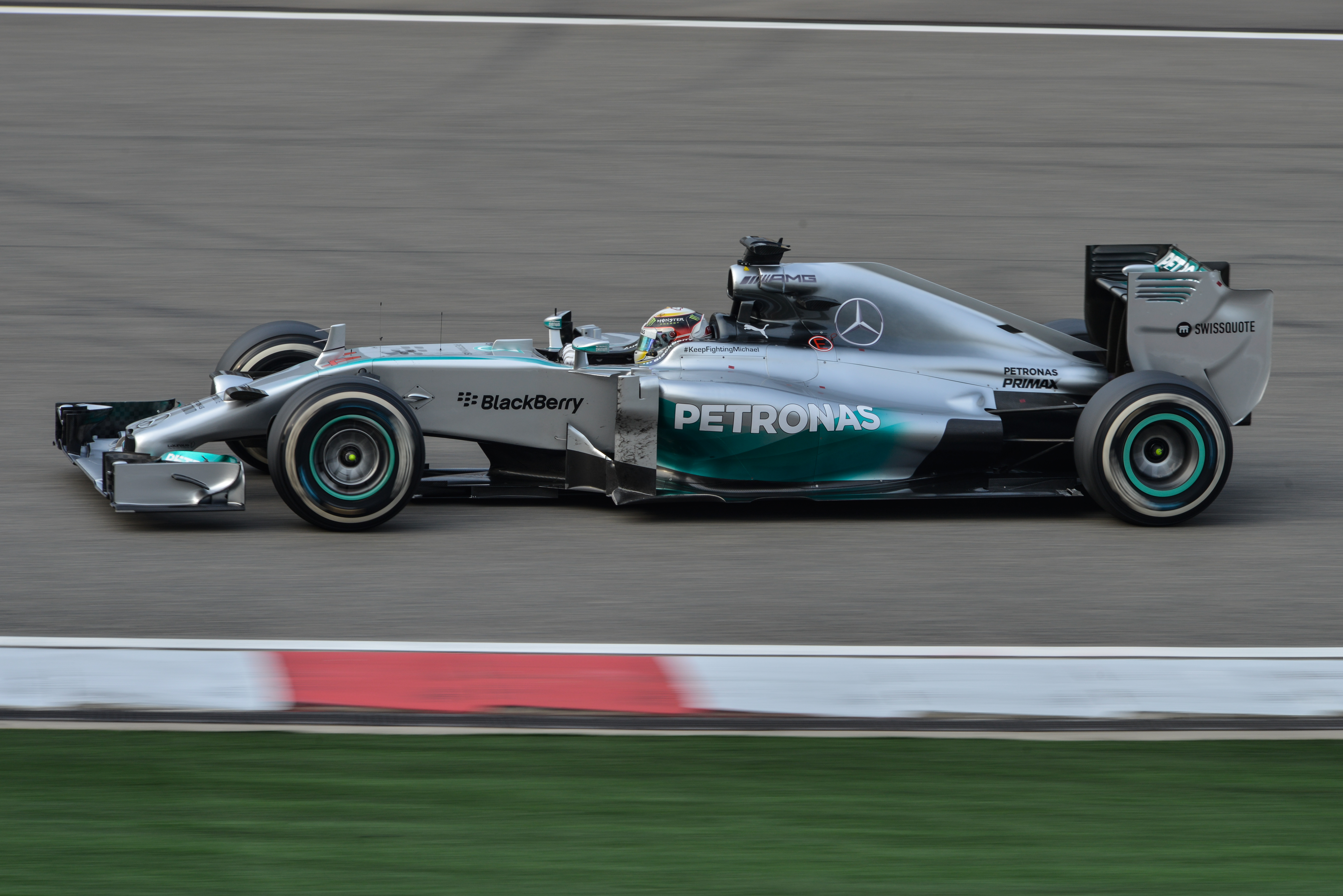
Lewis Hamilton lors du Grand Prix de Chine 2014.

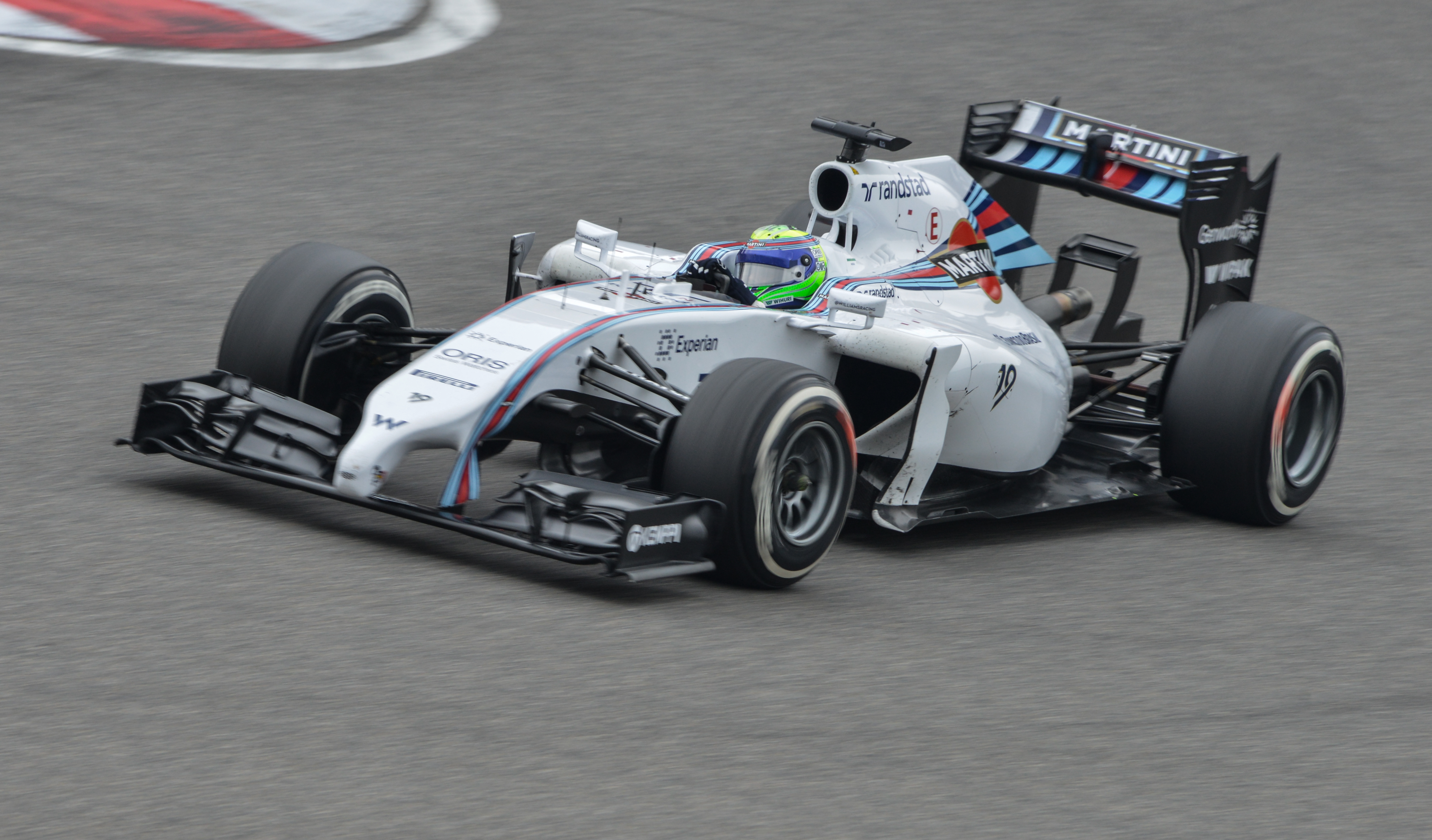
Felipe Massa lors du Grand Prix de Chine 2014.

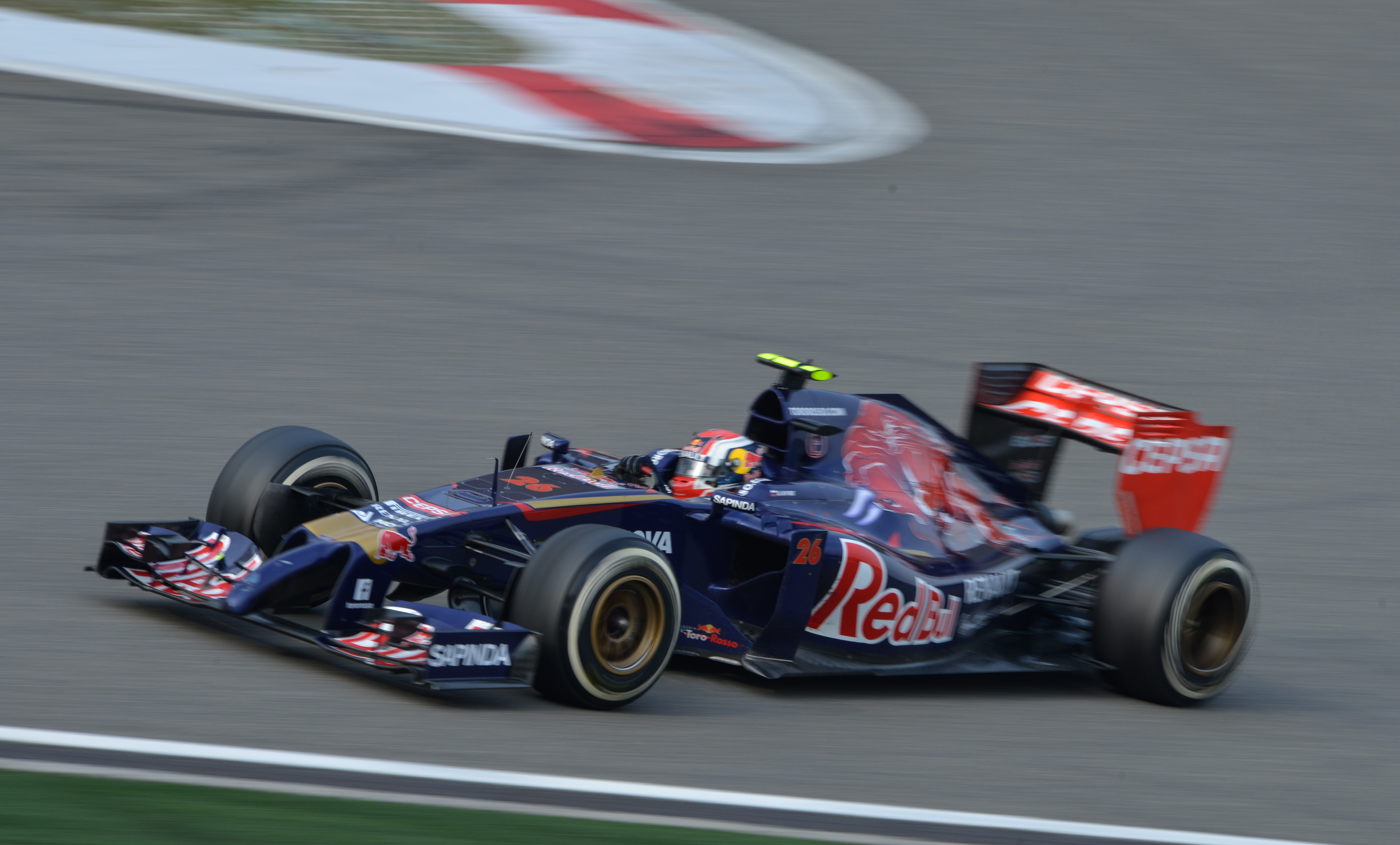
Daniil Kvyat au Grand Prix de Chine 2014.

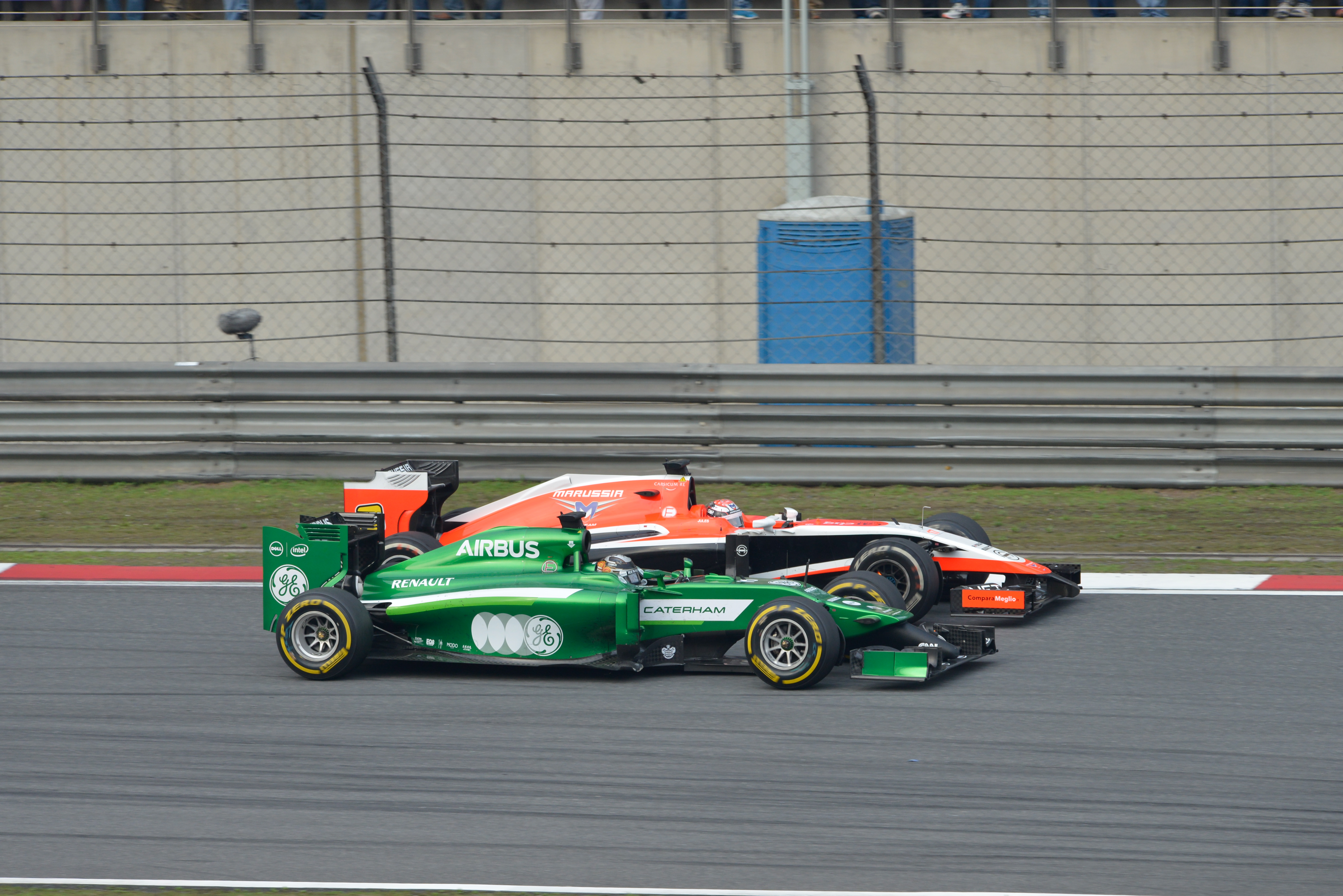
Kamui Kobayashi dépassant Jules Bianchi lors du Grand Prix de Chine 2014.

Les qualifications s'étant disputées sur piste humide, tous les pilotes sont autorisés à prendre le départ avec les pneumatiques de leur choix ; tous hormis Kevin Magnussen, quinzième, s'élancent en pneus tendres. À l'extinction des feux, Lewis Hamilton, depuis la pole position, s'engouffre en tête dans le premier virage. Fernando Alonso et Felipe Massa réussissent un envol parfait. Le Brésilien prend immédiatement le meilleur sur Nico Rosberg puis entre en contact, pneu contre pneu, avec Alonso ; les deux anciens coéquipiers poursuivent leur course sans dommage. Rosberg touche Valtteri Bottas mais les monoplaces ne subissent pas de dégât. Au premier passage, Hamilton précède Sebastian Vettel, Alonso, Daniel Ricciardo, Massa, Rosberg, Nico Hülkenberg, Romain Grosjean, Kimi Räikkönen, Bottas, Daniil Kvyat, Jean-Éric Vergne et Sergio Pérez,,.
Alonso tente une manœuvre d'attaque sur Vettel tandis qu'Hamilton possède plus de 2 secondes d'avance sur ses poursuivants. Rosberg dépasse Massa et revient sur Ricciardo. Adrian Sutil abandonne dès le septième passage à cause d'un ennui moteur. Jenson Button change le premier ses pneus, au huitième tour. Grosjean s'arrête au onzième tour, Massa, Räikkönen, Pérez et Marcus Ericsson au suivant, Alonso, Hülkenberg, Kamui Kobayashi, Pastor Maldonado et Jules Bianchi au treizième, Vettel, Bottas au suivant ; Rosberg, Kvyat, Esteban Gutiérrez, Ricciardo, Vergne, Hamilton et Magnussen stoppent entre le quinzième et le dix-huitième tour. L'arrêt de Massa ruine sa course : ses mécaniciens ne retrouvent d'abord pas ses deux pneus arrière puis éprouvent de grandes difficultés à installer le pneu arrière-gauche, l'arbre de roue semblant endommagé à la suite du contact au départ avec Alonso. Il ressort des stands dernier. En s'arrêtant un tour plus tard que Vettel, Alonso gagne une place et pointe en deuxième position au douzième tour. Au dix-neuvième passage, à l'issue des arrêts au stands, Hamilton devance Alonso de 4 secondes, Vettel de 6 s, Rosberg de 9 s et Ricciardo de 11 s ; suivent Hülkenberg, Bottas, Räikkönen, Grosjean et Pérez,,.
Privé de télémétrie, Nico Rosberg doit annoncer à son ingénieur d'exploitation ses données de consommation pour permettre à son équipe de peaufiner sa stratégie de course. Hamilton, non touché par ce problème, gère son avance tandis que Vettel, à 3 secondes d'Alonso, est informé du fait qu'il tourne plus vite que son rival. Kimi Räikkönen tourne en moyenne une seconde au tour plus lentement que son coéquipier et a du mal à contenir Grosjean, neuvième. Les McLaren sont elles aussi en manque de performance puisque la première des deux monoplaces évolue à la douzième place ; Magnussen, en pneus durs a même changé de pneus en même temps que les pilotes en pneus tendres. Nico Rosberg poursuit sa remontée dans le classement et ravit la troisième place à Sebastian Vettel dans le vingt-troisième tour. Ricciardo, dont les gommes sont plus fraîches et qui est sur une stratégie à trois arrêts contre deux pour Vettel revient sur son coéquipier. Pour la seconde fois de la saison, Vettel reçoit la consigne de le laisser passer. L'Allemand, en dépit de l'insistance de son équipe, résiste pendant deux boucles ; Ricciardo finit par passer et se détache au rythme d'une demi-seconde au tour,,.
Au vingt-huitième tour, Hamilton possède 12 secondes d'avance sur Alonso. Romain Grosjean, qui a perdu son quatrième rapport de boîte de vitesses, fait une sortie de piste, traverse un bac à graviers et rentre au stand au ralenti pour abandonner au vingt-neuvième passage, boîte hors d'usage. Button et Bianchi changent de pneus au tour suivant, Kobayashi au trente-et-unième. Hülkenberg, Bottas, Räikkönen, Kvyat, Magnussen, Massa, Vergne, Maldonado, Chilton, Alonso, Vettel, Rosberg, Ricciardo et finalement Hamilton passent au stand entre le trente-deuxième et le trente-neuvième tour. Alonso, qui finit la course en pneus durs, s'est arrêté un tour plus tôt que Vettel qui espère pouvoir le défier en fin de course. Au quarantième tour, Hamilton devance Alonso, Rosberg, Ricciardo, Vettel, Hülkenberg, Bottas, Räikkönen, Pérez et Kvyat. Nico Rosberg, profitant d'une meilleure vitesse de pointe, prend l'avantage sur Alonso dans le quarante-troisième tour. Derrière, Ricciardo change de stratégie de course : ses pneus étant peu dégradés, il peut espérer rejoindre l'arrivée sans effectuer un troisième arrêt ; par contre, il lui faudra défendre sa position face à son coéquipier Vettel qui le suit à 6 secondes avec des pneus plus fraîs. Les positions restent figées dans les dernières boucles : Hamilton surveille ses rivaux, Rosberg a suffisamment d'avance sur Alonso pour réduire son allure et l'Espagnol dispose de 5 secondes d'avance sur Ricciardo qui relègue Vettel à plus de 15 secondes. Lewis Hamilton remporte sa troisième victoire consécutive, Nico Rosberg permet à son écurie de réaliser un nouveau doublé et Fernando Alonso obtient son premier podium de la saison ; suivent pour les points Ricciardo, Vettel, Hülkenberg, Bottas, Räikkönen, Pérez et Kvyat,,.
Nico Rosberg conserve la tête du championnat du monde avec 79 points, devant son coéquipier Hamilton (75 points), Alonso (41 points), Hülkenberg (36 points), Vettel (33 points), Daniel Ricciardo et Valtteri Bottas (24 points chacun). Mercedes conserve la première place du classement des constructeurs avec 154 points et devance désormais Red Bull Racing (57 points) et Force India (54 points) ; suivent Ferrari (52 points), McLaren (43 points), Williams (36 points) et Toro Rosso (8 points). Sept des onze écuries engagées au championnat ont marqué des points, Sauber, Lotus, Marussia et Caterham n'en ayant pas encore inscrit.

### Grand Prix d'Espagne
À l'extinction des feux, Hamilton s'engouffre en tête dans le premier virage devant son coéquipier. Valtteri Bottas prend l'avantage sur Daniel Ricciardo pour le gain de la troisième place tandis que Sebastian Vettel, parti quinzième dépasse Kevin Magnussen à la chicane. Malgré un violent blocage de roues au premier freinage, Romain Grosjean conserve sa cinquième position alors que, sur l'autre Lotus, Maldonado, à l'arrière du peloton, percute la Caterham de Marcus Ericsson ; les deux pilotes restent en piste mais le Vénézuélien est pénalisé de cinq secondes ajoutées à son temps de course. Au premier passage sur la ligne de chronométrage, Hamilton devance Rosberg, Bottas, Ricciardo, Grosjean, Kimi Räikkönen, Fernando Alonso, Felipe Massa, Nico Hülkenberg, Sergio Pérez, Esteban Gutiérrez, Daniil Kvyat, Jenson Button et Vettel,,.
Les Mercedes creusent immédiatement l'écart sur le reste du peloton, Hamilton possédant lui-même un écart de 2 secondes sur Rosberg dès le cinquième tour ; Valtteri Bottas, troisième, est déjà repoussé à 5 secondes. Ricciardo essaie de dépasser à plusieurs reprises Bottas mais, face à ses échecs successifs, reçoit comme consigne de lui laisser 2 secondes de marge pour ne pas endommager excessivement ses pneus. L'Australien poursuit ses attaques jusqu'au huitième passage puis se résigne à suivre les conseils de son écurie. Vettel, treizième à 30 secondes d'Hamilton, est en lutte contre Esteban Gutierrez. Räikkönen et Alonso, sixième et septième, évoluent dans la même seconde depuis le départ,,.
Vettel est le premier à s'arrêter pour changer ses pneus au treizième tour : revenant très fort sur Button, il anticipe légèrement son arrêt pour ne pas perdre de temps dans le trafic ; il chausse les pneus durs et reprend la piste derrière Max Chilton et Marcus Ericsson. Ricciardo, toujours dans le sillage de Bottas, suit une stratégie similaire et passe au stand un tour plus tard ; il chausse toutefois un nouveau train de pneus tendres afin de prendre l'avantage sur le Finlandais après son arrêt. Cette tactique se révèle payante puisque Ricciardo reprend plus d'une seconde à son rival dans le second secteur. Grosjean, Massa et Maldonado stoppent au seizième tour ; Alonso et Jean-Éric Vergne, Räikkönen, Hülkenberg, Button, Sutil, Chilton au dix-huitième tour. Ferrari a pris la décision de rappeler Alonso en premier alors que Räikkönen se trouvait juste devant ; l'Espagnol, malgré un tour supplémentaire en pneus frais, ne peut toutefois pas empêcher Räikkönen de ressortir un souffle devant lui. Hamilton, Pérez, Kvyat, Gutiérrez et Ericsson s'arrêtent au dix-neuvième tour, Magnussen au vingtième puis Rosberg et Jules Bianchi au vingt-deuxième tour. Alors qu'Hamilton est dans la voie des stands, Rosberg établit le meilleur tour en course ; contrairement à son coéquipier, l'Allemand chausse des pneus durs pour son second relais : comme à Bahreïn, Mercedes choisit deux stratégies différentes pour ses pilotes,,.
Au vingt-quatrième tour, Hamilton possède 3 secondes d'avances sur Rosberg et 22 secondes sur Ricciardo ; suivent Bottas, Grosjean, Räikkönen, Alonso, Massa, Vettel et Hülkenberg. Hamilton est informé par son ingénieur de course qu'il dispose de vingt tours pour porter son avance à 7 secondes sur Rosberg s'il veut remporter la course. Jean-Éric Vergne, victime d'un problème d'échappement, abandonne pour la troisième fois de la saison. En tête de course, Nico Rosberg tourne plus vite avec ses pneus durs qu'Hamilton en tendres. Massa rentre pour la deuxième fois au vingt-neuvième tour, Vettel au trente-quatrième, Alonso et Sutil au trente-septième ; les imitent ensuite Hülkenberg, Button, Kvyat, Gutiérrez, Pérez et Maldonado. En tête de la course, Hamilton hausse son rythme pour contrer son coéquipier : il possède presque 4 secondes d'avance au quarante-et-unième tour. Ricciardo est troisième devant Bottas, Räikkönen, Alonso, Vettel, Massa, Magnussen et Hülkenberg. Magnussen et Ericsson s'arrêtent au quarante-troisième tour, Hamilton, Räikkönen et Chilton au suivant. Hamilton ne dispose pas de l'avance souhaitée par son ingénieur de course, l'écart étant quasiment le même que vingt tours plus tôt. Toutefois, Rosberg, en pneus durs, n'est pas en mesure de rester plus longtemps en piste et entre (avec Ricciardo et Bottas) deux boucles plus tard. Hamilton reprend ainsi la tête de la course avec une avance de 5 secondes sur son coéquipier,,.
Les Mercedes se relancent pour le duel final. Lewis Hamilton est maintenant en pneus durs et Rosberg en tendres. L'écart, réduit à 3 secondes au quarante-neuvième tour, chute à 2 secondes au cinquante-deuxième tour, Rosberg réalisant le meilleur tour en course à plusieurs reprises. Vettel, qui était cinquième, effectue un troisième arrêt au tour suivant ; Alonso s'arrête au cinquante-quatrième tour. Quelques minutes plus tard, Vettel passe Kimi Räikkönen pour le gain de la cinquième place et se rapproche de Bottas ; plus loin Alonso est en mesure de lutter pour ravir la place de Räikkönen. Dans le soixantième tour, Rosberg possède moins d'une seconde de retard sur Hamilton et peut actionner son aileron arrière mobile. Le duel Alonso-Räikkönen tourne à l'avantage de l'Espagnol dans le soixante-troisième tour ; Vettel passe Bottas à deux tours de l'arrivée pour le gain de la quatrième place et Nico Rosberg, dans l'aspiration de Lewis Hamilton, doit se contenter de la deuxième place derrière Hamilton qui remporte une quatrième victoire consécutive et prend la tête du championnat du monde. Daniel Ricciardo se classe troisième devant Vettel ; suivent pour les points Bottas, Alonso, Räikkönen, Grosjean, Pérez et Hülkenberg,,.
Lewis Hamilton passe en tête du championnat du monde avec 100 points, devant son coéquipier Rosberg (97 points) et Alonso (49 points). Sebastian Vettel accède à la quatrième place avec 45 points, juste devant son coéquipier Daniel Ricciardo (39 points). Bien qu'il termine une nouvelle fois dans les points, Nico Hülkenberg, avec 37 points, chute à la sixième place du classement, devant Valtteri Bottas (34 points). Mercedes conserve la première place du classement des constructeurs avec 197 points et devance Red Bull Racing (84 points). Ferrari (66 points) remonte à la troisième place devant Force India (57 points) et Williams (46 points). McLaren reste à 43 points et perd une nouvelle place dans la hiérarchie ; suivent Toro Rosso (8 points) et Lotus F1 Team qui marque ses 4 premiers points de la saison. Huit des onze écuries engagées au championnat ont marqué des points, Sauber, Marussia et Caterham n'en ayant pas encore inscrit.

### Grand Prix de Monaco

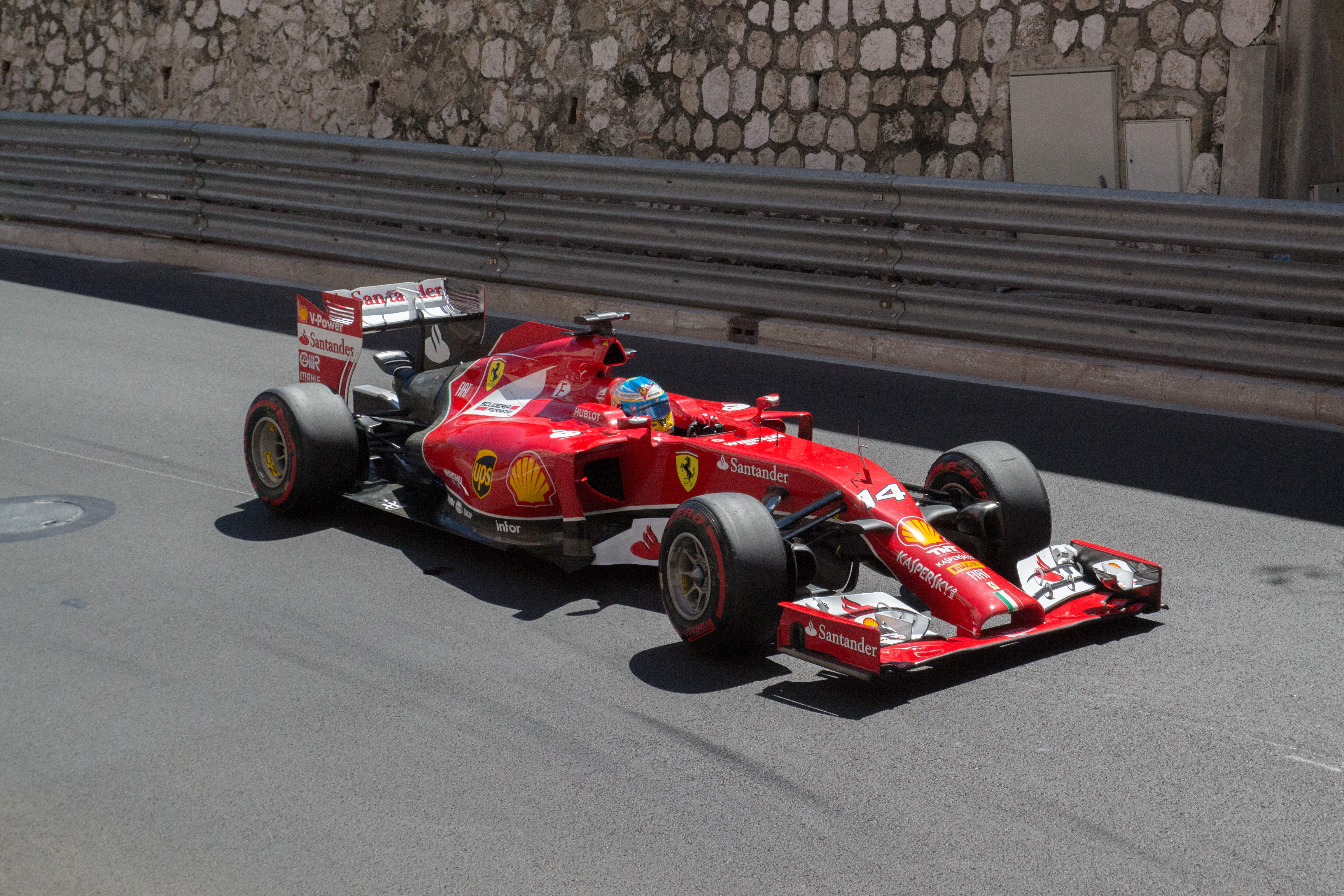
Fernando Alonso au Grand Prix de Monaco 2014.

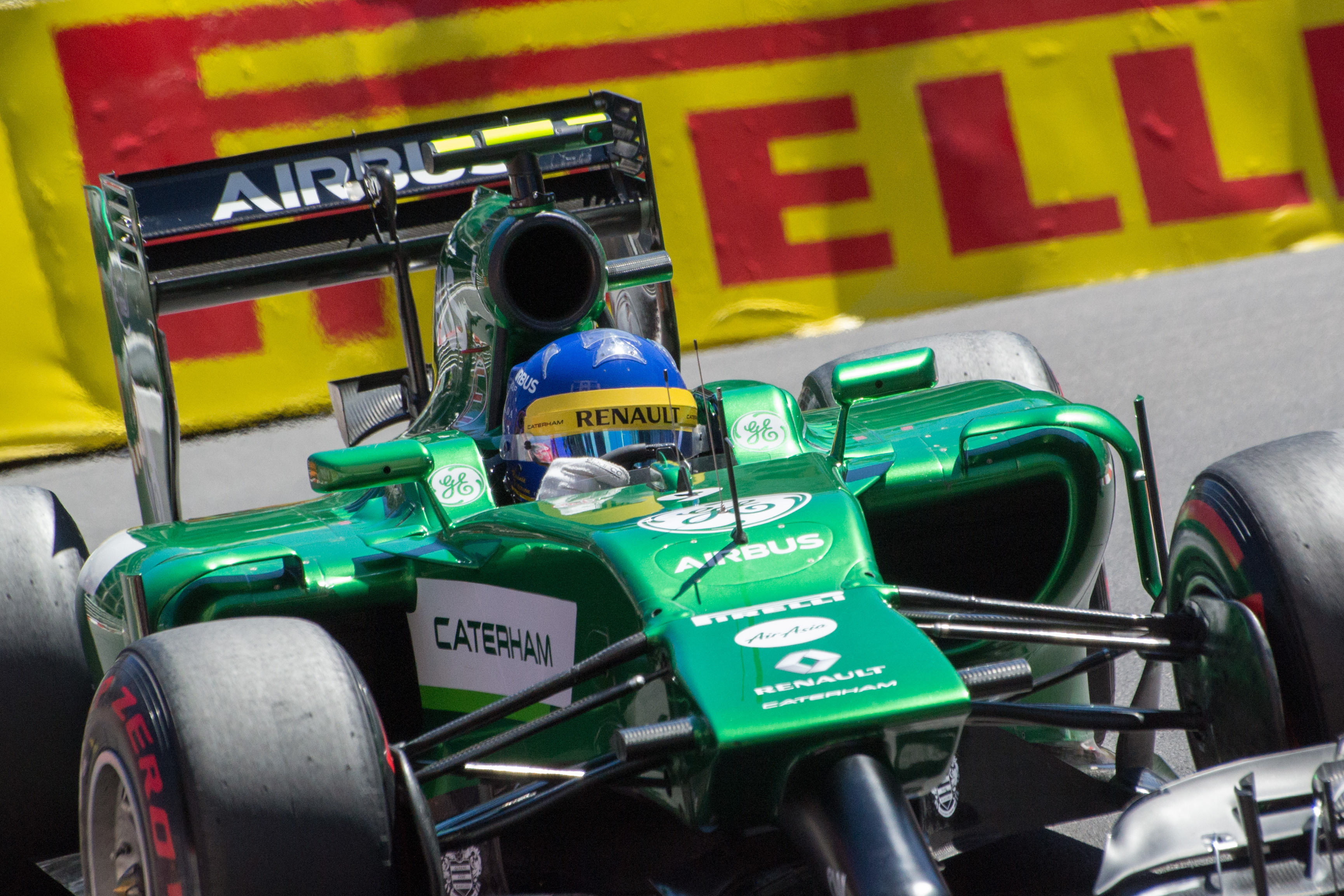
Marcus Ericsson au Grand Prix de Monaco 2014.

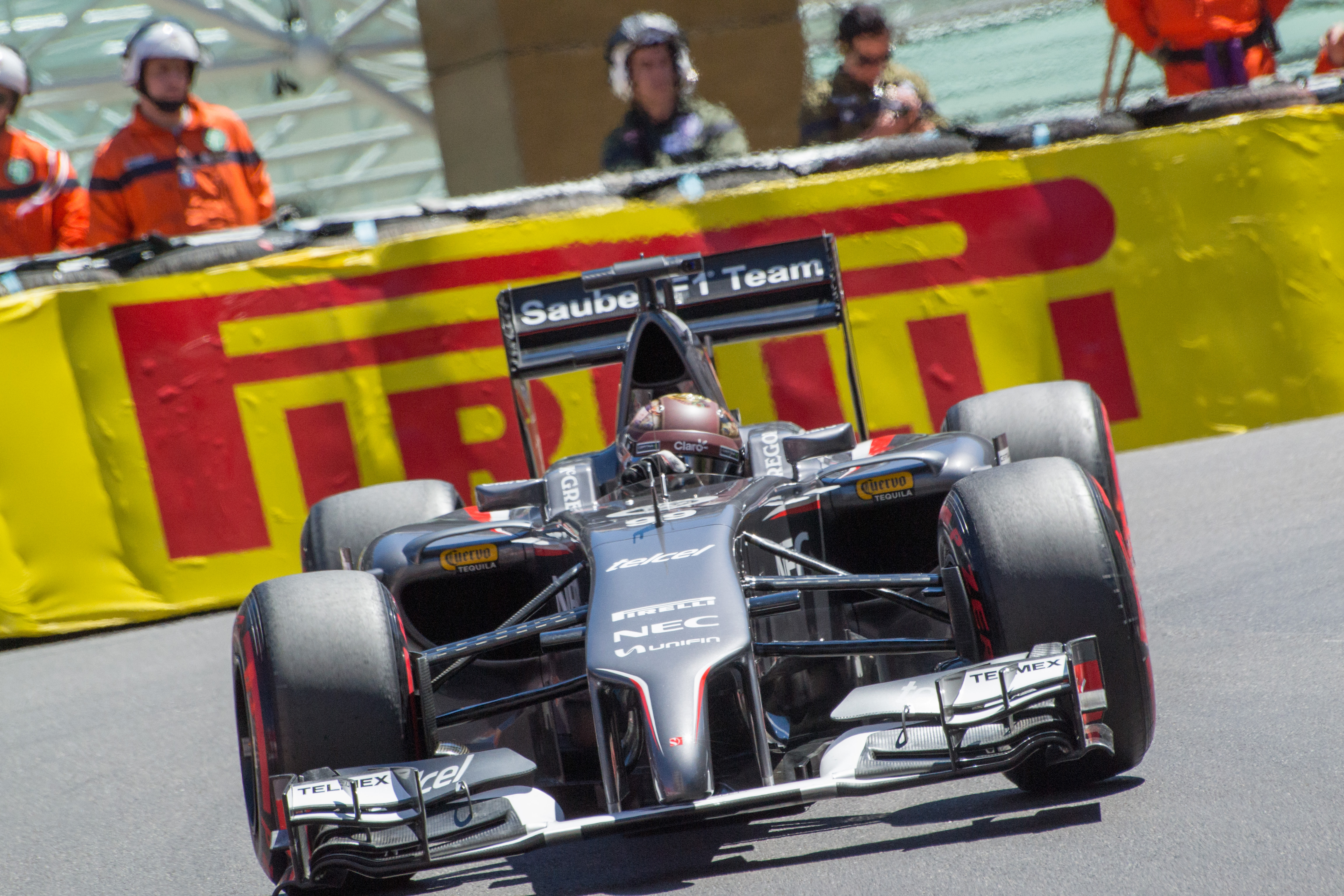
Adrian Sutil au Grand Prix automobile de Monaco 2014.

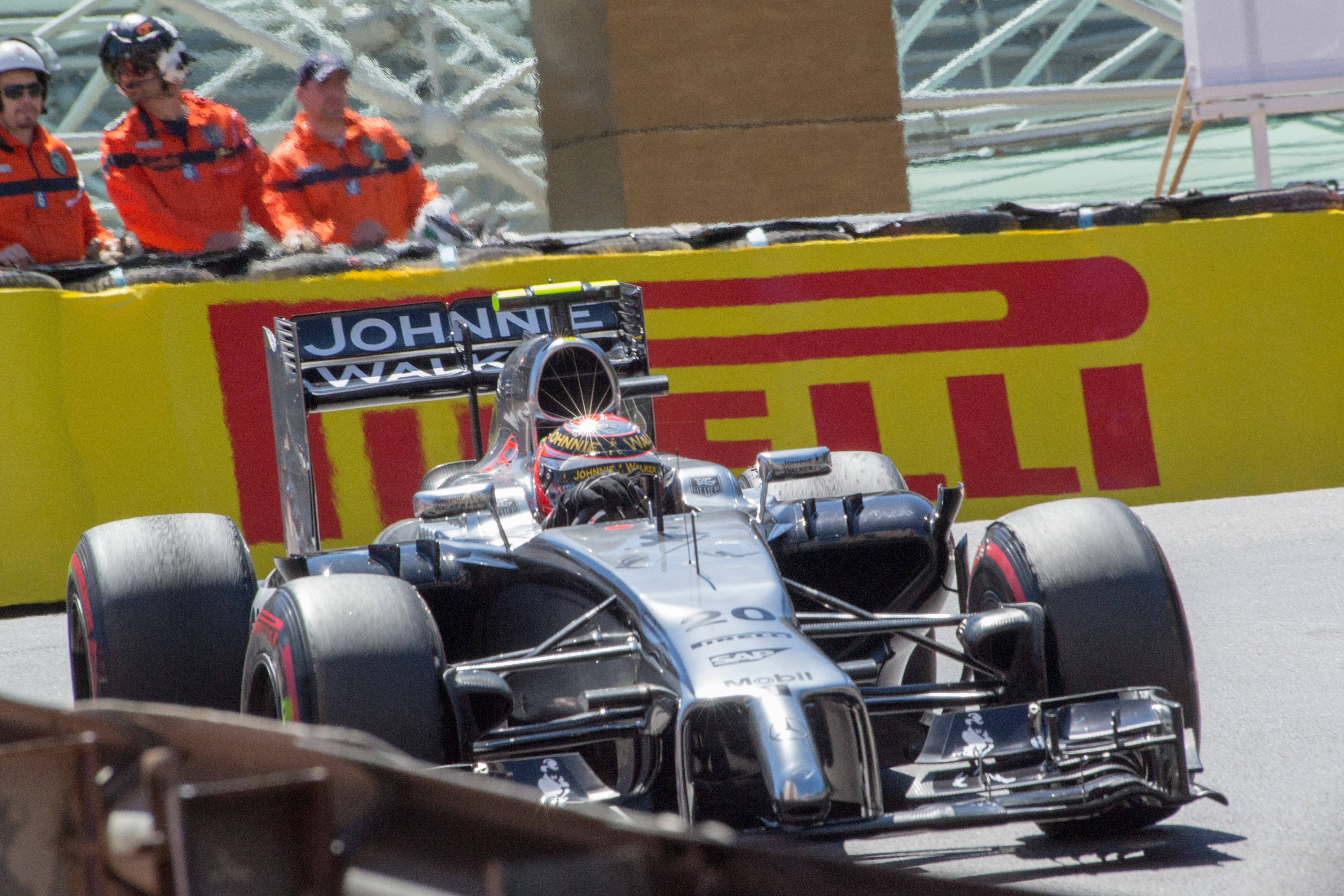
Kevin Magnussen au Grand Prix automobile de Monaco 2014.

Vingt pilotes s'alignent sur la grille puisque Marcus Ericsson, pénalisé, doit prendre son envol après la meute depuis le bout de la voie des stands tandis que Pastor Maldonado, victime d'un problème d'alimentation en carburant, ne peut prendre le départ. Perturbés par l'absence de Maldonado, Jules Bianchi, Max Chilton et Esteban Gutiérrez ne se placent pas sur le bon emplacement et seront pénalisés d'un stop-and-go de cinq secondes lors de leur changement de pneus. Nico Rosberg prend un départ parfait et garde l'avantage que lui confère sa pole position pour contrer son coéquipier Lewis Hamilton. Daniel Ricciardo, troisième sur la grille, rate son départ, ce qui permet à Kimi Räikkönen, sixième, de gagner deux places en dépassant, au freinage de Sainte-Dévote, l'Australien ainsi que son coéquipier Fernando Alonso. Sebastian Vettel gagne également une position sur son coéquipier et passe troisième,,. 
Sergio Pérez est percuté par Jenson Button à Mirabeau ce qui provoque la sortie de la voiture de sécurité pour permettre aux commissaires de piste de dégager la monoplace du Mexicain tandis que l'Anglais poursuit sa route. Romain Grosjean et Adrian Sutil rentrent au stand chausser les pneus les plus durs proposés Pirelli, tentant ainsi de rallier l'arrivée sans nouvel arrêt. Derrière la voiture de sécurité, Rosberg devance Hamilton, Vettel, Räikkönen, Ricciardo, Alonso, Kevin Magnussen, Jean-Éric Vergne, Daniil Kvyat, Nico Hülkenberg, Button, Valtteri Bottas, Felipe Massa, Gutiérrez, Kamui Kobayashi, Bianchi, Chilton, Ericsson, Grosjean et Sutil. La course est relancée à l'entame du quatrième tour. Immédiatement, Sebastian Vettel est victime d'un problème de turbocompresseur : sa Red Bull RB10 tourne au ralenti, à court de puissance. Vettel s'immobilise plus d'une minute dans son stand, reprend la piste dernier puis abandonne deux tours plus tard, sur ordre de son équipe technique. En tête de la course, les Mercedes creusent l'écart sur Räikkönen qui possède lui-même une bonne avance sur Ricciardo et le reste du peloton. L'écart entre les Mercedes n'excèdera jamais deux secondes durant les vingt premiers tours,,.
Au douzième tour, Daniil Kvyat abandonne à cause d'un problème d'échappement. Adrian Sutil se débarrasse successivement de Grosjean puis d'Ericsson à l'épingle puis de Bianchi au freinage de la sortie du tunnel. Au même endroit, au vingt-quatrième tour, l'Allemand tape le rail et abandonne tandis que Grosjean s'arrête changer de pneus : le pari du départ des deux pilotes est déjà perdu. La voiture de sécurité entre une seconde fois en action pour permettre l'évacuation de la monoplace de Sutil et des débris sur la piste. Tous les pilotes, sauf Felipe Massa, rentrent chausser leurs pneus tendres. Le stand Mercedes a juste le temps de libérer Rosberg qu'Hamilton se présente. Celui-ci se demande pourquoi il est appelé puisque, désormais, il n'y aura plus d'arrêt au stand donc plus d'occasion de dépasser son équipier qui reste en tête de la course. L'organisation est moins bonne chez Toro Rosso qui relâche Jean-Éric Vergne, septième, de façon litigieuse sur Magnussen ; le Français écope d'un drive-through qui ruine sa course. Derrière la voiture de sécurité, Rosberg devance Hamilton, Räikkönen, Ricciardo, Alonso, Massa, Vergne, Magnussen, Hülkenberg, Button, Bottas, Gutiérrez, Kobayashi, Bianchi, Grosjean, Ericsson et Chilton. Si Ferrari a appelé Alonso dès l'entrée en piste de la voiture de sécurité, Räikkönen, troisième, doit attendre avant de faire de même ; il est touché par la Marussia de Chilton qui se dédoublait et crève, ce qui le relègue en fond de peloton,,.
La course est relancée à l'entame du trente-et-unième tour, Rosberg devant Lewis Hamilton et Daniel Ricciardo, Kimi Räikkönen étant désormais treizième. Rosberg, qui n'a jamais quitté le commandement de la course, se bat toujours à coup de dixièmes de secondes contre son équipier qui évolue dans la même seconde. Ricciardo et Alonso sont troisième et quatrième, avec plus de vingt secondes d'avance sur Hülkenberg et Magnussen. Felipe Massa effectue son unique changement de pneus au quarante-sixième tour et chute de la cinquième à la onzième place. Quelques minutes plus tard, au cinquante-deuxième tour, Jean-Éric Vergne qui ferme la marche en raison de sa pénalité, abandonne, victime du même ennui que son coéquipier en début de course. Les Mercedes roulent toujours en duo, Daniel Ricciardo occupant la troisième place avec 15 secondes de retard. Englué dans le trafic, Räikkönen espère pouvoir passer Gutierrez et Bottas, huitième, dont le moteur casse à l'abord de Mirabeau au cinquante-septième passage. Les commissaires de piste évacuent la monoplace en seulement quelques secondes grâce à leur grue, ce qui évite une troisième entrée de la voiture de sécurité,,.
Esteban Gutiérrez part à la faute dans le soixante-deuxième tour et abandonne : Jules Bianchi prend alors la dixième place et peut espérer inscrire son premier point en Formule 1. Toutefois, le Français est sous enquête des commissaires car il est soupçonné d'avoir purgé sa pénalité lors de l'intervention de la voiture de sécurité. Il reçoit donc une nouvelle pénalité de cinq secondes qui seront ajoutées à son temps de course. Lewis Hamilton ralentit subitement, créant un début de panique chez Mercedes, puis reprend aussitôt un rythme normal : il est très gêné par une poussière dans l'œil. Il a désormais quatre secondes de retard sur Rosberg alors qu'il reste dix tours ; Daniel Ricciardo en profite pour revenir à grand rythme. Räikkönen attaque Magnussen dans l'épingle et les deux monoplaces restent bloquées plusieurs secondes, Bianchi en profite et passe 8eme. Le Finlandais doit repasser aux stands à quelques boucles de l'arrivée. Nico Rosberg remporte sa deuxième victoire de la saison et récupère la première place du championnat du monde. Lewis Hamilton, deuxième, permet à Mercedes de réaliser un nouveau doublé et Daniel Ricciardo complète le podium ; suivent pour les points Alonso, Hülkenberg, Button, Massa, Bianchi, Grosjean et Magnussen. Jules Bianchi, après avoir reçu sa pénalité de cinq secondes, est finalement classé neuvième et inscrit ses premiers points en Formule 1, les premiers également de son écurie Marussia F1 Team,,.
Grâce à sa victoire, Nico Rosberg reprend la tête du championnat du monde des pilotes avec quatre points d'avance sur Lewis Hamilton (122 contre 118 points). Alonso conserve sa troisième place (61 points) et devance désormais Daniel Ricciardo (54 points) ; Nico Hülkenberg accède à la cinquième place (47 points) tandis que Sebastian Vettel, qui a abandonné, chute à la sixième avec 45 points. Mercedes conserve la première place du classement des constructeurs avec 240 points et devance Red Bull Racing (99 points). Ferrari (78 points) reste à la troisième place devant Force India (67 points). McLaren et Williams comptent 52 points ; suivent Toro Rosso et Lotus F1 Team (8 points) et enfin Marussia F1 Team qui marque ses 2 premiers. Neuf des onze écuries engagées au championnat ont marqué des points, Sauber et Caterham n'en ayant pas encore inscrit.

### Grand Prix du Canada
À l'extinction des feux, Lewis Hamilton prend un très bon départ et se porte à la hauteur de Nico Rosberg, auteur de la pole position, qui reprend l'avantage au freinage du premier virage en fermant la porte, forçant Hamilton à sortir de la trajectoire. Cette manœuvre permet à Sebastian Vettel de s'emparer de la seconde position. Dixième sur la grille, Kimi Räikkönen prend le meilleur sur Jenson Button tandis que Jean-Éric Vergne passe Fernando Alonso. À l'arrière du peloton, Max Chilton part en glissade dans la première chicane et touche son équipier à l'arrière : Jules Bianchi percute violemment le mur, accompagné par son coéquipier. Comme de nombreux débris jonchent la piste, la voiture de sécurité sort dès le premier tour. Derrière elle, Rosberg précède Vettel, Hamilton, Valtteri Bottas, Felipe Massa, Daniel Ricciardo, Vergne, Alonso, Räikkönen, Button, Sergio Pérez, Nico Hülkenberg, kevin Magnussen, Adrian Sutil, Romain Grosjean, Daniil Kvyat, Pastor Maldonado, Kamui Kobayashi, Marcus Ericsson et Esteban Gutiérrez qui s'est déjà arrêté pour changer ses pneus. Ericsson, victime d'une défaillance de l'unité de puissance Renault abandonne avant même que la course ne soit relancée,,. 
À l'entame du huitième tour, la voiture de sécurité s'efface ; Rosberg garde le commandement devant Vettel et Hamilton tandis que Ricciardo, sixième, harcèle les Williams qui le précèdent. Pérez dépasse Button pour le gain de la dixième place. Au neuvième passage, Rosberg est informé par son stand qu'il n'a plus d'inquiétude à avoir concernant la consommation d'essence jusqu'au drapeau à damier ; il devance Vettel d'une seconde et Hamilton de 2 secondes ; suivent Bottas, Massa, Ricciardo, Vergne, Alonso, Räikkönen et Pérez. Hamilton prend l'avantage sur Vettel dans le neuvième tour et se lance immédiatement à la poursuite de son coéquipier. Alors que les pilotes Mercedes tournent dans les mêmes temps en protégeant leurs gommes supertendres, Grosjean change ses pneus au onzième tour et Ricciardo anticipe son arrêt en stoppant au quatorzième tour pour tenter de devancer les Williams. Bottas et Button s'arrêtent au tour suivant, Vettel, Massa, Vergne, Massa, Magnussen, Sutil au seizième, Alonso s'arrête au tour suivant, Räikkönen, Rosberg et Hamilton changent de pneus lors de chaque boucle suivante. Si Bottas reprend la piste devant Ricciardo, Massa, après un changement de pneu prolongé à cause d'un souci à l'avant a perdu plusieurs positions et doit composer avec un bouchon constitué de voitures parties en pneus tendres ou devant encore s'arrêter,,.
Hamilton reprend une seconde à Rosberg dans le vingt-et-unième tour et revient dans la même seconde, ce qui lui permet d'actionner son aileron arrière mobile. Pastor Maldonado abandonne dans le vingt-deuxième tour et Kamui Kobayashi deux tours plus tard. Au vingt-cinquième tour, Rosberg manque son freinage dans le virage no 13 et coupe la chicane ; son avance passe d'une demi-seconde à 1 seconde pleine. Les commissaires étudient cet incident (utilisation excessive de la piste) et concluront qu'il n'y a pas lieu de le sanctionner. Derrière ce duo évolue Sergio Pérez, toujours chaussé de ses pneus supertendres, et Hülkenberg, sur l'autre Force India également chaussé de ses pneus tendres du départ. Vettel, qui ne parvient pas à trouver l'ouverture doit défendre âprement sa position, Bottas étant revenu sur ses talons. Hamilton, en dépit d'un message radio de son écurie lui demandant de ne pas attaquer Rosberg avant de savoir s'il va être pénalisé, revient à 3 dixièmes de seconde au trentième tour. Au trente-et-unième tour, Rosberg précède Hamilton, Pérez, Hülkenberg, Vettel et Bottas ; suivent Ricciardo, Massa, Alonso et Vergne,,.
Pérez change ses pneus au trente-cinquième tour (il ressort neuvième, derrière Alonso), Bottas (toujours cinquième) au suivant, Massa au trente-septième et Ricciardo au suivant. Bottas finit sa course en tendres tout comme Ricciardo qui a pris l'avantage sur Vettel qui a perdu trop de temps derrière Hülkenberg (qui ne passe aux stands chausser les pneus supertendres qu'au quarante-et-unième tour). Vergne et Räikkönen changent leurs pneus au quarantième tour et Räikkönen part en tête-à-queue dans l'épingle. Les deux Mercedes perdent soudain leur puissance en même temps et souffrent d'un problème de surchauffe : les Flèches d'Argent sont les plus lentes du plateau dans le second secteur et leurs poursuivants leurs reprennent deux secondes au tour. Dans la dernière ligne droite, la vitesse maximale des Mercedes est de 260 km/h contre 280 km/h pour la concurrence. Désormais troisième, Massa chasse les Mercedes en difficulté qui perdent cinq secondes en trois tours. Rosberg et Hamilton observent leur second arrêt aux quarante-quatrième et quarante-cinquième tours et ressortent derrière Massa en tête. Quelques instants plus tard, Hamilton part à la faute, Rosberg le dépasse, Hamilton coupe la chicane, garde l'avantage, puis laisse repasser Rosberg avant de ralentir et d'abandonner, ses freins ne répondant plus,,.
La lutte pour la victoire est désormais ouverte puisque Rosberg, toujours en difficulté, n'a qu'une seconde d'avance sur Sergio Pérez qui précède Ricciardo et Vettel ; quatre secondes derrière suivent Hülkenberg, Bottas, Massa (dont les pneus sont plus frais de douze tours que ceux de son coéquipier) et Alonso. La tension augmente au fil des tours : le quatuor de tête se tient en 1 s 6 tandis que Massa, qui a dépassé Bottas et Hülkenberg et Bottas évolue deux secondes derrière à dix tours de l'arrivée. Massa fait la jonction deux tours plus tard alors que Pérez et Ricciardo sont eux aussi confrontés à des problèmes de surchauffe. Au tour 65, Ricciardo passe Pérez au premier freinage et file attaquer Rosberg ; il prend la tête du Grand Prix au terme du soixante-septième tour. Son coéquipier Vettel passe Pérez pour le gain de la troisième place dans l'avant-dernier tour. Felipe Massa attaque à son tour Pérez qui se décale pour attaquer Vettel : le choc est extrêmement violent, Massa et Pérez devant même passer par l'infirmerie du circuit à l'issue de la course. La voiture de sécurité monte en piste pour permettre aux commissaires de dégager les deux monoplaces pulvérisées et Daniel Ricciardo remporte sa première victoire en Formule 1. Nico Rosberg marque les points de la deuxième place et Vettel complète le podium ; suivent pour les points Button, Hülkenberg, Alonso, Bottas, Vergne, Magnussen et Räikkönen,,.
Au classement du championnat du monde des pilotes, Lewis Hamilton ayant abandonné, Nico Rosberg creuse son avance en tête du championnat du monde des pilotes (22 points d'écart) avec 140 points contre 118, alors que le vainqueur du jour, Daniel Ricciardo, prend la troisième place (79 points) et devance désormais Alonso (69 points). Sebastian Vettel accède à la cinquième place (60 points) tandis que Nico Hülkenberg est sixième avec 57 points. Mercedes conserve la première place du classement des constructeurs avec 258 points et devance Red Bull Racing (139 points). Ferrari (87 points) reste à la troisième place devant Force India (77 points). McLaren compte 66 points et Williams 58 ; suivent Toro Rosso (12 points), Lotus F1 Team (8 points) et Marussia F1 Team (2 points). Neuf des onze écuries engagées au championnat ont marqué des points, Sauber et Caterham n'en ayant pas encore inscrit.

### Grand Prix d'Autriche
Felipe Massa et Valtteri Bottas occupent la première ligne devant Nico Rosberg, troisième. Romain Grosjean s'élance depuis la voie des stands. Les dix premiers sont chaussés du train de pneus supertendres utilisés lors de la phase Q2 des qualifications tandis que Jenson Button, onzième, choisit les pneus plus durs pour effectuer un premier relais plus long. À l'extinction des feux, Massa conserve le commandement. Nico Rosberg ravit la deuxième place à Bottas au premier virage mais le Finlandais reprend le dessus quelques centaines de mètres plus loin. Derrière, Lewis Hamilton, dixième sur la grille, remonte à la quatrième, dans l'aileron arrière de son équipier. Au premier passage, Massa devance Bottas, Rosberg, Hamilton, Fernando Alonso, Kevin Magnussen, Kimi Räikkönen et Nico Hülkenberg. Le début de course est catastrophique pour les Red Bull Racing puisque Ricciardo, qui a déjà perdu quatre places, voit Daniil Kvyat le passer tandis que Sebastian Vettel roule au ralenti dès le second passage, sans aucune puissance ; son moteur retrouve ses dispositions alors que la meute lui prend un tour,,. 
En tête, les Williams et les Mercedes roulent de conserve ; Alonso, déjà distancé à cinq secondes, possède lui-même une bonne avance sur Magnussen qui retient plusieurs voitures derrière lui. Jean-Éric Vergne et Hülkenberg changent leurs pneus les premiers, au dixième tour ; Magnussen, Kvyat et Ricciardo s'arrêtent au suivant. Rosberg est le premier homme de tête à chausser les pneus tendres. Hamilton reste en piste deux tours de plus et reste derrière son coéquipier en sortant des stands. Massa rentre au quatorzième tour et ressort entre les deux Mercedes. Hamilton tente alors un dépassement et s'empare de sa position. L'arrêt plus tardif de Massa lui coûte finalement trois places car son coéquipier Bottas ressort entre les deux Mercedes et prend aussi l'avantage. Dans les stands, les mécaniciens de la Scuderia Toro Rosso relâchent Kvyat alors que Ricciardo arrive ; l'accrochage est évité de justesse. Chez Sauber, Esteban Gutiérrez repart avec une roue arrière mal fixée ; les mécaniciens doivent récupérer la voiture quelques dizaines de mètres plus loin et le Mexicain est pénalisé d'un stop-and-go de 10 secondes (et d'une pénalité d'un recul de dix places sur la grille de Silverstone). Après cette première vague d'arrêts, au dix-septième tour, Sergio Pérez, toujours chaussé de ses pneus durs du départ, devance Rosberg, Bottas, Hamilton, Massa, Button, Alonso, Pastor Maldonado, Magnussen et Hülkenberg,,.
Les cinq hommes de tête se tiennent en deux secondes, à un rythme qui permet à Button qui ne s'est pas arrêté, de rester au contact. Dernier, Vettel s'arrête au vingt-deuxième passage. Daniil Kvyat abandonne dans le vingt-septième tour victime d'une rupture de sa suspension arrière-gauche. Dans le même temps, Pérez ne parvient pas à contenir l'attaque de Rosberg ; Bottas enchaîne et le passe dans la foulée. Rosberg, en tête, réalise immédiatement le meilleur tour en course ce qui force Hamilton à réagir pour ne pas perdre de temps derrière la Force India dont les pneus sont désormais très usés. Hamilton réussit son dépassement au tour suivant et, à son tour, établit  le meilleur tour en course. Pérez s'arrête au vingt-neuvième tour,,.
Désormais en tête de la course, Rosberg reste sous la menace de Bottas, lui-même pressé par Hamilton ; Massa suit à trois secondes. Loin derrière, Vettel perd une partie de son aileron avant lors une attaque sur Gutiérrez. Il rentre au stand pour en changer, remonte en piste à la dernière place puis abandonne dans le trente-septième tour (n'ayant rien à espérer de cette course, il cherche à préserver son unité de puissance). Rosberg, en difficulté au freinage, ne parvient pas à creuser l'écart tandis que Massa opère la jonction ; Alonso, à six secondes, tourne plus vite que le quatuor de tête. Lewis Hamilton lance la dernière valse d'arrêts au trente-neuvième tour. Son arrêt dure quatre secondes alors que Rosberg, un tour plus tard, s'immobilise une seconde de moins. Bottas stoppe au quarante-et-unième tour, mais Hamilton, grâce à un tour très rapide, prend le dessus sur le Finlandais. Au cinquante-deuxième tour, Rosberg devance Hamilton de 1 s 5 et Bottas de 6 s ; suivent Pérez qui doit encore s'arrêter une fois, Massa, Alonso, Button, Magnussen, Hülkenberg et Ricciardo,,.
Sergio Pérez s'arrête finalement dans le cinquante-sixième tour et remonte en piste en huitième position, derrière Magnussen et devant Hülkenberg. Jean-Éric Vergne abandonne dans le soixante-et-unième tour à cause d'un problème de freins. Hamilton et Rosberg connaissent également des ennuis avec leurs freins, comme à Montréal. Hamilton évolue à un peu plus d'une seconde de son coéquipier à cinq boucles de l'arrivée et ne peut donc pas activer son aileron arrière mobile pour tenter de le dépasser. Nico Rosberg remporte ainsi sa troisième victoire de la saison et conforte sa première place au championnat du monde. Lewis Hamilton, deuxième, permet à son écurie de réaliser un nouveau doublé tandis que Valtteri Bottas monte sur son premier podium en Formule 1 ; suivent pour les points Massa, Alonso, Pérez, Magnussen, Ricciardo, Hülkenberg et Räikkönen,,.
Nico Rosberg reste en tête du championnat du monde des pilotes avec 165 points contre 136 pour Hamilton. Daniel Ricciardo est troisième (83 points) devant Alonso (79 points) ; Sebastian Vettel, malgré son abandon, conserve sa cinquième place (60 points) tandis que Nico Hülkenberg, sixième, n'est plus qu'à 1 point. Mercedes conserve la première place du classement des constructeurs avec 301 points et devance Red Bull Racing (143 points). Ferrari (98 points) reste à la troisième place devant Force India (87 points). Williams (85 points) repasse devant McLaren qui compte 72 points ; suivent Toro Rosso (12 points), Lotus F1 Team (8 points) et Marussia F1 Team (2 points).

### Grand Prix de Grande-Bretagne

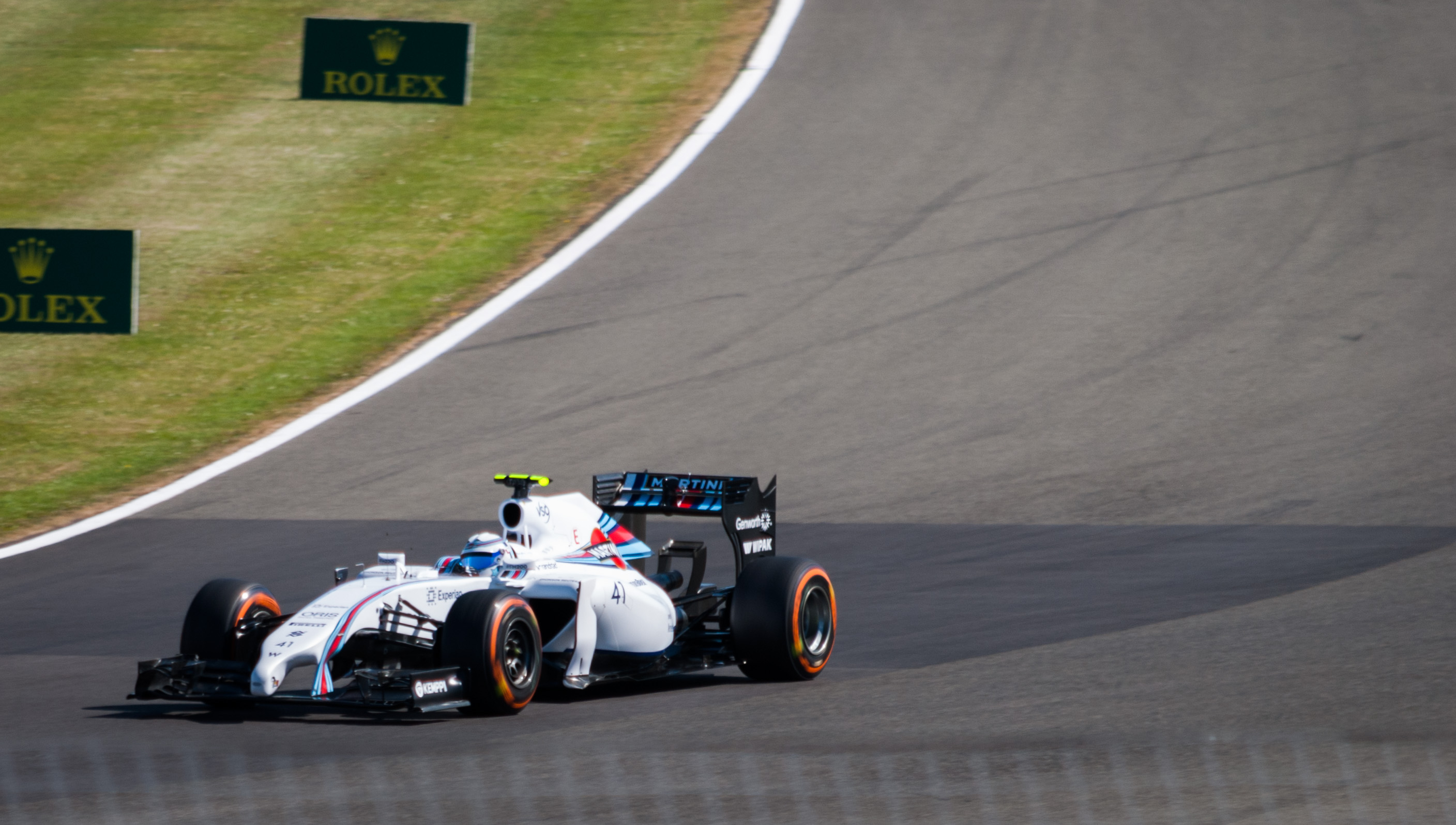
Susie Wolff pilote la Williams FW36 en essais libres à Silverstone en 2014.

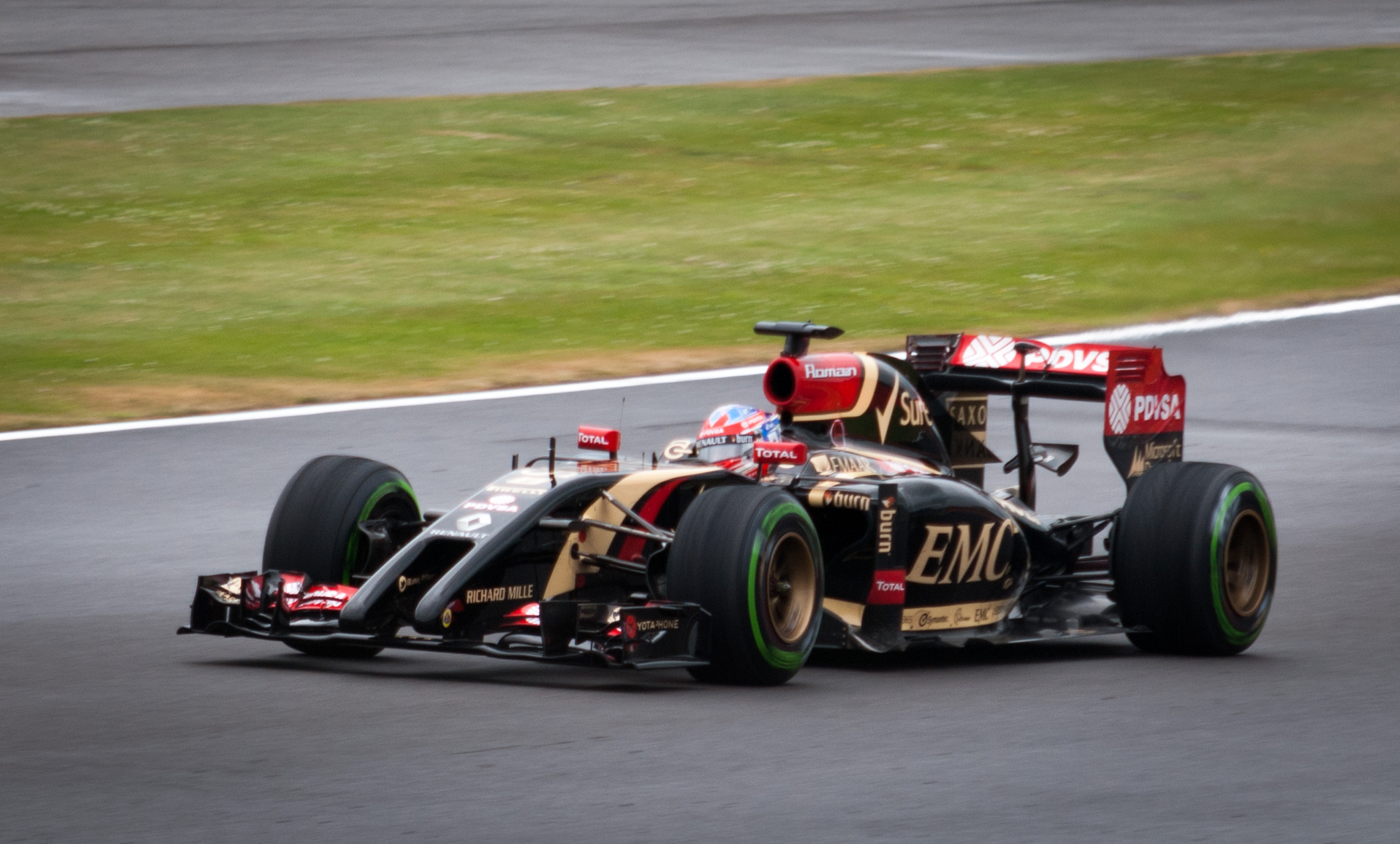
Romain Grosjean pilote la Lotus E22 à Silverstone en 2014.

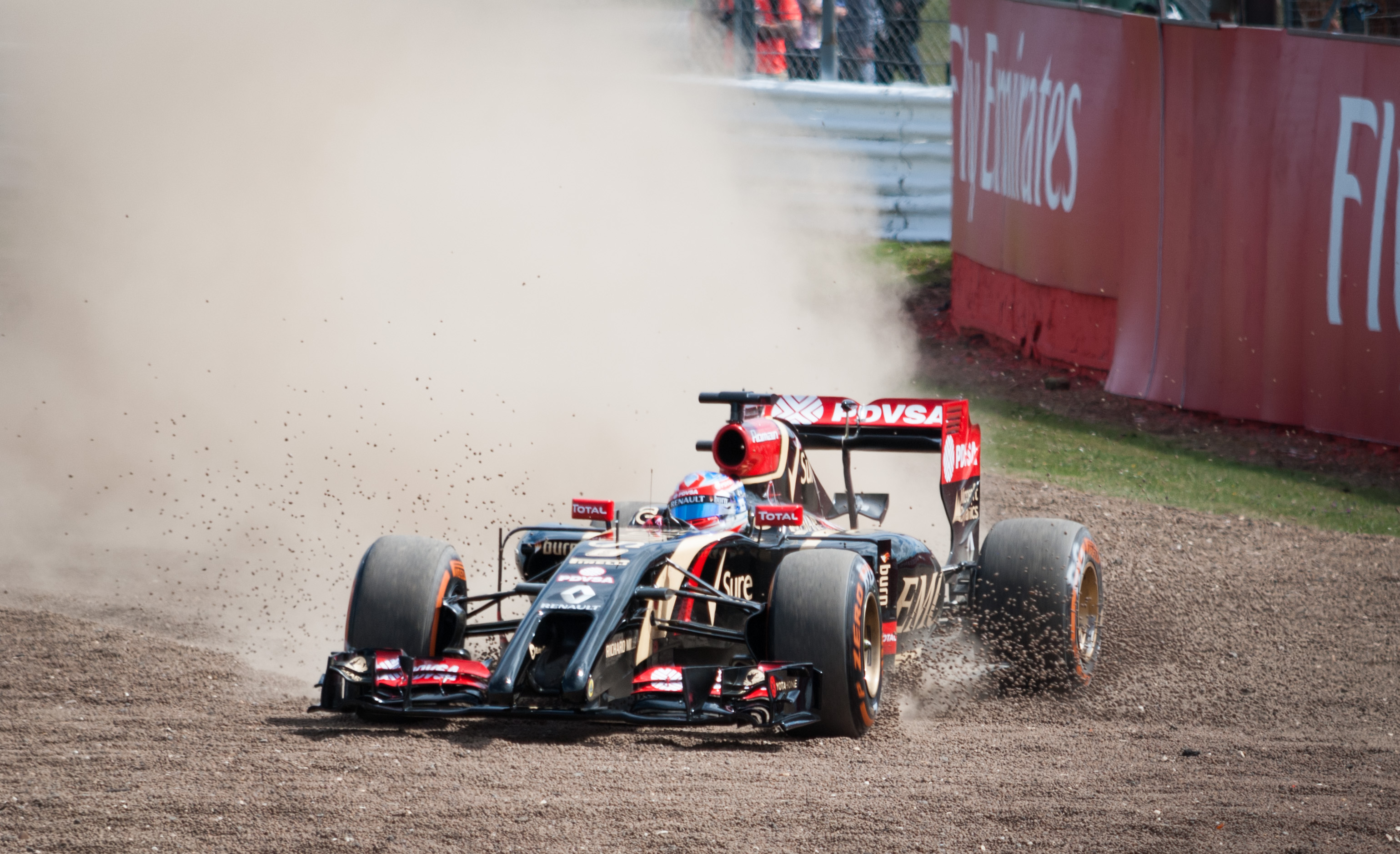
Sortie de piste de Romain Grosjean à Silverstone en 2014.

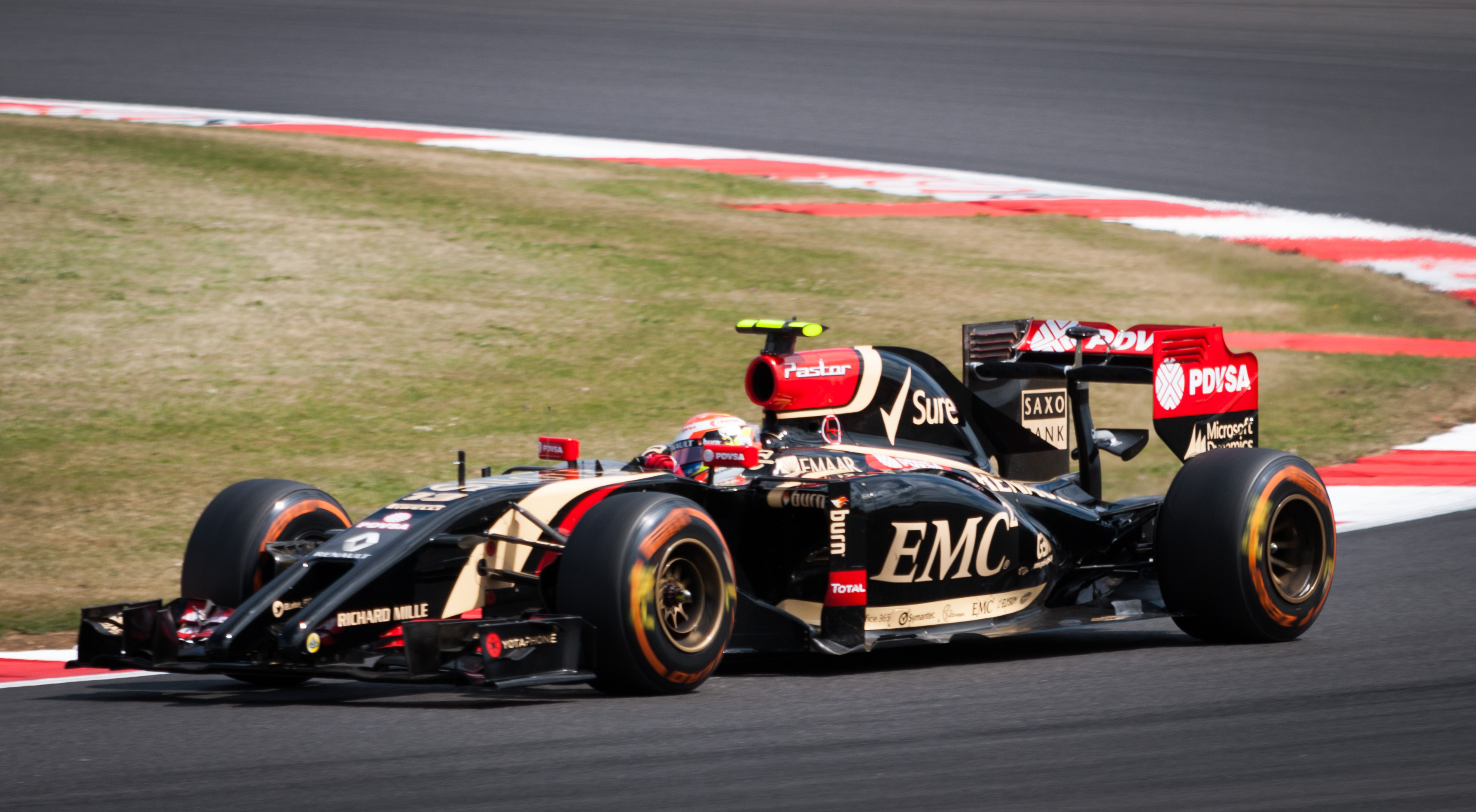
Pastor Maldonado pilote la Lotus E22 à Silverstone en 2014.

Les vingt pilotes se placent sur la grille de départ du Grand Prix qui se tient par temps sec. Pratiquement l'ensemble du plateau est chaussé de pneumatiques tendres, à l'exception notable des pilotes Ferrari Fernando Alonso et Kimi Räikkönen, seizième et dix-huitième sur la grille ; la Scuderia envisage de ne réaliser qu'un seul arrêt pour remonter au classement. À l'extinction des feux, Nico Rosberg, en pole position, prend un excellent départ alors que Sebastian Vettel, qui l'accompagne en première ligne, aborde le premier virage en quatrième position, passé notamment par Lewis Hamilton, quatrième dès la fin du premier secteur. Sergio Pérez touche Jean-Éric Vergne mais les deux pilotes poursuivent leur route, en fond de classement. Plus loin dans le peloton, dans la ligne droite de Wellington, Räikkönen perd sa Ferrari à l'accélération et sort au large dans la zone de dégagement. Le Finlandais ne ralentit pas, reprend la piste à pleine vitesse et un « coup de raquette » lui fait perdre le contrôle de l'arrière de sa voiture lorsqu'il revient sur la piste ce qui l'envoie avec brutalité contre le rail. Il percute violemment les glissières de sécurité (le choc est mesuré à 47 g par les capteurs de la Ferrari F14 T) qui le renvoient en perdition sur la piste où il accroche Felipe Massa et provoque la sortie de piste, sans gravité, de Kamui Kobayashi. Räikkönen et Massa abandonnent tandis que la voiture de sécurité entre en piste avant que la direction de course ne sorte le drapeau rouge pour permettre le remplacement du rail de sécurité endommagé. Après l'interruption de la course, Rosberg devance Jenson Button, Kevin Magnussen, Hamilton, Vettel, Nico Hülkenberg, Daniel Ricciardo, Daniil Kvyat, Valtteri Bottas, Max Chilton, Jules Bianchi, Adrian Sutil, Esteban Gutiérrez, Alonso, Pastor Maldonado, Marcus Ericsson, Romain Grosjean, Vergne et Pérez,,. 
Après s'être difficilement extrait de sa monoplace, Räikkönen est évacué vers le centre médical où les médecins ne l'autorisent pas à participer aux essais qui se tiendront deux jours plus tard à cause de ses contusions aux genoux et aux chevilles ; il sera remplacé par Jules Bianchi,,,. 
Grosjean et Pérez décident de chausser les pneus tendres medium tandis qu'Alonso abandonne son train de pneus durs pour les tendres : l'Espagnol peut désormais disputer toute la course avec le composé le plus rapide ; Jean-Éric Vergne adopte la même stratégie. La direction de course annonce que la course repartira à 14 h 45 mais le nouveau départ, derrière la voiture de sécurité, est donné à 15 h 05. Rosberg précède Button, Magnussen, Hamilton, Vettel, Hülkenberg, Ricciardo, Kvyat, Bottas et Bianchi, dixième devant les Sauber et Alonso. Max Chilton est sous le coup d'une pénalité pour être entré dans la voie des stands alors qu'elle était fermée. Seules les Red Bull Racing sont en pneus durs parmi les dix premières monoplaces,,.
Rosberg se relance parfaitement alors qu'Hamilton profite d'une légère erreur de Magnussen pour lui ravir la troisième place. Button, intercalé entre les deux Mercedes, ne peut pas résister longtemps à son compatriote qui le passe dans le troisième tour. Bottas gagne deux positions en dépassant Kvyat et Ricciardo. Au cinquième tour Rosberg possède 5 secondes d'avance sur Hamilton ; suivent Button, Magnussen, Vettel, Bottas, Hülkenberg, Ricciardo, Kvyat, Alonso, Bianchi, Sutil, Gutiérrez, Maldonado, Grosjean, Vergne, Ericsson, Kobayashi, Pérez et Chilton. Alonso poursuit sa remontée et pointe à la huitième place au septième tour ; Quelques minutes plus tard, il prend l'avantage sur Hülkenberg lorsque la direction de course lui inflige une pénalité de cinq secondes d'arrêt au stand pour son mauvais positionnement sur la grille de départ (il est toutefois autorisé à effectuer cette pénalité lors d'un arrêt programmé). Pour ne pas perdre du temps derrière Button, Vettel en lutte contre Magnussen, Bottas et Ricciardo entre aux stands dès le dixième passage. Esteban Gutiérrez accroche Pastor Maldonado dont la voiture s'envole et retombe apparemment sans dommage alors que Gutiérrez abandonne ; il est, de plus, pénalisé d'un recul de trois places sur la grille de départ du prochain Grand Prix,,,,. 
Après douze tours, Rosberg ne dispose d'aucune marge en matière de consommation de carburant tandis qu'Hamilton, à l'attaque, réalise le meilleur tour en course au seizième tour et revient à 3 secondes. Kvyat s'arrête au quinzième tour, Ricciardo au suivant et Rosberg, qui a moins de 3 secondes d'avances sur son coéquipier, au dix-huitième. Hamilton reste 5 tours de plus en piste avant de chausser les pneus durs. Hamilton peut tenter de rallier l'arrivée avec les pneus qu'il vient de chausser alors que Rosberg devra s'arrêter encore une fois. Rosberg, qui dispose d'une marge de 6 secondes d'avance à cause d'un arrêt très lent de son coéquipier annonce avoir des problèmes pour rétrograder. Alonso s'arrête pour changer ses pneus et purger sa pénalité au vingt-sixième tour ; Pérez et Maldonado stoppent au tour suivant, Magnussen et Vergne au vingt-huitième et Button au tour suivant. En tête de la course, Nico Rosberg ralentit fortement ; Hamilton le dépasse en piste et mène désormais devant Bottas, Vettel, Ricciardo, Button, Alonso et Magnussen tandis que Rosberg abandonne sur panne de boîte de vitesses,,.
Hamilton se retrouve rapidement avec plus de 40 secondes d'avance sur Valtteri Bottas qui devance Daniel Ricciardo de 8 secondes. Jenson Button occupe la quatrième place devant le duo Alonso/Vettel, qui se livrent une lutte âpre. Alonso a en effet dépassé Vettel dans le trente-cinquième tour et, désormais, l'Allemand se trouve sous la pression de Magnussen. Vettel, bien que plus rapide que l'Espagnol, ne parvient pas à trouver le moyen de dépasser la Ferrari. Les deux pilotes, et leurs écuries respectives tentent, via la radio, d'influencer les commissaires de course de la FIA concernant l'utilisation des limites de la piste,,.
Lewis Hamilton, désormais quasi-assuré de la victoire, change de stratégie et change une dernière fois ses pneus au quarante-deuxième tour alors que Sebastian Vettel est toujours en lutte contreFernando Alonso ; il reprend la piste en ayant conservé un avantage de 20 secondes sur Bottas. Vettel passe Alonso à cinq tours de l'arrivée. Hamilton, grâce à sa victoire, revient à seulement quatre points de Nico Rosberg au championnat du monde. Valtteri Bottas obtient son second podium consécutif et le meilleur résultat de sa carrière, Daniel Ricciardo termine troisième ; suivent pour les points Button, Vettel, Alonso, Magnussen, Hülkenberg, Kvyat et Vergne,,.
Nico Rosberg, malgré son abandon, conserve, de peu, la tête du championnat du monde des pilotes avec 165 points contre 161 pour Hamilton. Daniel Ricciardo reste troisième (98 points) devant Alonso (87 points) ; Valtteri Bottas accède à la cinquième place (73 points) devant Sebastian Vettel, sixième avec 70 points. Mercedes conserve la première place du classement des constructeurs avec 326 points et devance Red Bull Racing (168 points). Ferrari (106 points) reste à la troisième place devant désormais Williams, revenue à 3 points (103 points) ; Force India (91 points) précède McLaren qui compte 91 points ; suivent Toro Rosso (15 points), Lotus F1 Team (8 points) et Marussia F1 Team (2 points).

### Grand Prix d'Allemagne

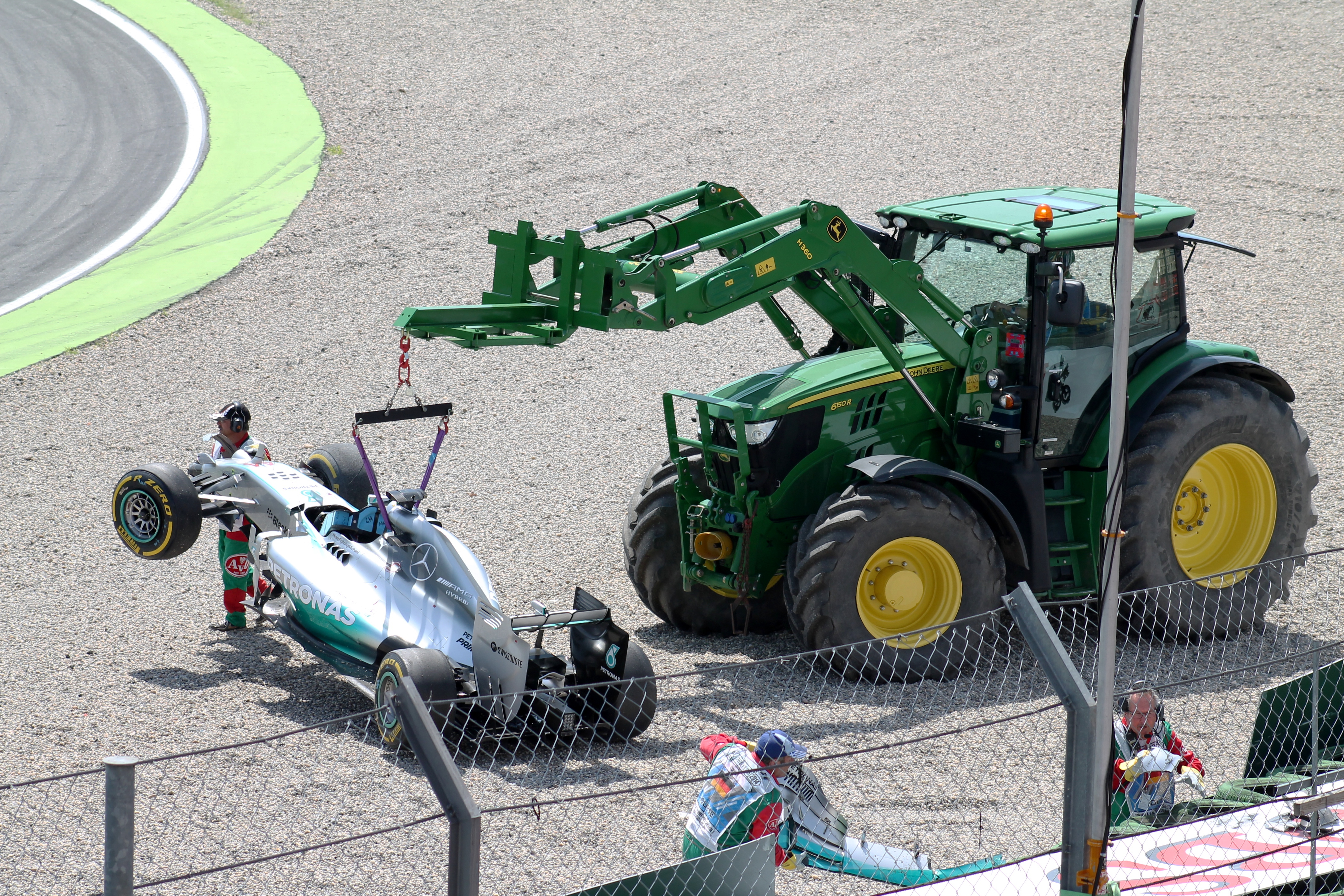
L'évacuation de la monoplace de Lewis Hamilton après sa sortie de piste en qualification.

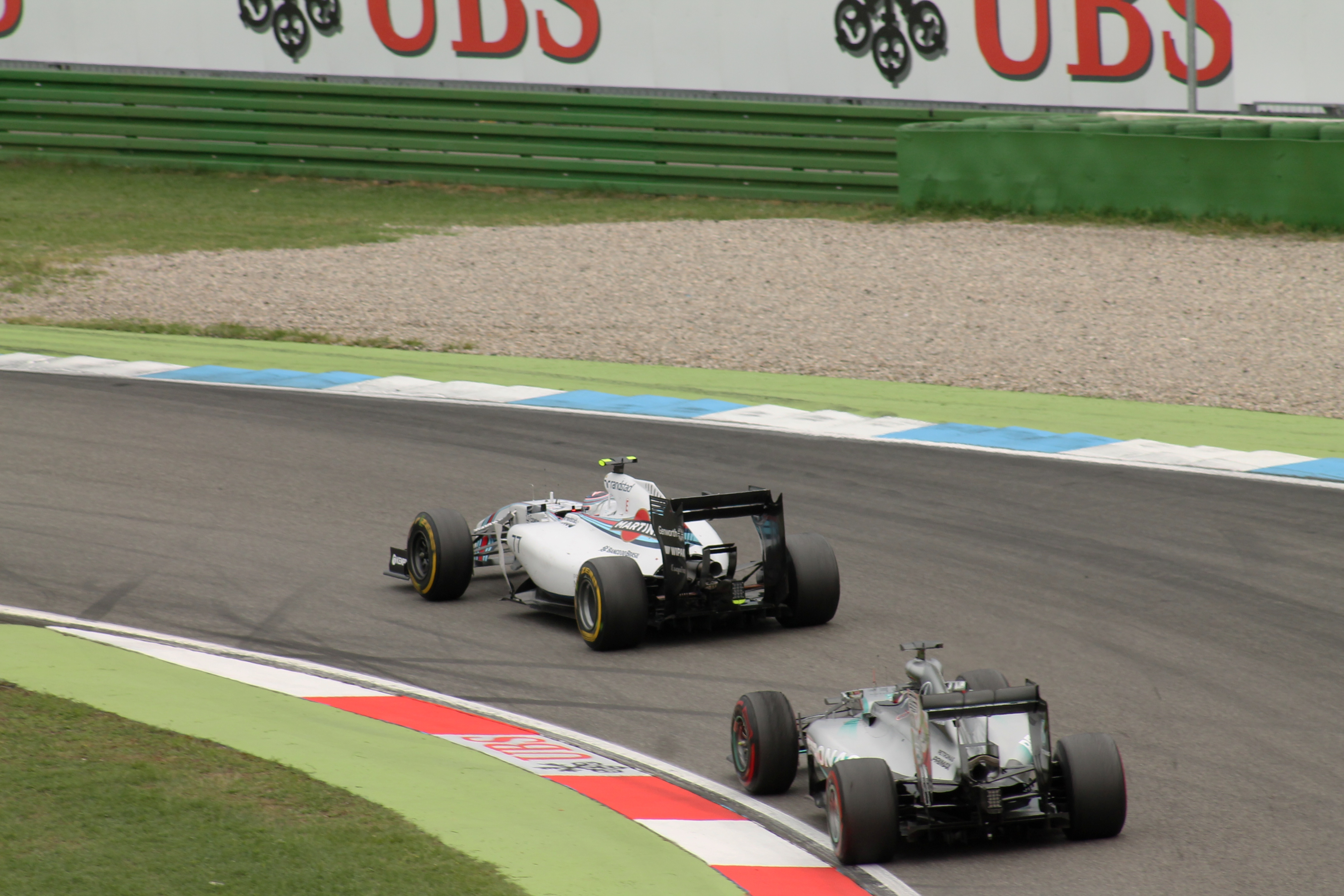
Valtteri Bottas devant Lewis Hamilton dans les derniers tours de course.

Vingt-et-un pilotes s'alignent sur la grille de départ puisque Marcus Ericsson s'élance depuis la voie des stands. Nico Rosberg est en pole position devant les Williams de Valtteri Bottas et Felipe Massa tandis que Lewis Hamilton s'élance de la vingtième place, chaussé du mélange le plus dur proposé par Pirelli ; Kimi Räikkönen et Romain Grosjean ont aussi fait le choix de ces pneus pour leur premier relais. À l'extinction des feux, Rosberg prend un excellent envol ; derrière lui, dans le premier virage, Massa se rabat sur Kevin Magnussen : les roues s'engrennent et Massa part en tonneau, provoquant la sortie de la voiture de sécurité. Après deux tours de neutralisation, la meute est libérée ; Rosberg mène devant Bottas, Sebastian Vettel, Fernando Alonso, Nico Hülkenberg et Jenson Button qui a gagné cinq places. Hamilton pointe déjà à la dix-septième place alors que Daniel Ricciardo, cinquième sur la grille, a chuté à la quatorzième,,,. 
Au cinquième tour, Rosberg dispose de 2 secondes et demie d'avance sur Bottas. Hamilton, treizième après une série des dépassements en piste a Ricciardo en ligne de mire. Rosberg creuse un écart important sur Bottas, relégué à six secondes au dixième tour, Vettel étant lui-même distancé par le Finlandais. Lewis Hamilton percute Adrian Sutil pour le gain de la douzième place, sans conséquence pour les deux pilotes ; par contre, Daniil  Kvyat, huitième, rate son dépassement sur Sergio Pérez et, après un contact, part hors-piste. Le pilote russe perd quatre places, regagne son stand pour faire vérifier sa monoplace et changer ses pneus tandis que le Mexicain poursuit sa route. Alonso change ses pneus au treizième tour, Button, Ricciardo et Jean-Éric Vergne au suivant, Vettel, Hülkenberg, Pérez et Esteban Gutiérrez au quinzième, Rosberg et Bottas au suivant, Sutil,  Pastor Maldonado, Räikkönen, Grosjean et enfin Hamilton entre le dix-septième et le vingt-septième tour. Entretemps, Hamilton a dépassé Räikkönen et Ricciardo en une seule manœuvre (Räikkönen perdant un bout de carrosserie dans un léger contact), puis Pérez pour pointer en cinquième position avant son arrêt,,.
Au vingt-huitième tour, à l'issue des arrêts au stand et alors que Romain Grosjean abandonne à cause d'un problème moteur, Rosberg devance Bottas, Vettel, Alonso, Hülkenberg, Button, Ricciardo, Hamilton, Räikkonen et Magnussen qui s'arrête pour changer ses pneus au trentième tour. Jean-Éric Vergne qui, selon les commissaires, a gagné un avantage en quittant la piste observe un stop-and-go de cinq secondes. Button et Hamilton, à la suite d'une incompréhension, se touchent légèrement à l'épingle, la Mercedes perd quelques morceaux de carbone mais poursuit sa course. Button et Gutiérrez changent leurs pneus au trente-deuxième tour, Sutil, Kvyat et Max Chilton au suivant, Alonso et Kamui Kobayashi au trente-quatrième. Au trente-cinquième tour, Rosberg ménage son avance de 15 secondes sur Bottas qui dispose du même écart sur Hamilton. Les temps au tour d'Hamilton permettent de penser qu'il peut revenir sur Bottas. Pour autant, les dommages sur l'aileron avant engendrent une forte dégradation pneumatique à l'avant qui contraint le Britannique à opter pour une stratégie à trois arrêts. Vettel, Ricciardo, Maldonado, Hülkenberg, Bottas, Rosberg et Hamilton s'arrêtent entre le trente-cinquième et le quarante-troisième tour,,.
Vettel effectue un nouvel arrêt au quarante-sixième tour alors que Kvyat stoppe sa Toro Rosso en feu à l'épingle. Les pompiers arrivent vite sur place et la course n'est pas neutralisée. Ricciardo change ses pneus au quarante-septième tour et Sutil au suivant, juste avant de partir en tête-à-queue dans le dernier virage. La monoplace reste bloquée au début de la ligne droite des stands et met beaucoup de temps à être évacuée par les commissaires, ce qui pousse Hamilton, qui craint l'une entrée en piste de la voiture de sécurité, à passer aux stands chausser un dernier train de supertendres au cinquante-et-unième tour. En difficultés avec ses pneus, Bottas perd plus de deux secondes au tour sur Hamilton qui comble peu à peu son retard de 17 secondes. Hamilton effectue la jonction mais chaque tour qu'il passe juste derrière son rival rend sa tâche plus compliquée, ses pneus étant à l'agonie. Nico Rosberg remporte sa quatrième victoire de la saison et accroît légèrement son avance au championnat face à son équipier Lewis Hamilton, troisième derrière Bottas qui obtient son troisième podium consécutif ; suivent pour les points Vettel, Alonso, Ricciardo, Hülkenberg, Button, Magnussen et Pérez,,.
Les positions au championnat du monde des pilotes ne changent pas : Nico Rosberg conserve la tête avec 190 points contre 176 pour Hamilton. Daniel Ricciardo est troisième (106 points) devant Alonso (97 points) ; Valtteri Bottas reste cinquième (91 points) devant Sebastian Vettel, sixième avec 82 points. Mercedes conserve la première place du classement des constructeurs avec 366 points et devance Red Bull Racing (188 points). Williams (121 points)  ravit la troisième place à Ferrari (116 points) ; Force India (98 points) précède McLaren qui compte 96 points ; suivent Toro Rosso (15 points), Lotus F1 Team (8 points) et Marussia F1 Team (2 points).

### Grand Prix de Hongrie
Tous les pilotes sont en pneus intermédiaires sur la grille de départ humide tandis que Daniil Kvyat, Lewis Hamilton et Kevin Magnussen partent depuis la voie des stands. À l'extinction des feux, Nico Rosberg, en pole position, conserve la tête au premier virage ; Valtteri Bottas, en prenant l'intérieur, trouve une meilleure adhérence et prend le dessus sur Sebastian Vettel, également dépassé par Fernando Alonso. Lewis Hamilton, dont les freins ne montent pas en température, part en tête-à-queue et endommage son aileron avant. Alonso manque un freinage et Vettel reprend la troisième place. Au premier passage sur la ligne de chronométrage, Rosberg devance Bottas, Vettel, Alonso, Jenson Button, Daniel Ricciardo, Nico Hülkenberg, Felipe Massa, Jean-Éric Vergne, Sergio Pérez et Esteban Gutiérrez,,.
Devant, Rosberg mène avec 6 secondes d'avance après trois tours. Hamilton, contraint d'attaquer pour empêcher son coéquipier Rosberg d'accroître son avance au championnat du monde, est le second pilote le plus rapide en piste : quinzième au cinquième tour, derrière Romain Grosjean et Kimi Räikkönen, il est treizième trois tours plus tard et se lance à la chasse des Sauber d'Adrian Sutil et de Gutiérrez. Dans ce même tour, Marcus Ericsson sort de la piste dans le virage no 3 et tape violemment le mur, provoquant la neutralisation de la course. Tous les pilotes, à l'exception des quatre premiers (Rosberg, Bottas, Vettel et Alonso) piégés par la voiture de sécurité, rentrent chausser les pneus tendres pour le sec. Rosberg, Bottas, Vettel et Alonso doivent attendre un tour supplémentaire pour entrer. Au neuvième tour, sous le régime de la voiture de sécurité, Ricciardo, en pneus tendres mène devant Button (en pneus intermédiaires), Massa et Rosberg (tous deux en pneus tendres) et Magnussen (pneus intermédiaires). Alors que la course est en passe d'être relancée, Grosjean heurte à son tour le mur ; l'épreuve est relancée à l'entame du quatorzième tour et Button en prend immédiatement la tête grâce à ses pneus intermédiaires ; Hamilton poursuit sa remontée alors que Rosberg, en pneus pour le sec, est en difficulté sur une piste encore très humide. Les pneumatiques intermédiaires se révèlent les mieux adaptés puisque Magnussen dépasse Rosberg, suivi par Vettel et Hamilton. Toutefois, Button et Magnussen rentrent au seizième tour pour chausser des pneus pour le sec, la piste s'asséchant rapidement. Quelques instants plus tard, Nico Hülkenberg abandonne pour la première fois de la saison après un accrochage avec son équipier Pérez,,. 
Au dix-huitième tour, Ricciardo précède Massa, Alonso, Vergne, Rosberg, Vettel, Hamilton, Pérez, Bottas et Gutiérrez. Pastor Maldonado percute Jules Bianchi au premier freinage et les deux pilotes passent par leur stand pour effectuer des réparations. Vergne et Vettel retiennent Rosberg et Hamilton alors que Ricciardo prend un bel avantage sur Massa et Alonso en tête de course. Au vingt-troisième tour, Sergio Pérez détruit sa Force India VJM07 contre le muret de la ligne des stands ; une nuée de débris de carbone encombre la piste, imposant une seconde sortie de la voiture de sécurité. Une nouvelle valse d'arrêts aux stands est improvisée : Ricciardo rentre ainsi que Massa et Bottas qui prend le pari de chausser les pneus durs dont l'usage n'est pourtant pas obligatoire, la course ayant été déclarée « conditions humides ». Alonso prend le commandement devant Vergne, Rosberg, Vettel, Hamilton, Ricciardo,  Massa, Gutiérrez, Räikkönen, Sutil, Kvyat, Button, Bottas, Magnussen, Kamui Kobayashi, Max Chilton, Bianchi et Maldonado,,.
La course est relancée à l'entame du vingt-septième tour et Alonso prend le large tandis que Vergne contient Rosberg. L'Espagnol possède plus de 2 secondes d'avance avant que l'utilisation de l'aileron arrière mobile ne soit à nouveau autorisée. Rosberg rentre changer ses pneus au trente-troisième tour mais cet arrêt est particulièrement long et il ressort onzième. Au même moment, Vettel fait un énorme tête-à-queue au début de la ligne droite, effleure le mur et poursuit sa course, n'ayant d'abîmé ses pneus ; il passe par les stands chausser un nouveau train de gommes tendres avec lesquelles il doit finir la course. Quelques instants plus tard, Hamilton prend l'avantage sur Vergne dans le virage no 4 et se retrouve en seconde position à 6 secondes de Fernando Alonso. Vergne change ses pneus au trente-cinquième tour, Button au trente-huitième et Alonso au suivant. Daniel Ricciardo occupe à nouveau la tête de la course avec 10 secondes d'avance sur Massa. L'Australien augmente son avance à 15 secondes en cinq tours mais s'inquiète du comportement de son moteur. Le stand Mercedes demande à Hamilton, qui chasse Alonso, de s'effacer derrière Rosberg qui est en pneus tendres et sur une autre stratégie que lui, en gommes médiums ; Hamilton refuse, alléguant que Rosberg, à moins d'une seconde (donc en mesure d'utiliser son aileron arrière mobile) et pouvant effectuer les vingt-et-un derniers tours avec ses pneus tendres n'a qu'à tenter de le dépasser à la régulière. Hamilton, Sutil, Magnussen, Räikkönen, Maldonado et Massa s'arrêtent entre le quarantième et le quarante-sixième tour,,.
Mercedes intime à nouveau à Lewis Hamilton de laisser passer son équipier mais Rosberg ne réussit pas à revenir au contact de son équipier qui ne ralentit pas. Après plusieurs tours, Hamilton ayant encore accru son avance, Rosberg passe à son stand au cinquante-septième passage, deux tours après Ricciardo, pour finir la course avec des pneus tendres neufs. Fernando Alonso mène désormais devant Hamilton et Ricciardo, le plus rapide en piste grâce à ses pneus frais. Nico Rosberg en septième position, profite de l'arrêt de Bottas au cinquante-neuvième tour et du dépassement de Räikkönen en piste pour atteindre la cinquième place, derrière Massa qu'il passe quelques instants plus tard,,.
Au soixantième tour, le trio de tête est groupé en 2 secondes ; l'écart passe à une seconde au tour suivant. Sous pression, Fernando Alonso coupe la chicane et ralentit immédiatement pour éviter d'être pénalisé. Hamilton est plus préoccupé à défendre sa position sur Ricciardo qu'à attaquer sur Alonso ; pour autant, Ricciardo le dépasse dans le soixante-sixième tour et s'attaque à Alonso alors que Rosberg revient sur Hamilton. Ricciardo prend la tête au tour suivant et remporte sa deuxième victoire de la saison. Fernando Alonso termine deuxième, devant Hamilton ; suivent pour les points Rosberg, Massa, Räikkönen, Vettel, Bottas, Vergne et Button,,.
Nico Rosberg conserve la tête du championnat avec 202 points contre 191 pour Hamilton. Daniel Ricciardo conforte sa troisième place (131 points) devant Alonso (115 points) ; Valtteri Bottas reste cinquième (95 points) devant Sebastian Vettel, sixième avec 88 points. Mercedes est toujours largement en tête  du classement des constructeurs avec 393 points et devance Red Bull Racing (219 points). Ferrari (142 points) reprend la troisième place à Williams (135 points) ; Force India (98 points) précède McLaren qui compte 97 points ; suivent Toro Rosso (17 points), Lotus F1 Team (8 points) et Marussia F1 Team (2 points).

### Grand Prix de Belgique
Alors que Charlie Whiting fait évacuer la grille, la monoplace de Fernando Alonso est encore surélevée sur ses crics ; le pilote espagnol, qui n'a pas pu s'élancer à temps, remonte le peloton pendant le tour d'installation et écope d'un stop-and-go de cinq secondes à purger lors de son premier arrêt au stand. À l'extinction des feux, Lewis Hamilton prend un envol parfait et la tête de la course au premier virage, devant Nico Rosberg, en pole position, et Sebastian Vettel. Vettel dépasse Rosberg attaque Hamilton dans Kemmel ; l'Allemand manque son freinage et repasse en troisième position. Derrière, Jules Bianchi, victime d'un contact avec Romain Grosjean, doit passer par son stand pour réparations. Au premier passage sur la ligne, Hamilton devance Rosberg, Vettel, Alonso, Daniel Ricciardo, Valtteri Bottas, Kimi Räikkönen, Magnussen, Felipe Massa, Jenson Button, Sergio Pérez, Daniil Kvyat, Adrian Sutil,,...
Au tour suivant, Hamilton conserve sa position de tête tandis que son coéquipier revient vers lui dans la ligne droite de Kemmel ; au freinage des Combes, Rosberg attaque Hamilton et l'accroche. Alors que Rosberg prend le commandement tout en perdant un bout d'aileron, Hamilton, victime d'une crevaison, doit boucler son tour au ralenti pour changer de roue ; il reprend la piste en pneus durs, à la dix-neuvième place. Le novice André Lotterer et Pastor Maldonado, victimes d'ennuis techniques, abandonnent dans ce tour. Bien que beaucoup de débris de fibre de carbone jonchent la piste, la voiture de sécurité n'intervient pas. Rosberg ne parvient pas à creuser l'écart sur Vettel à cause de son aileron avant endommagé qui provoque de surcroît une usure accélérée de son train de pneus avant. Au quatrième passage, Rosberg précède Vettel, Ricciardo, Alonso, Bottas, Räikkönen, Magnussen, Button, Massa, Pérez, Kvyat et Nico Hülkenberg. Ricciardo profite d'une erreur de Vettel pour prendre la deuxième place. Vettel, plus lent que ses rivaux, laisse le duo de tête prendre le large et crée un train de voitures derrière lui. Bottas profite de ce ralentissement pour ravir la quatrième place à Alonso au huitième tour et se lance à la poursuite de Vettel alors que Rosberg change son aileron avant et passe un train de pneus durs. Il ressort derrière Räikkönen, passé aux stands pour chausser les pneus tendres. Ricciardo s'empare du commandement et réalise le meilleur tour en course. Il compte désormais 3 secondes d'avances sur Vettel tandis que Rosberg est gêné par un débris accroché à une de ses antennes et qui s'agite juste devant son casque. Pérez et Massa s'arrêtent au dixième tour, Vettel, Kvyat et Hülkenberg au suivant, Ricciardo (il rechausse des pneus tendres et reprend le commandement de la course après l'arrêt de Bottas), Magnussen, Sutil, Marcus Ericsson et Max Chilton au douzième. Bottas, Alonso, Button, Grosjean, Esteban Gutiérrez et Jean-Éric Vergne du treizième au seizième tour,,. 
À l'issue de la première vague d'arrêts aux stands, Ricciardo devance Räikkönen de 3 secondes et Vettel de 6 secondes ; suivent Rosberg, Bottas, Magnussen, Alonso, Pérez, Button et Kvyat. Rosberg doit passer Vettel rapidement s'il veut lutter pour la victoire face à Ricciardo ; il tente sa chance à la chicane de l'arrêt de bus mais bloque ses roues, provoquant un gros méplat sur son pneu avant gauche. Les importantes vibrations engendrées font souffrir ses suspensions. Rosberg ralentit pour éviter d'endommager sa monoplace et est dépassé par Bottas dès le tour suivant. Lewis Hamilton, qui n'arrive pas à remonter à cause d'un fond plat endommagé, observe un second arrêt au dix-huitième tour. Rosberg change ses pneus au vingtième tour, sa monoplace devenant inconduisible. Räikkönen, Massa, Sutil, Vettel, Pérez, Magnussen et Alonso s'arrêtent entre les vingt-deuxième et vingt-sixième tours. Pendant ce temps, Daniel Ricciardo creuse un écart de plus de 14 secondes sur Bottas (sur une stratégie décalée à trois arrêts) et de 24 secondes sur Nico Rosberg ; suivent Räikkönen, Vettel, Button, Hülkenberg, Magnussen, Alonso et Pérez. Hamilton, à l'agonie en seizième position, demande l'autorisation d'abandonner à son équipe qui refuse, arguant que son rythme est suffisamment bon pour espérer une opportunité en cas de sortie de la voiture de sécurité. Ricciardo s'arrête au vingt-septième tour pour passer les pneus durs et Grosjean au suivant (il abandonne quatre tours plus tard). Bottas, Button, Vergne, Hülkenberg, Gutiérrez, Hamilton, Rosberg, Vettel, Sutil et Massa stoppent entre les vingt-neuvième et trente-sixième tours,,.  
Après son dernier arrêt et alors qu'il reste sept tours, Rosberg, qui pointe à 20 secondes de Ricciardo, reprend trois secondes à son rival dans son premier tour lancé tandis que Bottas entre en lutte contre Räikkönen pour le gain de la troisième position et le passe dans le trente-neuvième tour. Lewis Hamilton est autorisé à abandonner à 5 tours du but. Rosberg poursuit sa remontée et l'écart tombe à 6 secondes au quarante-deuxième tour. Derrière, une bataille pour la cinquième place oppose Alonso, Vettel, Button et Magnussen qui réussit un audacieux double dépassement sur Alonso et Button. Daniel Ricciardo remporte sa troisième victoire de la saison, sa seconde consécutive. Rosberg est deuxième à moins de 4 secondes tandis que Bottas monte sur son quatrième podium de l'année ; suivent pour les points Räikkönen, Vettel, Magnussen, Button, Alonso, Pérez et Kvyat. À l'issue de la course, Magnussen est pénalisé de 20 secondes par les commissaires sportifs pour avoir poussé Fernando Alonso en dehors des limites de la piste. Il se classe finalement douzième, ce qui permet à Nico Hülkenberg de marquer le point de la dixième place,,,,,.
Rosberg reste en tête du championnat avec 220 points contre 191 pour Hamilton. Ricciardo conforte sa troisième place (156 points) devant Alonso (121 points) ; Valtteri Bottas reste cinquième (110 points) devant Sebastian Vettel, sixième avec 98 points. Mercedes est toujours largement en tête du classement des constructeurs avec 411 points et devance Red Bull Racing (254 points). Ferrari (160 points) est troisième devant Williams (150 points) ; McLaren, avec 105 points, reprend la cinquième place à Force India (103 points) ; suivent Toro Rosso (19 points), Lotus F1 Team (8 points) et Marussia F1 Team (2 points).

### Grand Prix d'Italie

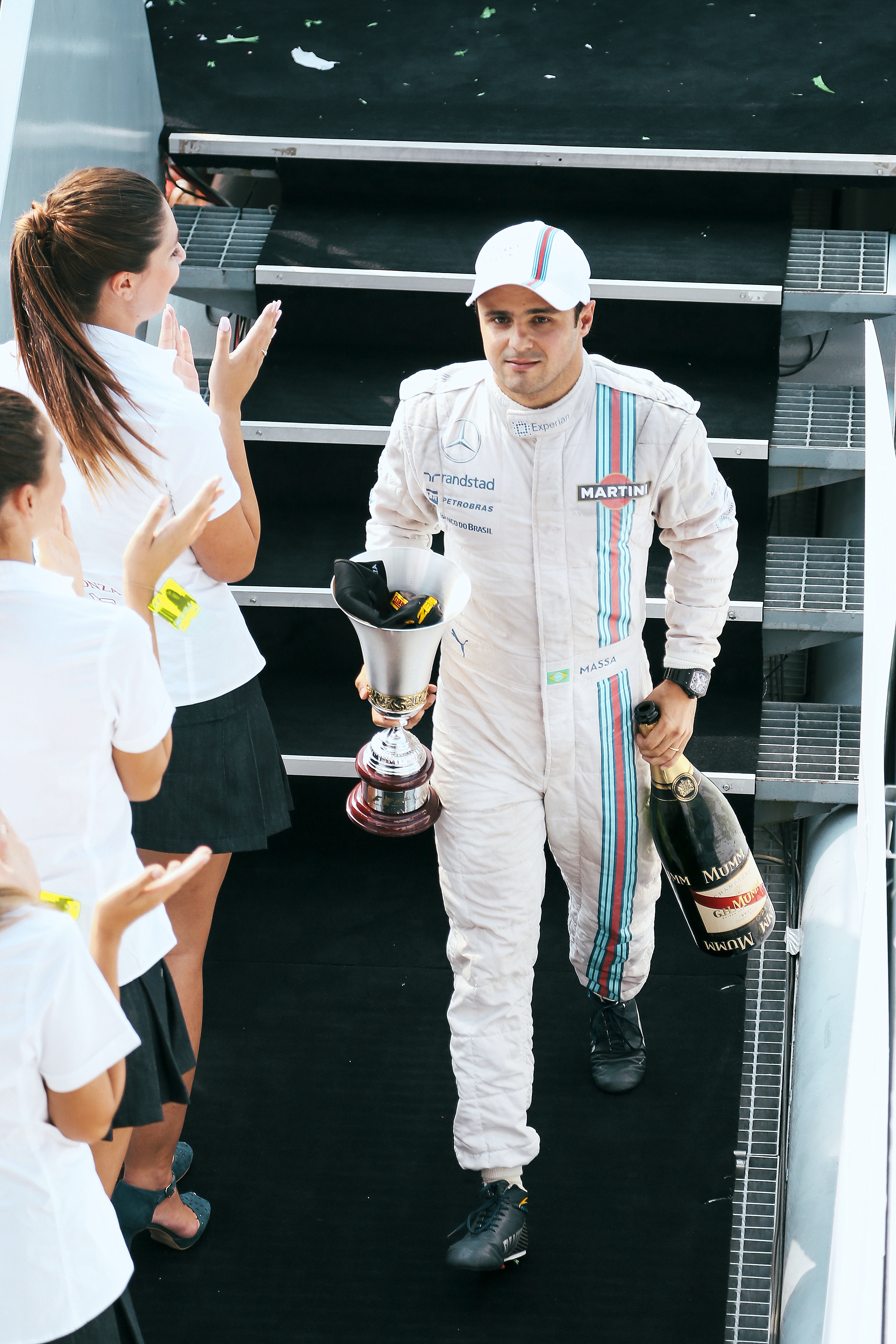
Felipe Massa après la cérémonie du podium.

Vingt-et-un pilotes se présentent sur la grille de départ, Marcus Ericsson, dernier des qualifications, partant de la voie des stands après avoir été pénalisé pour n'avoir pas ralenti sous les drapeaux jaunes en essais libres. Les Mercedes sont en première ligne, les Williams en deuxième et les McLaren sur la troisième ligne. Peu avant l'extinction des feux, la Mercedes d'Hamilton, connaît une défaillance électronique qui perturbe son pilote tandis que Nico Rosberg s'engouffre en tête dans le premier virage, suivi de Kevin Magnussen et Felipe Massa ; Hamilton est déjà relégué à la quatrième place alors que Sebastian Vettel remonte au cinquième rang,,.
Dès le premier tour, Rosberg possède plus d'une seconde d'avance sur Magnussen ; suivent Massa, Hamilton, Vettel, Jenson Button, Fernando Alonso, Sergio Pérez, Nico Hülkenberg, Kimi Räikkönen, Valtteri Bottas (qui a perdu huit places), Daniel Ricciardo (qui en a perdu quatre), Jean-Éric Vergne et Pastor Maldonado. Après quatre tours, Rosberg porte à trois secondes son avance sur Magnussen qui doit résister à Massa qui, lui-même, se défend face à Hamilton. Massa dépasse le Danois au cinquième tour et Hamilton s'engouffre dans la brèche immédiatement. Au tour suivant, Bottas double Hülkenberg pour le gain de la dixième place ; son coéquipier Massa, qui chasse Rosberg, réalise le meilleur tour en course au même moment,,.  
Au neuvième tour, Nico Rosberg manque le freinage de la première chicane et perd deux secondes sur Massa qui revient à deux secondes. Au tour suivant, Hamilton attaque Massa à l'extérieur du même virage et s'empare de la deuxième place. Hamilton réduit progressivement son retard sur Rosberg : au quinzième tour, moins de 2 secondes les séparent, les autres concurrents étant tous décrochés. Valtteri Bottas poursuit sa remontée au classement et, au dix-septième tour, pointe en huitième position en dépassant Pérez. Il attaque Alonso avec succès puis double, dans la foulée, Button pour atteindre la sixième place,,. 
Au dix-neuvième tour, Sebastian Vettel change de pneus le premier ; Pérez et Hulkenberg s'arrêtent au tour suivant, Räikkönen, Romain Grosjean, Magnussen, Alonso, Maldonado, Button, Kamui Kobayashi, Massa, Rosberg, Bottas, Vergne, Adrian Sutil, Hamilton, Ricciardo, Jules Bianchi et Daniil Kvyat entre les vingt-et-unième et trente-et-unième tours. Hamilton est désormais à 1 seconde de son coéquipier alors que Bottas prend avantage sur Magnussen. À la mi-course, après la première vague d'arrêts aux stands, Rosberg mène Hamilton et Massa à 12 s,,. 
Alors que Lewis Hamilton réduit l'écart à moins d'une seconde et peut désormais utiliser son aileron arrière mobile, Rosberg rate à nouveau son freinage à la première chicane à l'entame du vingt-neuvième tour ; il tire tout droit et cède le commandement à son coéquipier. Quelques instants plus tard, au même endroit, Fernando Alonso abandonne (pour la première fois de la saison) sa monoplace victime d'un problème mécanique dans l'échappatoire. Sur sa lancée, Hamilton réalise le meilleur tour en course et porte son avance sur Rosberg à trois secondes,,.  
Au trente-troisième tour Hamilton devance Rosberg, Massa, Vettel, Magnussen, Bottas, Pérez, Button, Räikkönen, Ricciardo, Hülkenberg et Vergne. Magnussen et Bottas sont en lutte pour la cinquième place mais le Finlandais bute sur son rival qui défend sa position de façon musclée, comme lors de la course précédente où il a été puni pour avoir sorti Alonso de la piste. Les commissaires ne tardent pas à le sanctionner à nouveau d'un stop-and-go de cinq secondes, à effectuer lors d'un arrêt ou à ajouter à son temps de course. Au trente-septième tour, l'écart entre Hamilton et Rosberg est de presque cinq secondes. Bottas trouve l'ouverture sur Magnussen, s'attaque ensuite à Vettel, à deux secondes, et le dépasse quelques tours plus tard. Dans le même temps, une lutte farouche oppose Pérez à Button qui cherche à lui ravir sa septième place. Ricciardo profite de cette bagarre pour surprendre Button et le dépasser ; l'Australien passe Pérez dans la foulée et conclut en battant Magnussen,,. 
À dix tours du but, Rosberg a toujours 5 secondes de retard sur Hamilton. Ricciardo prend l'avantage sur son coéquipier Vettel pour le gain de la cinquième place. En fond de classement, Esteban Gutiérrez dépasse Grosjean mais se rabat sur la Lotus : le pilote Sauber crève son pneu et, de surcroît, responsable de la collision, est pénalisé par les commissaires de course. Lewis Hamilton remporte sa sixième victoire de la saison, Nico Rosberg ramenant le doublé pour son équipe tandis que Massa monte sur son premier podium de la saison ; suivent pour les points Bottas, Ricciardo, Vettel, Pérez, Button, Räikkönen et Magnussen (septième sous le drapeau à damier avant sa pénalité),,.
Rosberg reste en tête du championnat avec 238 points contre 216 pour Hamilton. Ricciardo conforte sa troisième place (166 points) devant Valtteri Bottas (122 points) qui accède à la quatrième place et devance désormais Alonso qui abandonne pour la première fois de la saison (121 points) ; Sebastian Vettel est sixième avec 106 points. Mercedes est toujours largement en tête du classement des constructeurs avec 454 points et devance Red Bull Racing (272 points). Williams, avec 177 points, passe devant Ferrari (162 points) ; McLaren, avec 110 points, conserve la cinquième place avec un point d'avance sur Force India (109 points) ; suivent Toro Rosso (19 points), Lotus F1 Team (8 points) et Marussia F1 Team (2 points)

### Grand Prix de Singapour

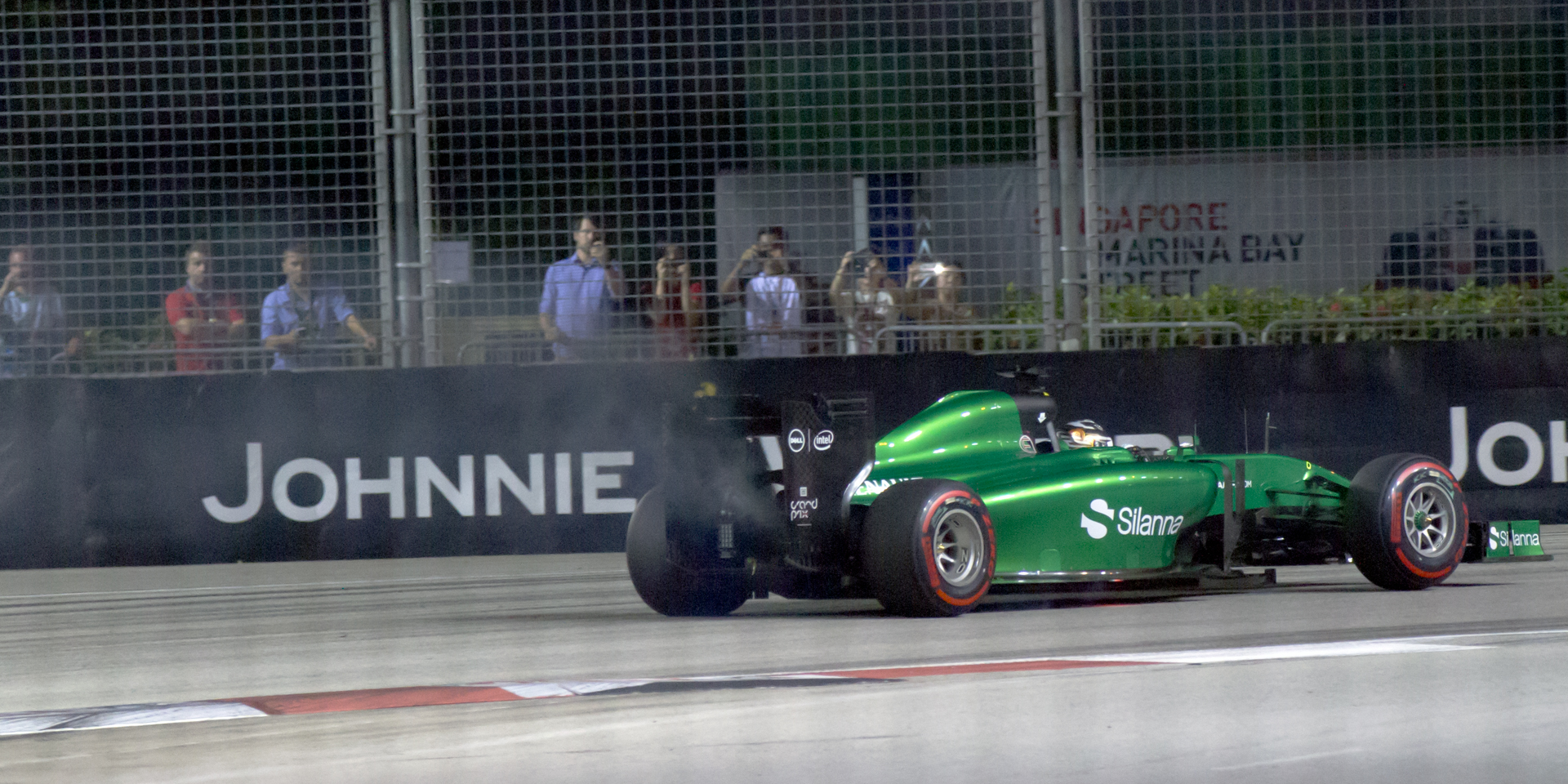
Kamui Kobayashi abandonne avant même le départ de la course.

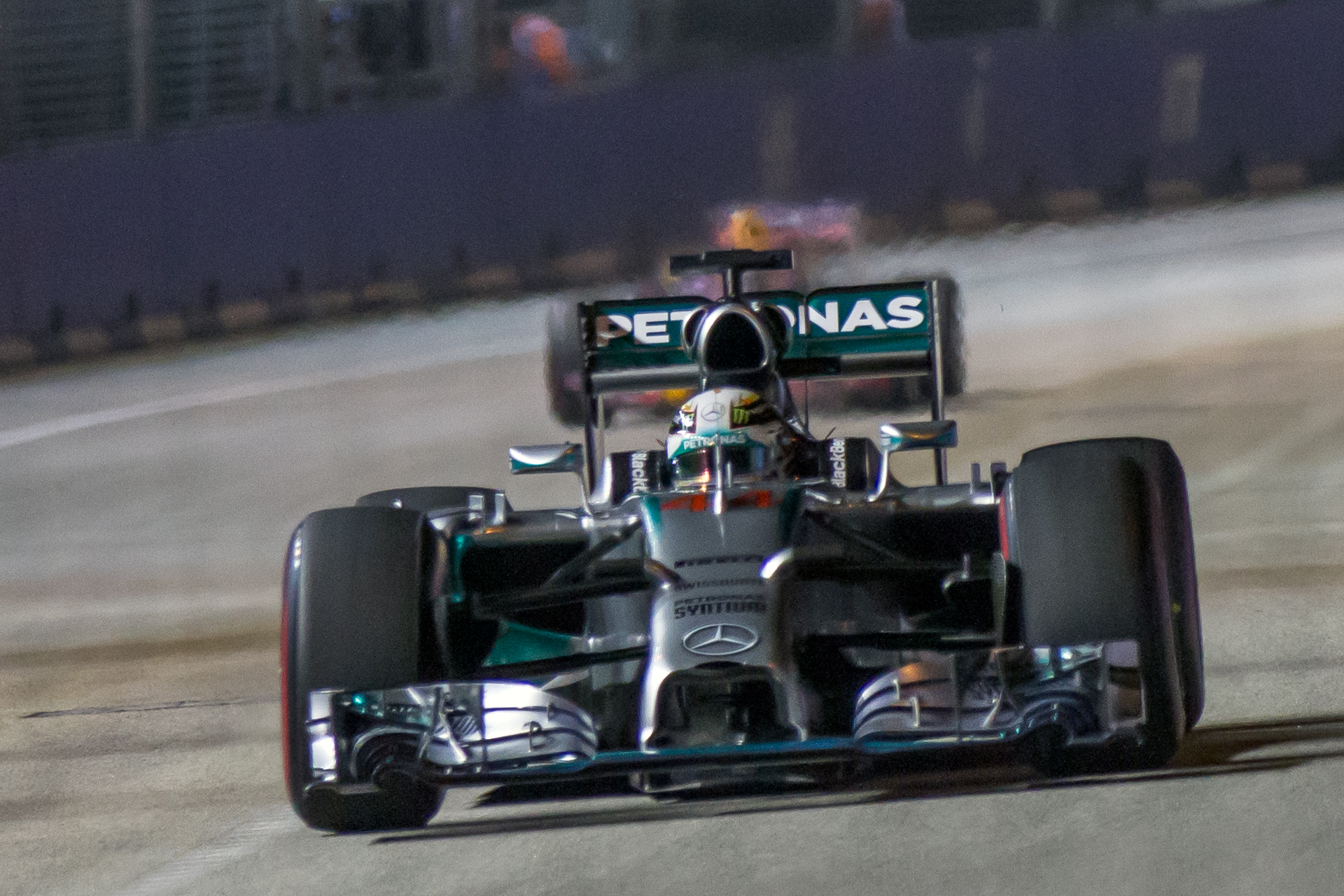
Lewis Hamilton dans le deuxième tour de la course.

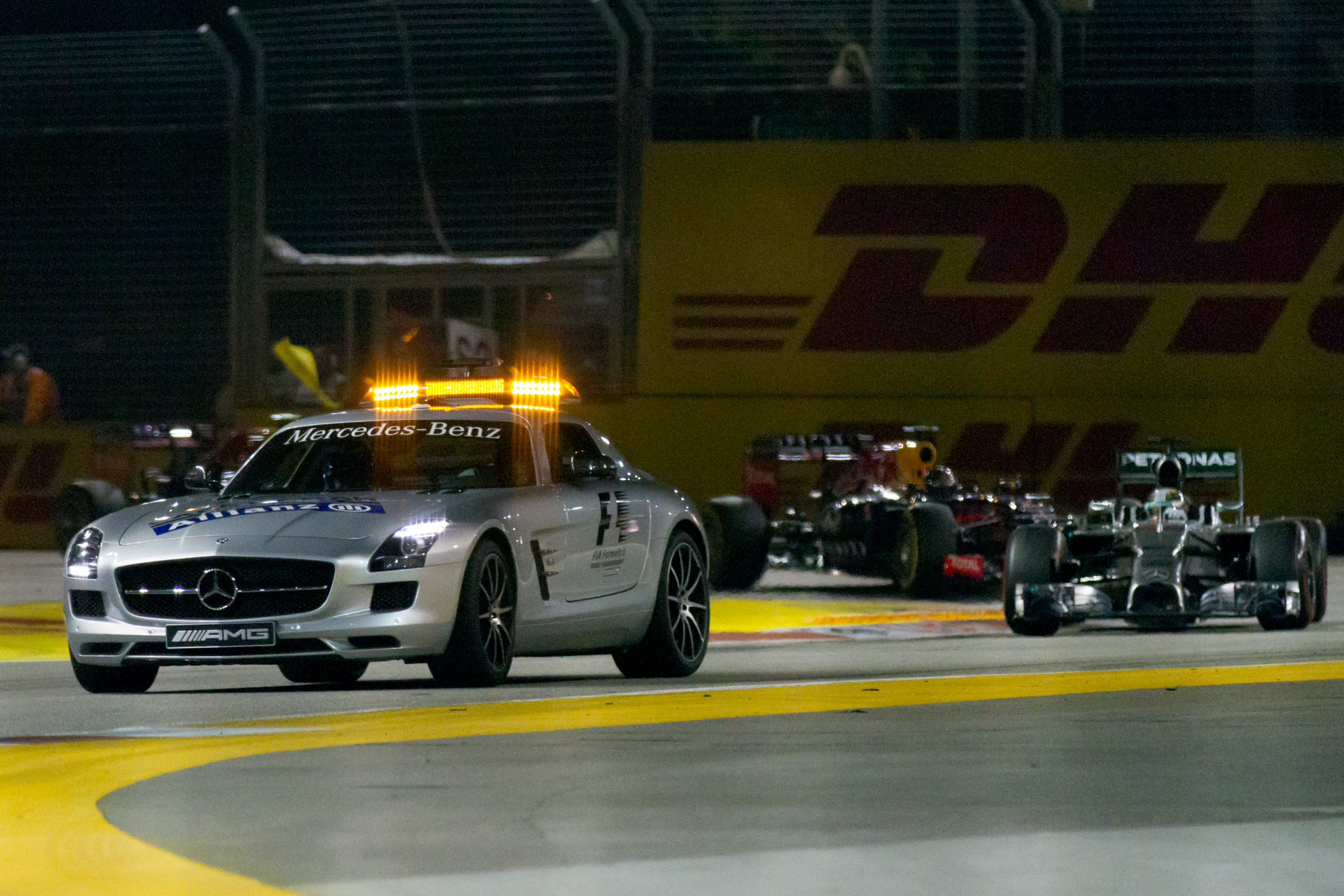
Lewis Hamilton derrière la voiture de sécurité.

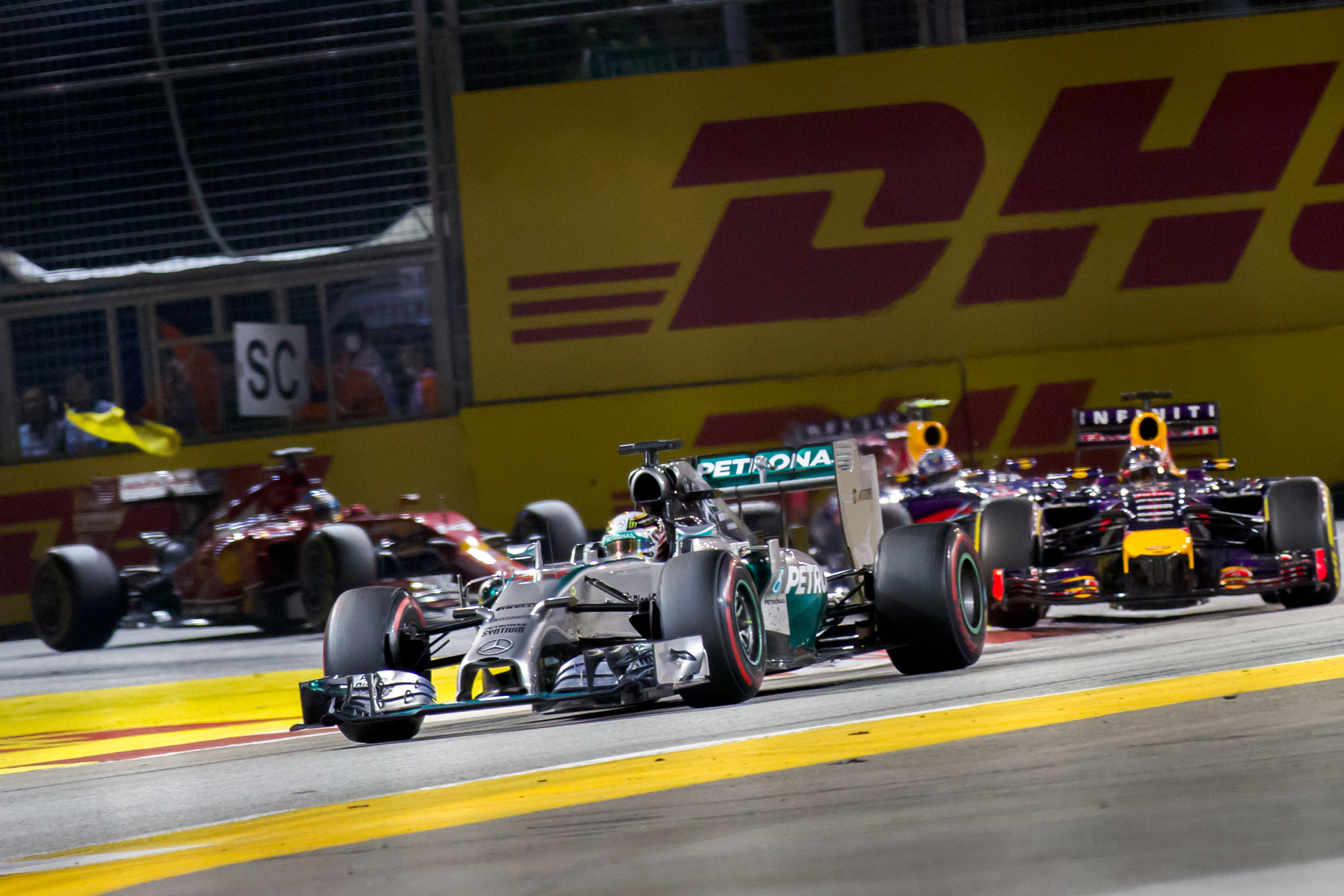
La meute à la relance.

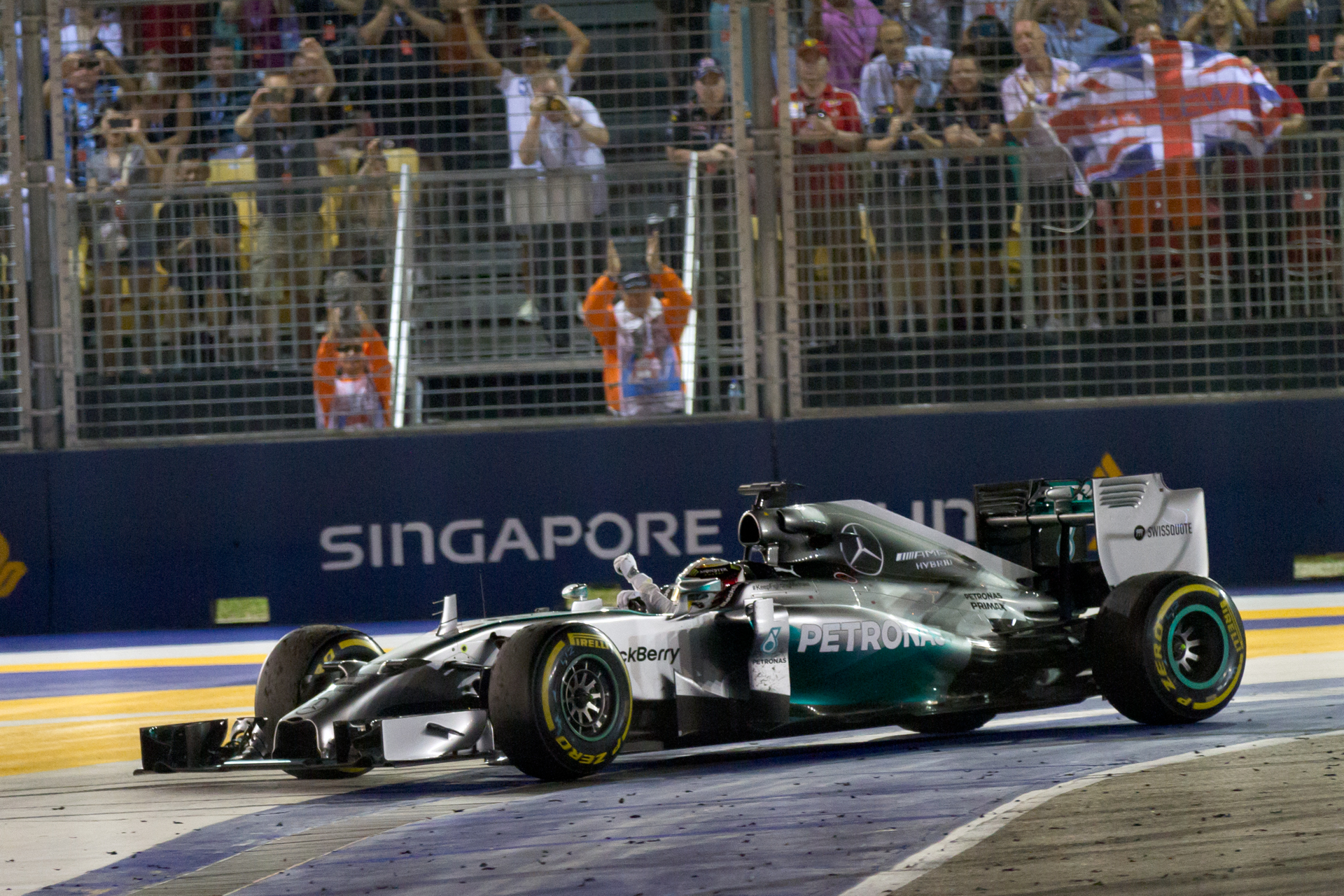
Lewis Hamilton fête sa victoire.

Un quart d'heure avant le lancement de la course, la monoplace de Nico Rosberg est victime de problèmes électroniques qui conduisent les mécaniciens à changer son volant. Au départ du tour de mise en grille, Rosberg reste immobilisé ; Kamui Kobayashi est également malchanceux puisqu'il doit immobiliser sa Caterham CT05 dans une échappatoire. Le départ du Grand Prix de Singapour est donné sur une piste sèche où prennent place vingt pilotes, Rosberg pouvant s'élancer de la voie des stands. À l'extinction des feux, Lewis Hamilton, en pole position, prend un bon départ tandis que les deux Red Bull RB10 se neutralisent. Fernando Alonso s'infiltre derrière Hamilton mais coupe la première chicane au freinage ; pour éviter une pénalité, il laisse immédiatement Sebastian Vettel le repasser au virage no 7 et se retrouve dans la foulée sous la pression de Daniel Ricciardo. Kimi Räikkönen, cinquième, devance Felipe Massa, Jenson Button, Valtteri Bottas, Kevin Magnussen et Daniil Kvyat. Plus loin, Jean-Éric Vergne précède Nico Hülkenberg, Esteban Gutiérrez, Sergio Pérez, Romain Grosjean, Adrian Sutil, Pastor Maldonado, Jules Bianchi, Marcus Ericsson, Max Chilton et Rosberg qui boucle le premier tour en dernière position,,.
Si, en tête de la course, Vettel tourne dans le même rythme qu'Hamilton, celui-ci s'est déjà ménagé une avance de deux secondes tout en consommant moins de carburant ; Alonso suit, en troisième position, à plus de six secondes dans le sixième tour. Rosberg, dernier, est en proie à des soucis de transmission et ne peut pas attaquer Ericsson, sa boîte de vitesses passant directement du troisième au cinquième rapport. Sutil change de pneus dans le neuvième tour, Hülkenberg au suivant, Massa, Kvyat, Grosjean au onzième ; Räikkönen, Bottas, Vergne, Maldonado, Vettel, Alonso, Ricciardo, Ericsson, Hamilton, Magnussen, Rosberg, Button, Pérez, Gutiérrez, Bianchi et Chilton entre le douzième et le dix-septième tour. Lors de l'arrêt de Rosberg, les mécaniciens tentent une énième intervention au niveau du volant pour relancer la monoplace ; après de longues dizaines de secondes d'arrêt, décision est prise d'abandonner. Vettel, Alonso et Ricciardo ont chaussé les pneus tendres alors qu'Hamilton réussit à se maintenir en piste plus longtemps avec ses « supertendres » usagés : Vettel est informé par son stand qu'il ne pourra pas garder la tête à l'issue des arrêts,,.  
Effectivement, à l'issue de la salve d'arrêts, Hamilton mène la course avec 7 secondes d'avance sur Vettel, 10 sur Fernando Alonso, 14 sur Ricciardo et 24 sur Massa. Au vingt-deuxième tour, Hamilton précède Vettel, Alonso, Ricciardo, Massa, Räikkönen, Bottas, Button, Vergne et Magnussen. Alonso reprend suffisamment de dixièmes de seconde à Vettel pour se retrouver, au vingt-cinquième tour, à moins d'une seconde et pouvoir utiliser son aileron arrière mobile. Alors que la seconde phase d'arrêt aux stands a été lancée par Massa et Grosjean au vingt-troisième tour (imités au suivant par Bottas, Kvyat, Maldonado), Alonso tente de dépasser Vettel dans les stands en rechaussant les « supertendres » ; Vettel réagit instantanément en se précipitant lui aussi dans les stands, mais choisit les pneumatiques plus durs : Alonso passe devant et réalise immédiatement les meilleurs tours en piste. Vergne, Sutil, Vettel, Räikkönen, Hülkenberg, Hamilton, Magnussen, Ricciardo et Pérez s'arrêtent entre le vingt-cinquième et le trentième tour,,.  
Juste près son arrêt, Pérez est touché par Sutil : son aileron avant explose en pleine piste et les nombreux débris imposent l'intervention de la voiture de sécurité ; l'avance de 6 secondes de Lewis Hamilton s'évanouit. Alonso profite de cette neutralisation pour chausser les pneus les plus durs, tout comme Button. Grosjean, Maldonado, Pérez, Bianchi, Ericsson, Räikkönen, Hülkenberg, Sutil et Maldonado rentrent également pour chausser de nouveaux pneus. La neutralisation, qui dure cinq tours, permet aux pilotes restés en piste d'économiser leurs pneus et leur carburant. Pour autant, la durée de la neutralisation pose problème à Hamilton, en « supertendres », car il doit creuser un gros écart afin de chausser obligatoirement les pneus tendres en fin de course sans être pris milieu du trafic de ses poursuivants immédiats, Vettel et Alonso, en pneus durs, qui pourraient aller jusqu'à l'arrivée sans s'arrêter. À la relance, Hamilton devance Vettel, Ricciardo (dont la monoplace est victime d'ennuis techniques), Alonso, Massa, Bottas, Button, Räikkönen, Vergne et Magnussen,,.   
Obligé d'attaquer, Hamilton prend une seconde pleine à Vettel dans le second secteur et boucle son premier tour lancé 2 secondes et demi plus vite que Vettel ; après deux tours, il a porté son avance à 6 secondes. Hamilton doit creuser un écart de 27 secondes pour ressortir devant Vettel après son changement de pneus ; son stand l'informe qu'il doit poursuivre sur le même rythme pendant sept tours pour réaliser son objectif. Hamilton échoue de peu : rentré au cinquante-troisième tour avec un avantage de 25 secondes sur Vettel, il reprend la piste à la deuxième place. Hamilton a désormais huit tours pour conquérir sa victoire sur la piste. Vettel, en difficulté avec ses pneus, cède le commandement à son rival dans le cinquante-quatrième tour ; Hamilton devance désormais Vettel, Ricciardo, Alonso, Massa, Bottas, Button (qui abandonne quelques instants plus tard), Räikkönen, Hülkenberg, Vergne et Maldonado,,.  
Vettel, Ricciardo et Alonso, dans la même seconde et dont les pneus sont en fin de vie, se livrent une rude bataille pour le podium. Plus loin, Jean-Éric Vergne, gagne trois places en autant de tours pour atteindre le sixième rang. Hamilton remporte la vingt-neuvième victoire de sa carrière, devant Vettel et Ricciardo. Alonso se classe quatrième devant Massa et Vergne (pénalisé de cinq secondes) qui réalise sa meilleure performance de la saison ; suivent pour les points Pérez, Räikkönen Hülkenberg et Magnussen tandis que Bottas, sixième à deux tours du but, termine finalement onzième, victime de la dégradation excessive de ses pneus,,.
Lewis Hamilton pointe désormais en tête du championnat avec 241 points contre 238 pour Rosberg. Ricciardo conforte sa troisième place (181 points) devant Fernando Alonso qui retrouve la quatrième place avec 133 points. Sebastian Vettel gagne une place et est désormais cinquième avec 124 points.
Valtteri Bottas, en restant bloqué à 122 points, fait la mauvaise opération du jour en chutant de deux places au championnat. Mercedes est toujours largement en tête du classement des constructeurs avec 479 points et devance Red Bull Racing (305 points). Williams, avec 187 points, reste troisième devant Ferrari (178 points) ; Force India (117 points) reprend la cinquième place à McLaren (111 points) ; suivent Toro Rosso (27 points), Lotus F1 Team (8 points) et Marussia F1 Team (2 points). Neuf des onze écuries engagées au championnat ont marqué des points, Sauber et Caterham n'en ayant pas encore inscrit. Après cette quatorzième manche du championnat 2014, Red Bull Racing est la dernière écurie à pouvoir contester le titre mondial à Mercedes.

### Grand Prix du Japon

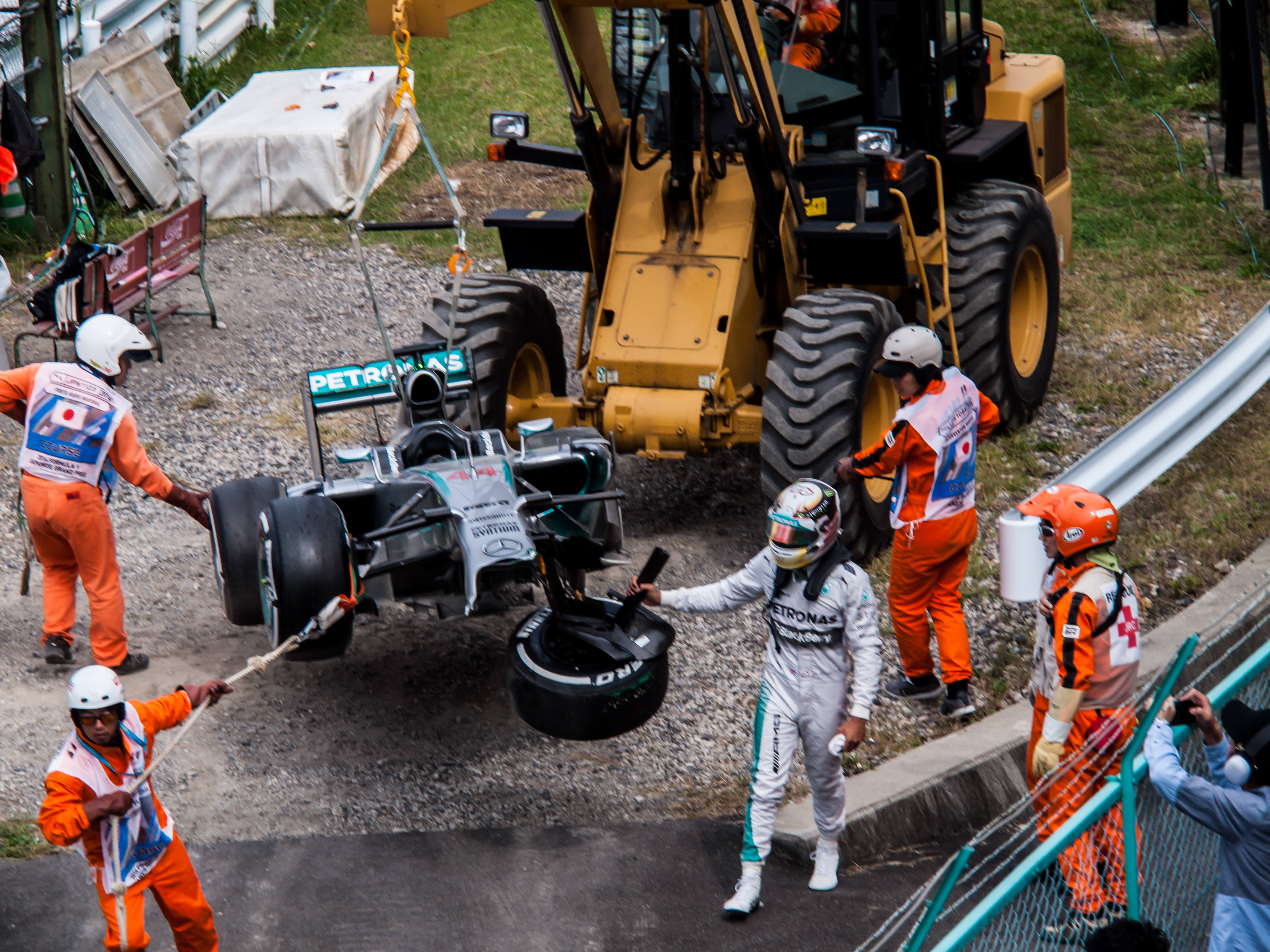
L'évacuation de la monoplace d'Hamilton après son accident lors des essais libres.

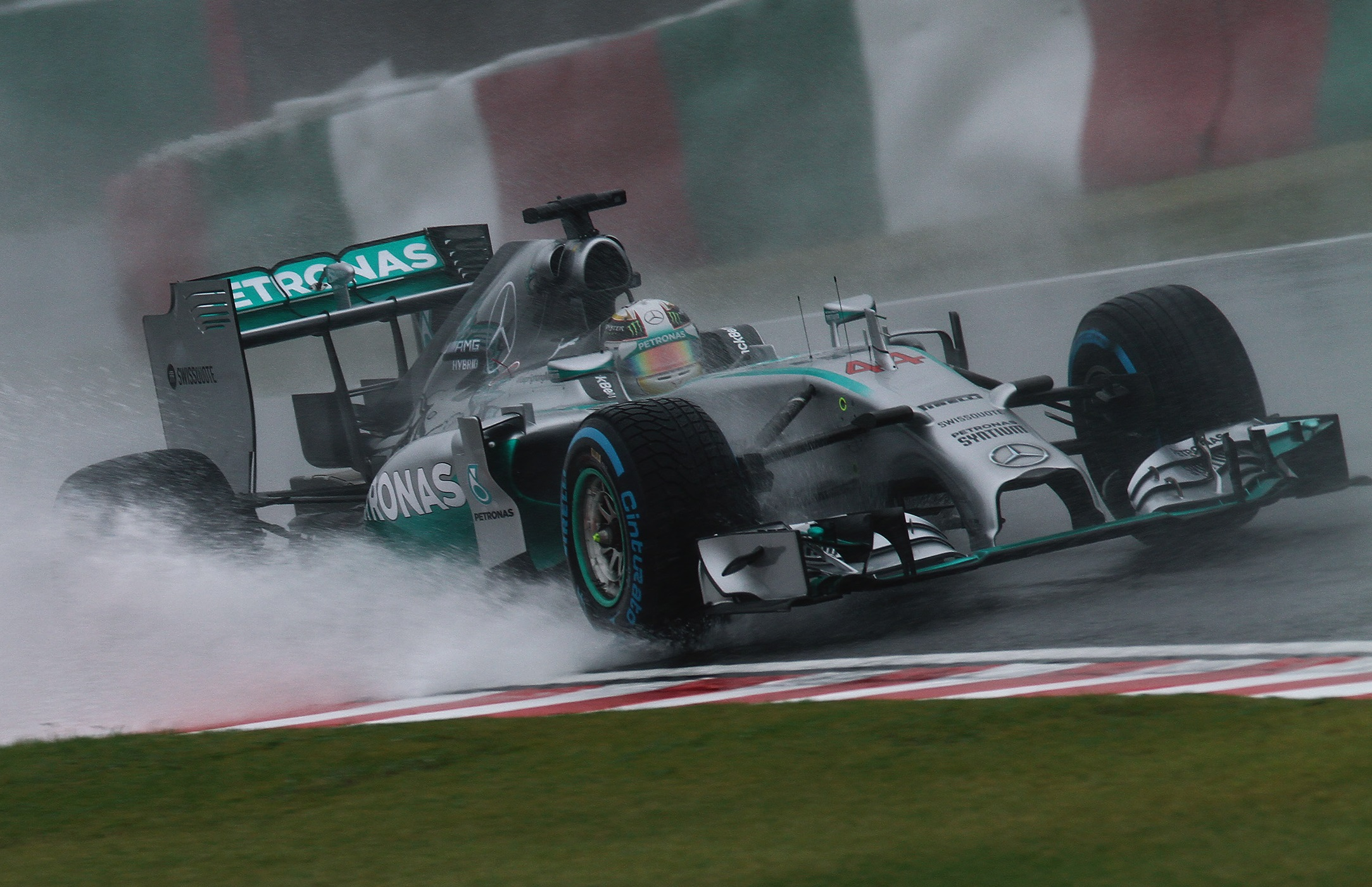
Lewis Hamilton lors du Grand Prix automobile du Japon 2014.

Les vingt-deux monoplaces sont alignées sur une grille de départ noyée sous un déluge. Il y a tellement d'eau sur la piste que la direction de course donne le départ derrière la voiture de sécurité. Les pilotes souffrent d'aquaplanage dès 80 km/h et Marcus Ericsson sort de la piste à la sortie de la dernière chicane. La course est interrompue sur drapeau rouge avant même l'entame du deuxième tour. La direction de course annonce que le Grand Prix sera relancé derrière la voiture de sécurité à 15 h 25 et que les pneus bleu « pleine pluie » seront obligatoires,,.
Quelques centaines de mètres après la relance, Fernando Alonso abandonne sa Ferrari F14 T, touchée par une panne électrique, sur le bord de la piste. La Ferrari est évacuée tandis que les monoplaces roulent derrière la voiture de sécurité. Les conditions de piste s'améliorent au point que Lewis Hamilton demande que la course soit enfin lancée. Jenson Button indique à son stand qu'il envisage de passer les intermédiaires dès la relance,,. 
Le peloton est libéré à l'entame du dixième tour et Hamilton se blottit immédiatement dans les échappements de Rosberg tandis que Button et Pastor Maldonado changent de pneus. Rosberg boucle son premier tour lancé avec un peu plus d'une seconde d'avance sur son coéquipier. Valtteri Bottas, troisième, est déjà à plus de 5 secondes tandis que Button, vingtième, tourne dans le même rythme que les Mercedes. Tous comprennent qu'il est nécessaire de chausser les intermédiaires. Seules les Mercedes et Jules Bianchi, qui pointe un temps en quatrième position, restent en piste. Button passe Bottas et Ricciardo pour se retrouver troisième au treizième tour. Bianchi et Rosberg, qui possède 23 secondes d'avance, rentrent au quatorzième tour, Hamilton, qui sait qu'un arrêt au stand coûte 22 secondes, pousse au maximum avant de rentrer au tour suivant ; il sort un peu large dans une courbe du second secteur et perd quelques dixièmes de secondes ce qui permet à Rosberg de conserver le commandement de la course. Au seizième tour, après cette vague de changements de pneus, Rosberg précède Hamilton de 2 secondes, Button de 15 secondes et Bottas de 23 secondes ; suivent Massa, Vettel, Daniel Ricciardo, Nico Hülkenberg, Kimi Räikkönen et Daniil Kvyat,,.  
Kevin Magnussen rentre pour la deuxième fois alors que Sebastian Vettel, à l'épingle, et Ricciardo, dans les esses, dépassent Massa. Vettel, à nouveau à l'épingle, désormais à l'extérieur, passe Bottas et se rue à l'attaque de Button, 14 secondes devant et qui tourne toujours dans le même rythme que Rosberg. Ricciardo passe à son tour Bottas dans les esses, de la même manière qu'auparavant sur Massa. Romain Grosjean change ses pneus au vingt-deuxième tour, imité ensuite par Adrian Sutil, Maldonado, Räikkönen, Kvyat, Max Chilton et Bianchi. Sergio Pérez, Ericsson, Hülkenberg et Kamui Kobayashi changent de pneus au moment où Lewis Hamilton, à l'entame du vingt-neuvième tour, passe en tête au freinage du virage no 1. Vettel change ses pneus au tour suivant, Button, Rosberg, Sutil, Magnussen, Esteban Gutiérrez, Räikkönen, Grosjean et enfin Hamilton entre les trente-deuxième et trente-sixième tours. Ricciardo, grâce à un arrêt en moins, pourrait prétendre à prendre la tête de l'épreuve mais il s'arrête au trente-septième tour alors que la pluie se remet à tomber. Massa stoppe au tour suivant, suivi par Bottas et Kobayashi. Alors qu'il pleut de plus en plus, les pneus intermédiaires restent encore les plus efficaces. En tête de course, Hamilton creuse rapidement un écart de 10 secondes sur Rosberg ; Vettel est troisième à 22 secondes et devance Button et Ricciardo, en lutte, de 2 secondes,,. 
Kvyat change ses pneus au quarantième tour, de même que Maldonado, Magnussen et Button. Les pilotes McLaren tentent un nouveau pari en chaussant les pneus « pleine pluie » mais Button perd du temps car il doit changer son volant ; le pari échoue définitivement quand deux accidents mettent un terme à la course. C'est d'abord la voiture de Sutil qui part en aquaplanage dans le virage n°7 et s'écrase contre un mur de pneus. Au tour suivant, Jules Bianchi est victime du même phénomène et sort de piste à forte vitesse au même endroit : il encastre sa monoplace dans le camion-grue qui procédait à l'évacuation de la Sauber C33. Ce grave accident provoque la sortie de la voiture de sécurité, puis l'arrêt définitif de la course au drapeau rouge afin de procéder à l'évacuation de Jules Bianchi, inconscient et victime d'un hématome intracrânien (il décède le 17 juillet 2015 des suites de ses blessures). Lewis Hamilton remporte sa huitième victoire de la saison, sa trentième devant Nico Rosberg qui permet à mercedes de réaliser son huitième doublé de l'année. Sebastian Vettel complète le podium ; suivent pour les points Ricciardo, Button, Bottas, Massa, Hülkenberg, Vergne et Pérez,,,.
Lewis Hamilton conserve la tête du championnat avec 266 points contre 256 pour Rosberg. Ricciardo conforte sa troisième place (193 points) devant Sebastian Vettel qui gagne une nouvelle place et est désormais quatrième avec 139 points. Fernando Alonso, qui a abandonné, recule à la cinquième place avec 133 points, juste devant Valtteri Bottas avec 130 points. Mercedes est toujours largement en tête du classement des constructeurs avec 522 points et devance Red Bull Racing (332 points). Williams, avec 201 points, reste troisième devant Ferrari (178 points) ; Force India (122 points) conserve de justesse la cinquième place face à McLaren (121 points) ; suivent Toro Rosso (29 points), Lotus F1 Team (8 points) et Marussia F1 Team (2 points).

### Grand Prix de Russie

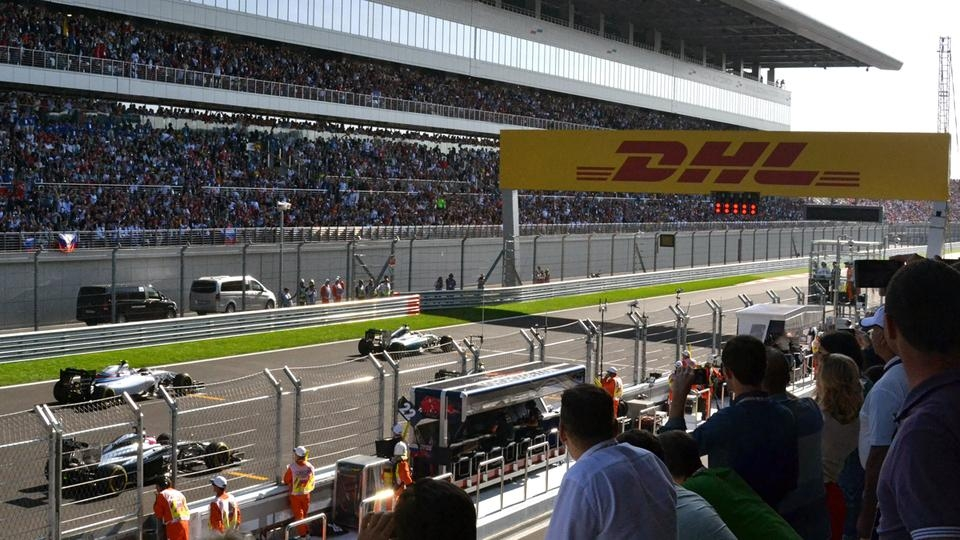
Le départ du Grand Prix.

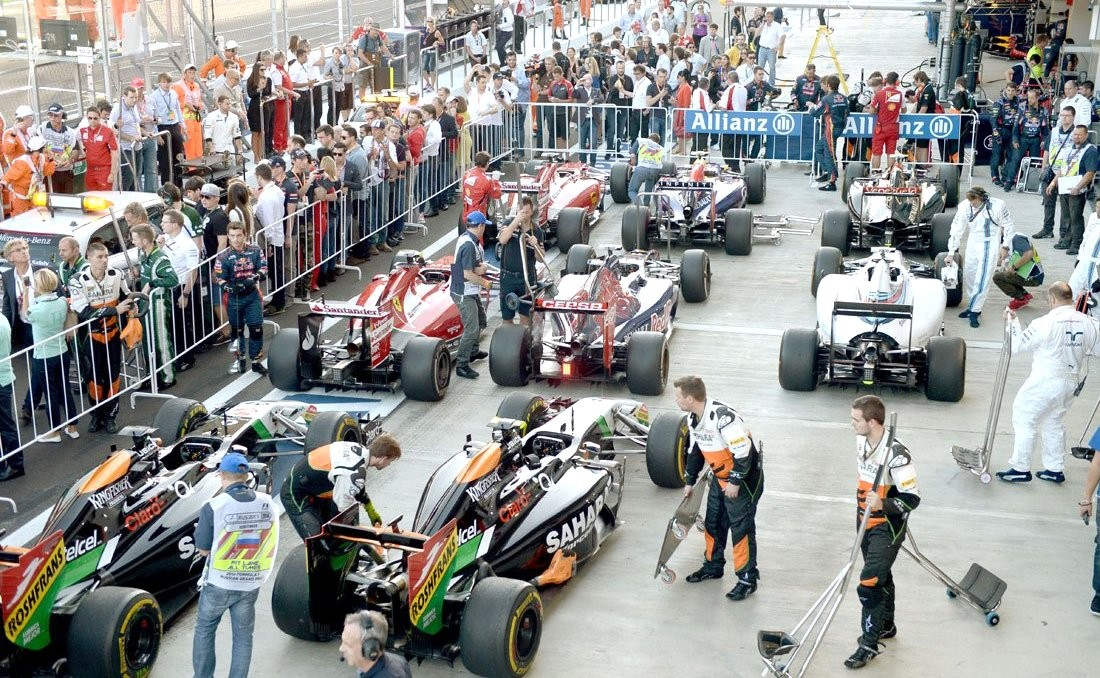
Le parc fermé à l'arrivée du Grand Prix.

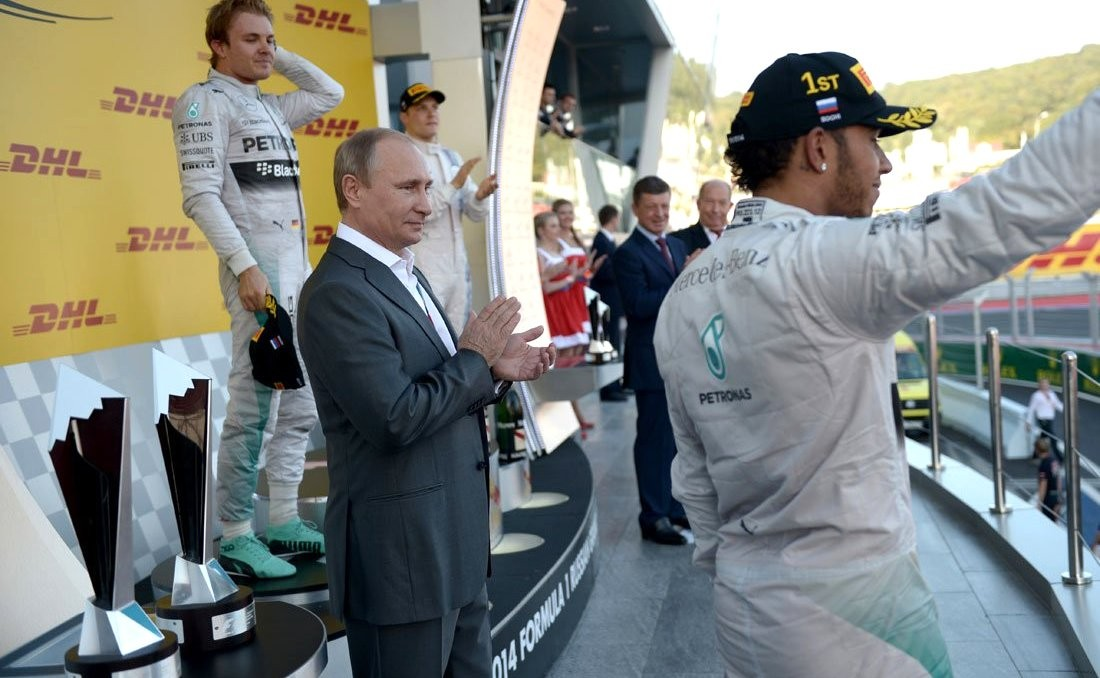
Vladimir Poutine sur le podium du Grand Prix.

Il fait très beau sur la grille de départ du Grand Prix de Russie, à Sotchi, où Lewis Hamilton, en pole position, devance son coéquipier Nico Rosberg. À l'extinction des feux, Hamilton, malgré un bon envol, est attaqué par Rosberg qui bloque longuement ses pneus tendres au premier freinage, tire tout droit à la chicane et doit immédiatement rendre sa position à son rival. Victime d'énormes vibrations, l'Allemand n'a d'autre choix que de passer par son stand dès la fin du premier tour. Son équipe lui annonce la nouvelle stratégie à tenter : rallier l'arrivée avec ses nouveaux pneus durs, sans effectuer d'autre arrêt au stand.  Felipe Massa, parti en pneus durs, il chausse les gommes tendres dès le premier tour dans le but de remonter à un rythme soutenu voire de rallier l'arrivée. Ainsi, au deuxième passage, le classement a déjà bien évolué : Hamilton devance Bottas, Button, Fernando Alonso, Jean-Éric Vergne qui a gagné cinq places au départ après une âpre lutte contre Kevin Magnussen, désormais sixième ; suivent Sebastian Vettel, Daniel Ricciardo, Daniil Kvyat, Kimi Räikkönen, Sergio Pérez et Esteban Gutiérrez,,,.
À la fin du cinquième tour, Vergne, dont les pneus arrière surchauffent et dont la monoplace manque de vitesse de pointe en ligne droite, a déjà concédé trois places au profit de Magnussen et des pilotes Red Bull Racing et ne pointe plus qu'au huitième rang. Kvyat, son coéquipier au sein de la Scuderia Toro Rosso, cinquième sur la grille et victime du même mal, n'est plus que dixième. En tête de course, Hamilton a creusé un écart de plus de deux secondes sur Bottas qui possède plusieurs hectomètres d'avance sur Button. Vettel et Ricciardo se dépassent mutuellement au fil des tours tandis qu'à l'arrière, Rosberg et Massa, dix-huitième et dix-neuvième entament leur remontée. Max Chilton abandonne dans le dixième tour, victime d'une casse de suspension alors que Rosberg évolue à 40 secondes de la tête de course et que Bottas fait tout son possible pour essayer de conserver sa position : il sait qu'un arrêt aux stands coûte 25 secondes et que Rosberg, qui ne s'arrêtera pas, continue inlassablement de réduire son écart,,. 
Ricciardo rentre pour changer ses pneus au douzième tour et Adrian Sutil au suivant. Pendant ce temps, Rosberg et Massa remontent à un rythme soutenu : au vingtième tour, ils sont onzième et douzième. Kvyat et Romain Grosjean s'arrêtent changer leurs pneus au tour suivant. Pastor Maldonado, Kamui Kobayashi, Button, Vergne, Nico Hülkenberg, Alonso (son arrêt est très lent), Pérez, Bottas, Magnussen, Räikkönen, Hamilton (qui possède 45 secondes d'avance sur Rosberg), Massa, Marcus Ericsson et Vettel entre le vingt-deuxième et le trente-et-unième tour. Après l'arrêt de Bottas, Rosberg se retrouve à sa portée et lance une attaque trentième passage ; Bottas, surpris, sort légèrement de piste et laisse filer son rival. Les ingénieurs du Finlandais sont persuadés que les pneus de Rosberg vont irrémédiablement se dégrader et annoncent qu'une contre-attaque est envisageable. Au tour suivant, Hamilton pointe toujours en tête avec 20 secondes d'avance sur Rosberg (s'en tient à sa stratégie sans nouvel arrêt), 22 s d'avance sur Bottas et 26 secondes sur Button ; suivent Magnussen, Alonso, Ricciardo, Vettel, Gutiérrez et Räikkönen. En fond de peloton, dans la lutte pour la dix-septième place, Grosjean envoie Sutil en tête-à-queue et écope d'une pénalité de 5 secondes ajoutées à son temps de course. Felipe Massa qui, lui, a du changer de pneus, occupe désormais la quatorzième place,,. 
Si Nico Rosberg enchaîne les records du tour, son retard sur Hamilton est encore de 19 secondes dans le trente-sixième tour. Kvyat change ses pneus deux tours plus tard et chute au quinzième rang : ses espoirs de réaliser un bon résultat devant son public s'envolent définitivement. Gutiérrez, qui évoluait en neuvième position avec ses pneus tendres du départ, s'arrête au quarantième tour et ressort quatorzième ; lui aussi n'a plus rien à espérer de cette course. Si Rosberg ne parvient pas à réduire son écart sur Hamilton qui remporte sa neuvième victoire de la saison, il sauve une deuxième place quasi-inespérée après son arrêt anticipé du premier tour ; Valtteri Bottas monte sur son cinquième podium cette année alors que suivent pour les points Button, Magnussen, Alonso, Ricciardo, Vettel, Räikkönen et Pérez. Ce neuvième doublé de l'écurie Mercedes lui permet de remporter, à trois épreuves du terme de la saison, son premier titre mondial des constructeurs,,.
Lewis Hamilton (291 points) possède désormais dix-sept points d'avance sur Rosberg (274 points). Ricciardo est toujours  troisième (193 points) devant Bottas (145 points) qui gagne trois rangs d'un coup. Sebastian Vettel recule à la cinquième place avec 143 points, tout comme Fernando Alonso, désormais sixième avec 141 points. Avec 565 points au classement des constructeurs Mercedes ne peut plus être rejointe par Red Bull Racing (342 points). Williams, avec 216 points, reste troisième devant Ferrari (188 points) ; McLaren (143 points) dépasse Force India (123 points) à la cinquième place ; suivent Toro Rosso (29 points), Lotus F1 Team (8 points) et Marussia F1 Team (2 points).

### Grand Prix des États-Unis
Dix-sept pilotes s'alignent sur la grille de départ, Sebastian Vettel, pénalisé, devant partir depuis la voie des stands. À l'extinction des feux, Nico Rosberg protège sa pole position en plongeant à la corde dans le premier virage. Valtteri Bottas ne parvient pas à menacer Lewis Hamilton et, au contraire, est dépassé par son coéquipier Felipe Massa. Quelques hectomètres plus tard, Sergio Pérez tape l'arrière de la Ferrari F14 T de Kimi Räikkönen ; si le Finlandais poursuit sans dommage, Pérez percute ensuite Adrian Sutil. Les deux pilotes abandonnent et Pérez est sanctionné par les commissaires de la FIA d'un recul de sept places sur la grille de départ du Grand Prix du Brésil. La Sauber C33 immobilisée au milieu de nombreux débris provoque la sortie de la voiture de sécurité,,,.
Nico Hülkenberg, Daniil Kvyat et Vettel, chaussés des pneus les plus durs, profitent de la neutralisation de l'épreuve pour opérer un changement tactique en changeant leurs pneumatiques et sont rejoints aux stands par Jenson Button, Kevin Magnussen et Esteban Gutiérrez. Vettel effectue un tour avec ses pneus tendres, repasse les durs et tente le pari de rallier l'arrivée sans nouvel arrêt. Derrière la voiture de sécurité, Rosberg précède Hamilton, Massa, Bottas, Fernando Alonso, Daniel Ricciardo, Räikkönen, Pastor Maldonado, Jean-Éric Vergne, Romain Grosjean, Kvyat, Magnussen, Gutiérrez, Vettel, Button et Hülkenberg. À la relance, à la fin du quatrième tour, Rosberg creuse immédiatement un écart supérieur à la seconde. Après avoir réalisé le meilleur tour en course, Lewis Hamilton revient à 6 dixièmes de seconde de son coéquipier dans la huitième boucle ; le duo Mercedes a creusé un écart de plus de quatre secondes sur le reste des concurrents,,.
Gutiérrez, Maldonado, Vergne, pour avoir roulé trop vite derrière la voiture de sécurité, doivent observer un stop-and-go de 5 secondes lors de leur prochain passage par les stands. Après douze tours, Hamilton reste dans la même seconde que Rosberg qui rencontre des problèmes d'efficacité de son train avant ; Vettel, quinzième, connaît également des soucis avec ses pneumatiques. Ricciardo et Massa s'arrêtent au stand au quinzième tour mais adoptent des stratégies différentes : le pilote Red Bull Racing repart en pneus durs alors que Massa ressort chaussé des tendres. Ricciardo prend le meilleur sur Bottas au moment où il observe son arrêt, au tour suivant. Rosberg, Maldonado et Vergne s'arrêtent en même temps que Bottas, Hamilton, Alonso, Grosjean au tour suivant et Räikkönen au dix-huitième. Rosberg, ressorti en pneus durs, possède désormais 3 secondes d'avance sur Hamilton. Nico Hülkenberg, victime d'une soudaine perte de puissance, range sa Force India VJM07 sur le bord de la piste ; après cet abandon, il ne reste plus que quinze pilotes en lice. À l'issue des arrêts aux stands, les Lotus E22 sont repoussées hors des points tandis que Vettel pointe au dixième rang. Il se plaint toutefois de ses performances, allant deux secondes moins vite au tour que son coéquipier Ricciardo,,.  
Au vingtième tour, l'écart entre Rosberg et Hamilton est de 2,5 s tandis que Felipe Massa est relégué à presque 9 secondes. Ricciardo occupe la quatrième place devant Bottas, Kvyat, Magnussen, Button, Alonso, Vettel, Räikkonen, Grosjean, Vergne, Gutiérrez et Maldonado. Button et Alonso se livrent une lutte acharnée pour le gain de la huitième place. Au vingt-troisième passage, Hamilton a complètement rattrapé son retard sur Rosberg. Au vingt-quatrième, Alonso dépasse Button dans les esses tandis qu'Hamilton plonge à la corde dans le virage no 12 et surprend Rosberg qui perd dès lors le commandement de l'épreuve. Vettel, neuvième et en proie à de gros problèmes d'adhérence, est doublé coup sur coup par Grosjean et Vergne au vingt-sixième tour. L'Allemand a perdu son pari : en dehors des points, il repasse aux stands au tour suivant pour chausser de nouveaux pneus. Magnussen l'imite au vingt-huitième tour, suivi par Button, Grosjean, Vergne, Bottas, Ricciardo, Massa, Hamilton, Rosberg et Maldonado entre les vingt-neuvième et trente-sixième tours,,. 
Au trente-septième tour, Hamilton devance Rosberg de 3 secondes, Ricciardo de 8 s et Massa de 9 s ; suivent Bottas, Alonso, Räikkonen, Kvyat, Magnussen, Vettel, Grosjean, Button, Vergne, Maldonado et Gutiérrez. Ricciardo a ainsi pris le dessus sur Massa et peut espérer monter sur le podium. Pastor Maldonado reçoit une nouvelle pénalité de cinq secondes pour dépassement de la vitesse autorisée dans les stands. En tête, Hamilton et Rosberg battent le record du tour mais l'écart se maintient entre les deux équipiers. Ricciardo suit à 14 secondes tandis que Vettel, Alonso et Magnussen se battent durement pour le gain de la sixième place. Dixième, Grosjean, en difficulté, résiste du mieux qu'il peut aux attaques de Vergne et Maldonado. Gutiérrez change ses pneus au quarantième tour, Kvyat au suivant, Räikkönen au quarante-troisième, Alonso au suivant et Vettel, pour la troisième fois, au quarante-neuvième. Quelques instants plus tard, Vergne attaque Grosjean au freinage du premier virage, le touche, le tasse à l'extérieur de la piste et passe ; dans la foulée, Maldonado prend également l'avantage sur son coéquipier. L'incident, examiné par les commissaires de course, vaut à Vergne une pénalité de cinq secondes ajoutées à son temps de course. Vergne ravit ensuite, roue contres roue, la huitième place à Button (dont les pneus sont détruits) dépassé dans la foulée par Vettel et Maldonado,,.
Lewis Hamilton remporte sa cinquième victoire consécutive, sa dixième cette saison et devient, avec trente-deux succès, le Britannique le plus victorieux en championnat du monde de Formule 1. Nico Rosberg, désormais son unique rival dans la course au titre, permet à Mercedes de réaliser son dixième doublé de la saison. La troisième place du podium revient à Daniel Ricciardo tandis que suivent pour les points Massa, Bottas, Alonso, Vettel, Magnussen, Maldonado et Vergne (ces deux derniers étant chacun pénalisé de 5 secondes à l'arrivée),,,.
Lewis Hamilton (316 points) possède désormais vingt-quatre points d'avance sur Nico Rosberg (292 points). Si Daniel Ricciardo conforte sa troisième place (214 points), il n'est plus en course pour le titre. Valtteri Bottas reste quatrième (155 points) alors que Fernando Alonso est cinquième, à égalité de points (149 points) avec Sebastian Vettel, sixième. Mercedes creuse encore l'écart avec 608 points. Red Bull Racing (363 points) et Williams F1 Team (238 points) sont deuxième et troisième devant la Scuderia Ferrari (196 points) ; suivent McLaren Racing (147 points),  Force India (123 points), Scuderia Toro Rosso (30 points), Lotus F1 Team (10 points) et Marussia F1 Team (2 points).

### Grand Prix du Brésil
Dix-sept pilotes se présentent sur la grille, Adrian Sutil s'élançant depuis la voie des stands. Les onze premiers sont chaussés de pneus tendres dont la longévité est très réduite. Nico Rosberg réussit son envol, tout comme son coéquipier Lewis Hamilton qui l'accompagne en première ligne, et négocie en tête le premier virage. Felipe Massa conserve sa troisième place alors que son coéquipier Valtteri Bottas a beaucoup de mal à résister à ses poursuivants. Sebastian Vettel sort de la piste dans le troisième virage et perd deux places. Au premier passage sur la ligne, Rosberg devance Hamilton, Massa, Bottas, Jenson Button, Kevin Magnussen, Fernando Alonso, Vettel, Daniel Ricciardo, Esteban Gutiérrez, Kimi Räikkönen et Nico Hülkenberg,,.
Pastor Maldonado, dès le cinquième tour, est le premier à chausser ses pneus durs, rapidement imité par Massa qui écope, pour vitesse excessive dans les stands, d'une pénalité de cinq secondes. Au tour suivant, Bottas, Button et Vettel rentrent pour se débarrasser de leurs pneumatiques tendres. Rosberg s'arrête au septième tour et Hamilton un tour après pour ressortir des stands dans l'aileron arrière de son coéquipier ; cinquième et sixième, ils sont devancés par Hülkenberg, Daniil Kvyat, Jean-Éric Vergne et Romain Grosjean qui ont pris le départ avec les pneus durs. Grâce à ses pneus plus frais, Rosberg les double et accroît même son avance sur Hamilton, notamment lors des dépassements de Kvyat et d'Hülkenberg qui observe son premier arrêt au terme du seizième tour et laisse les deux Mercedes en tête devant Kvyat et les Williams de Massa et Bottas,,.
Alors que le comportement des pneus durs, qui ont une sévère tendance à surchauffer, suscite des inquiétudes au sein de l'équipe Mercedes, notamment pour Hamilton à l'attaque pour réduire l'écart sur son coéquipier, Massa lance la deuxième vague d'arrêts au stand et purge sa pénalité, suivi immédiatement par Rosberg. Hamilton entrevoit la possibilité de prendre la tête de la course grâce à une série de trois tours rapides supplémentaire mais part à la faute au vingt-huitième tour ; en sortant de la piste en demi-tête-à-queue et une fois son arrêt observé, il ressort sept secondes derrière Rosberg, mais toujours en deuxième position,,. 
Räikkönen perd de nombreuses secondes lors de son deuxième arrêt au stand (problème au niveau de la roue avant-droite). Ricciardo est encore plus malchanceux puisqu'il abandonne, victime d'une rupture mécanique de sa suspension avant, au terme du trente-neuvième tour. Sutil change ses pneus au tour suivant, imité par Grosjean, Bottas (qui subit un arrêt prolongé), Maldonado, Vergne, Magnussen, Sergio Pérez, Vettel, Gutiérrez, Rosberg, Massa (qui se trompe de stand et s'arrête chez McLaren), Button, à nouveau Sutil, Hamilton et enfin Alonso entre les quarante-et-unième et cinquante-troisième tours. Bottas, en difficulté avec le comportement de sa monoplace, s'incline en piste face à Hülkenberg et Räikkönen. Au cinquante-quatrième tour, Rosberg devance Hamilton de sept dixièmes de seconde et Hülkenberg est repoussé à 28 secondes ; suivent Massa, Räikkönen, Button, Vettel, Kvyat, Alonso et Magnussen,,.
Lorsque, au soixantième tour, Grosjean s'arrête pour changer ses pneus (imité par Magnussen au suivant), le duel en tête de la course se poursuit sans pour autant que Lewis Hamilton puisse tenter une attaque sérieuse sur son équipier. Si la bataille entre Räikkönen et Button tourne à l'avantage du Britannique, le Finlandais est encore plus frustré de voir Vettel s'infiltrer et le passer également dans la foulée. Grosjean abandonne peu après sur problème moteur alors que les pilotes de la Scuderia Ferrari se battent pour le gain de la sixième place ; Alonso passe finalement Räikkönen à trois tours de l'arrivée. Rosberg remporte finalement sa cinquième victoire de la saison, devant Hamilton et Felipe Massa ; suivent pour les points Button, Vettel, Alonso, Räikkönen, Hülkenberg, Magnussen et Bottas,,.
Hamilton (334 points) voit son avance au championnat se réduire à 17 points sur Rosberg (317 points). Daniel Ricciardo, malgré son abandon, conserve sa troisième place (214 points). Sebastian Vettel, quatrième avec 159 points, gagne deux places et devance désormais Fernando Alonso, cinquième avec 157 points, et Valtteri Bottas qui chute à la sixième position avec 156 points. Mercedes creuse encore l'écart avec 651 points, Red Bull Racing (373 points) et Williams (254 points) restent deuxième et troisième devant Ferrari (210 points) ; suivent McLaren (161 points),  Force India (127 points), Toro Rosso (30 points), Lotus F1 Team (10 points) et Marussia F1 Team (2 points).

### Grand Prix d'Abou Dabi
Au départ du dernier Grand Prix de la saison, Sebastian Vettel et Daniel Ricciardo s'élançant depuis la voie des stands après leurs exclusions des qualifications, dix-huit pilotes s'alignent sur la grille. À l'extinction des feux, Lewis Hamilton bondit de son emplacement et prend immédiatement le large sur Nico Rosberg, en pole position, qui patine et sauve, in extremis, la deuxième place devant la meute. Valtteri Bottas perd de nombreuses positions tandis que Kevin Magnussen et Adrian Sutil se touchent et perdent eux aussi plusieurs places. Au premier passage, Hamilton devance Rosberg, Felipe Massa, Jenson Button, Kimi Räikkönen, Fernando Alonso, Daniil Kvyat, Bottas, Nico Hülkenberg, Sergio Pérez, Esteban Gutiérrez, Jean-Éric Vergne, Magnussen, Pastor Maldonado, Kamui Kobayashi, Sutil, Ricciardo, Vettel, Grosjean et Will Stevens. Romain Grosjean rentre à la fin du premier tour pour purger sa pénalité (drive-through) liée à un changement de moteur hors-quota,,
Après cinq tours, Lewis Hamilton a creusé un écart d'une seconde et demi sur Rosberg tandis que Massa est à plus de trois secondes. Les premiers arrêts au stand (Alonso et Sutil) interviennent dès la fin du sixième tour. Button, Kvyat et Räikkönen rentrent au tour suivant ; Gutiérrez, Maldonado, Grosjean, Hamilton, Bottas, Rosberg, Massa, Vergne, Pérez, Stevens, Hülkenberg et Kobayashi s'arrêtent entre le huitième et le seizième tour. Après l'arrêt des deux pilotes Mercedes, Felipe Massa effectue deux tours en tête. Dans le même temps, Nico Hülkenberg reçoit une pénalité de cinq secondes pour avoir poussé Magnussen hors de la piste tandis que Daniil Kvyat abandonne à cause d'un problème moteur dans son seizième tour,,.
Au dix-neuvième tour, Hamilton possède 2 secondes 5 d'avance sur Rosberg et Massa est à 9 s ; suivent Ricciardo, Bottas, Magnussen, Vettel, Button, Alonso, Räikkönen, Pérez, Hülkenberg, Vergne, Maldonado, Gutiérrez, Sutil, Grosjean, Kobayashi et Stevens. Les pilotes qui ont pris le départ avec les pneus les plus durs observent leur premier arrêt après vingt-et-un tours ; si Magnussen choisit les pneus « supertendres » pour un court relais, Vettel rechausse les pneus durs. Rosberg se plaint alors d'une perte importante de puissance à cause d'un problème lié au système de récupération d'énergie. Il concède immédiatement 3 secondes au tour à Massa qui le dépasse dans le vingt-sixième tour. Pastor Maldonado range alors sa Lotus E22 sur le bord de la piste, moteur en flammes,,.
Les deux pilotes Mercedes effectuent leur deuxième arrêt au stand avant les pilotes Williams et, à nouveau, Massa se retrouve en tête de l'épreuve. Si  Rosberg parvient encore à se maintenir parmi les quatre premiers malgré son problème technique, il se retrouve rapidement sous la menace de Ricciardo, Pérez, Vettel et Hülkenberg, en stratégie décalée. Quelques tours plus tard, il subit plusieurs coupures moteur puis son aileron arrière mobile reste coincé en position ouverte. L'Allemand, désormais relégué à la huitième place, perd de 4 à 5 secondes au tour sur les hommes de tête. Au terme du quarante-troisième tour, Felipe Massa effectue son deuxième et dernier arrêt et rend la tête à Hamilton. Le Brésilien tente alors un ultime pari en chaussant les pneus « supertendres » afin d'essayer de rattraper ses 10 secondes de retard et de viser la victoire ; preuve de sa volonté de réussir cet objectif, il réalise d'emblée le meilleur tour en course,,.
Rosberg toujours en proie à des soucis mécaniques, glisse, tour après tour, hors des points ; alors que ses ingénieurs, à deux tours du but, lui proposent d'abandonner, il met un point d'honneur à aller au bout et se fait prendre un tour par son coéquipier qui résiste à Massa pour franchir, pour la onzième fois de la saison, la ligne d'arrivée en vainqueur. Valtteri Bottas complète le podium ; suivent pour les points Ricciardo, Button, Hülkenberg, Pérez, Vettel, Alonso et Räikkönen,,.
Lewis Hamilton, champion du monde avec 384 points, 11 victoires, 7 pole positions, 7 meilleurs tours et 495 tours en tête, est le premier double champion du monde britannique depuis Jackie Stewart en 1971. Nico Rosberg termine vice-champion avec 317 points (5 victoires, 11 pole positions), Daniel Ricciardo monte sur le podium du championnat avec 238 points et 3 victoires. Valtteri Bottas profite des points doublés de cette ultime course pour, avec un total de 186 points, ravir la quatrième place à Sebastian Vettel (167 points). Fernando Alonso, à l'issue de sa moins bonne saison avec Ferrari, termine au sixième rang avec 161 points. Dix-sept pilotes ont marqué des points en 2014, Pastor Maldonado et Jules Bianchi fermant la marche avec 2 points.
Mercedes, vainqueur du championnat constructeurs depuis le 12 octobre à l'arrivée du Grand Prix de Russie achève la saison avec les totaux records de 701 points, onze doublés et seize victoires. Grâce aux victoires et aux podiums de Daniel Ricciardo, Red Bull Racing termine vice-championne du monde (405 points) tandis que Williams renoue avec son lustre passé en terminant troisième avec 320 points, devant Ferrari (216 points) qui a vécu sa première saison sans victoire depuis vingt ans, McLaren (181 points) et Force India (155 points) suivent en cinquième et sixième position. Neuf écuries ont obtenu des points, Caterham et Sauber n'en ayant pas marqué.

## Classement saison 2014

### Attribution des points

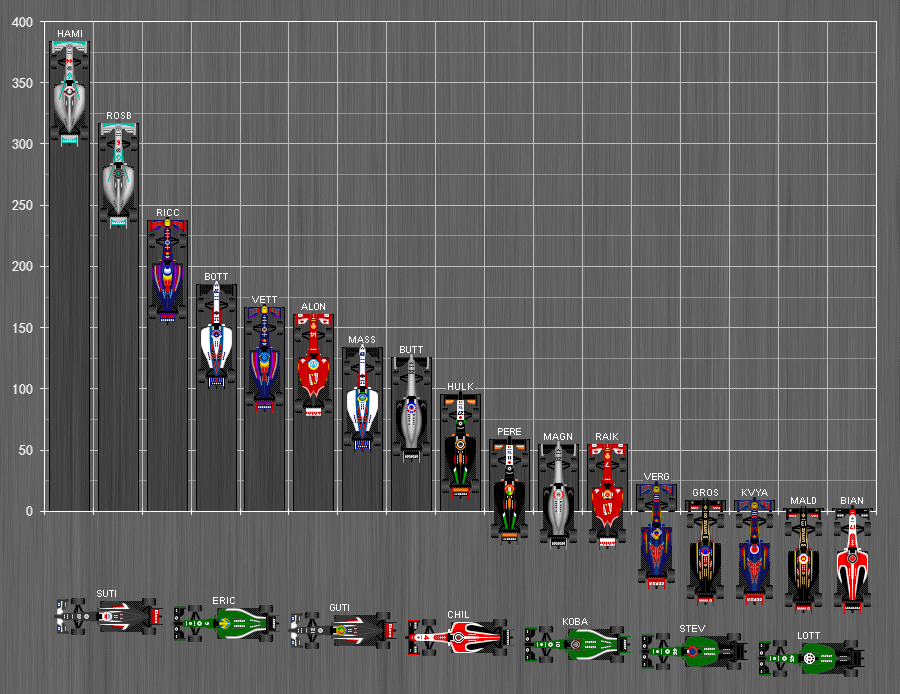
Classement pilotes.

| Position | 1er | 2e | 3e | 4e | 5e | 6e | 7e | 8e | 9e | 10e |
| -------- | --- | -- | -- | -- | -- | -- | -- | -- | -- | --- |
| Points   | 25  | 18 | 15 | 12 | 10 | 8  | 6  | 4  | 2  | 1   |

### Pilotes
| Pos.     | Pilotes           | AUS  | MAL  | BAH  | CHI  | ESP  | MON  | CAN  | AUT  | GBR  | ALL  | HUN  | BEL  | ITA  | SIN  | JAP  | RUS  | USA  | BRA  | UAE  | Points |
| -------- | ----------------- | ---- | ---- | ---- | ---- | ---- | ---- | ---- | ---- | ---- | ---- | ---- | ---- | ---- | ---- | ---- | ---- | ---- | ---- | ---- | ------ |
| Champion | Lewis Hamilton    | Abd. | 25   | 25   | 25   | 25   | 18   | Abd. | 18   | 25   | 15   | 15   | Abd. | 25   | 25   | 25   | 25   | 25   | 18   | 50   | 384    |
| 2        | Nico Rosberg      | 25   | 18   | 18   | 18   | 18   | 25   | 18   | 25   | Abd. | 25   | 12   | 18   | 18   | Abd. | 18   | 18   | 18   | 25   | 0    | 317    |
| 3        | Daniel Ricciardo  | Dsq. | Abd. | 12   | 12   | 15   | 15   | 25   | 4    | 15   | 8    | 25   | 25   | 10   | 15   | 12   | 6    | 15   | Abd. | 24   | 238    |
| 4        | Valtteri Bottas   | 10   | 4    | 4    | 6    | 10   | Abd. | 6    | 15   | 18   | 18   | 4    | 15   | 12   | 0    | 8    | 15   | 10   | 1    | 30   | 186    |
| 5        | Sebastian Vettel  | Abd. | 15   | 8    | 10   | 12   | Abd. | 15   | Abd. | 10   | 12   | 6    | 10   | 8    | 18   | 15   | 4    | 6    | 10   | 8    | 167    |
| 6        | Fernando Alonso   | 12   | 12   | 2    | 15   | 8    | 12   | 8    | 10   | 8    | 10   | 18   | 6    | Abd. | 12   | Abd. | 8    | 8    | 8    | 4    | 161    |
| 7        | Felipe Massa      | Abd. | 6    | 6    | 0    | 0    | 6    | 0    | 12   | Abd. | Abd. | 10   | 0    | 15   | 10   | 6    | 0    | 12   | 15   | 36   | 134    |
| 8        | Jenson Button     | 15   | 8    | 0*   | 0    | 0    | 8    | 12   | 0    | 12   | 4    | 1    | 8    | 4    | Abd. | 10   | 12   | 0    | 12   | 20   | 126    |
| 9        | Nico Hülkenberg   | 8    | 10   | 10   | 8    | 1    | 10   | 10   | 2    | 4    | 6    | Abd. | 1    | 0    | 2    | 4    | 0    | Abd. | 4    | 16   | 96     |
| 10       | Sergio Pérez      | 1    | Np.  | 15   | 2    | 2    | Abd. | 0    | 8    | 0    | 1    | Abd. | 4    | 6    | 6    | 1    | 1    | Abd. | 0    | 12   | 59     |
| 11       | Kevin Magnussen   | 18   | 2    | Abd. | 0    | 0    | 1    | 2    | 6    | 6    | 2    | 0    | 0    | 1    | 1    | 0    | 10   | 4    | 2    | 0    | 55     |
| 12       | Kimi Räikkönen    | 6    | 0    | 1    | 4    | 6    | 0    | 1    | 1    | Abd. | 0    | 8    | 12   | 2    | 4    | 0    | 2    | 0    | 6    | 2    | 55     |
| 13       | Jean-Éric Vergne  | 4    | Abd. | Abd. | 0    | Abd. | Abd. | 4    | Abd. | 1    | 0    | 2    | 0    | 0    | 8    | 2    | 0    | 1    | 0    | 0    | 22     |
| 14       | Romain Grosjean   | Abd. | 0    | 0    | Abd. | 4    | 4    | Abd. | 0    | 0    | Abd. | Abd. | Abd. | 0    | 0    | 0    | 0    | 0    | 0*   | 0    | 8      |
| 15       | Daniil Kvyat      | 2    | 1    | 0    | 1    | 0    | Abd. | Abd. | Abd. | 2    | Abd. | 0    | 2    | 0    | 0    | 0    | 0    | 0    | 0    | Abd. | 8      |
| 16       | Pastor Maldonado  | Abd. | Abd. | 0    | 0    | 0    | Np.  | Abd. | 0    | 0*   | 0    | 0    | Abd. | 0    | 0    | 0    | 0    | 2    | 0    | Abd. | 2      |
| 17       | Jules Bianchi     | Nc.  | Abd. | 0    | 0    | 0    | 2    | Abd. | 0    | 0    | 0    | 0    | 0*   | 0    | 0    | Abd. |      |      |      |      | 2      |
| 18       | Adrian Sutil      | 0    | Abd. | Abd. | Abd. | 0    | Abd. | 0    | 0    | 0    | Abd. | 0    | 0    | 0    | Abd. | 0*   | 0    | Abd. | 0    | 0    | 0      |
| 19       | Esteban Gutiérrez | 0    | Abd. | Abd. | 0    | 0    | Abd. | 0*   | 0    | Abd. | 0    | Abd. | 0    | 0    | Abd. | 0    | 0    | 0    | 0    | 0    | 0      |
| 20       | Marcus Ericsson   | Abd. | 0    | Abd. | 0    | 0    | 0    | Abd. | 0    | Abd. | 0    | Abd. | 0    | 0    | 0    | 0    | 0    |      |      |      | 0      |
| 21       | Max Chilton       | 0    | 0    | 0    | 0    | 0    | 0    | Abd. | 0    | 0    | 0    | 0    | 0    | Abd. | 0    | 0    | Abd. |      |      |      | 0      |
| 22       | Kamui Kobayashi   | Abd. | 0    | 0    | 0    | Abd. | 0    | Abd. | 0    | 0    | 0    | Abd. |      | 0    | Np.  | 0    | Abd. |      |      | Abd. | 0      |

### Constructeurs
| Pos.  | Constructeurs         | Pilotes | AUS  | MAL  | BAH  | CHI  | ESP  | MON  | CAN  | AUT  | GBR  | ALL  | HUN  | BEL  | ITA  | SIN  | JAP  | RUS  | USA  | BRA  | UAE  | Points |
| ----- | --------------------- | ------- | ---- | ---- | ---- | ---- | ---- | ---- | ---- | ---- | ---- | ---- | ---- | ---- | ---- | ---- | ---- | ---- | ---- | ---- | ---- | ------ |
| Chmp. | Mercedes              | HAM     | Abd. | 25   | 25   | 25   | 25   | 18   | Abd. | 18   | 25   | 15   | 15   | Abd. | 25   | 25   | 25   | 25   | 25   | 18   | 50   | 701    |
| Chmp. | Mercedes              | ROS     | 25   | 18   | 18   | 18   | 18   | 25   | 18   | 25   | Abd. | 25   | 12   | 18   | 18   | Abd. | 18   | 18   | 18   | 25   | 0    | 701    |
| 2     | Red Bull- Renault     | RIC     | Dsq. | Abd. | 12   | 12   | 15   | 15   | 25   | 4    | 15   | 8    | 25   | 25   | 10   | 15   | 12   | 6    | 15   | Abd. | 24   | 405    |
| 2     | Red Bull- Renault     | VET     | Abd. | 15   | 8    | 10   | 12   | Abd. | 15   | Abd. | 10   | 12   | 6    | 10   | 8    | 18   | 15   | 4    | 6    | 10   | 8    | 405    |
| 3     | Williams- Mercedes    | BOT     | 10   | 4    | 4    | 6    | 10   | Abd. | 6    | 15   | 18   | 18   | 4    | 15   | 12   | 0    | 8    | 15   | 10   | 1    | 30   | 320    |
| 3     | Williams- Mercedes    | MAS     | Abd. | 6    | 6    | 0    | 0    | 6    | 0    | 12   | Abd. | Abd. | 10   | 0    | 15   | 10   | 6    | 0    | 12   | 15   | 36   | 320    |
| 4     | Ferrari               | ALO     | 12   | 12   | 2    | 15   | 8    | 12   | 8    | 10   | 8    | 10   | 18   | 6    | Abd. | 12   | Abd. | 8    | 8    | 8    | 4    | 216    |
| 4     | Ferrari               | RAI     | 6    | 0    | 1    | 4    | 6    | 0    | 1    | 1    | Abd. | 0    | 8    | 12   | 2    | 4    | 0    | 2    | 0    | 6    | 2    | 216    |
| 5     | McLaren- Mercedes     | BUT     | 15   | 8    | 0*   | 0    | 0    | 8    | 12   | 0    | 12   | 4    | 1    | 8    | 4    | Abd. | 10   | 12   | 0    | 12   | 20   | 181    |
| 5     | McLaren- Mercedes     | MAG     | 18   | 2    | Abd. | 0    | 0    | 1    | 2    | 6    | 6    | 2    | 0    | 0    | 1    | 1    | 0    | 10   | 4    | 2    | 0    | 181    |
| 6     | Force India- Mercedes | HUL     | 8    | 10   | 10   | 8    | 1    | 10   | 10   | 2    | 4    | 6    | Abd. | 1    | 0    | 2    | 4    | 0    | Abd. | 4    | 16   | 155    |
| 6     | Force India- Mercedes | PER     | 1    | Np.  | 15   | 2    | 2    | Abd. | 0    | 8    | 0    | 1    | Abd. | 4    | 6    | 6    | 1    | 1    | Abd. | 0    | 12   | 155    |
| 7     | Toro Rosso- Renault   | VER     | 4    | Abd. | Abd. | 0    | Abd. | Abd. | 4    | Abd. | 1    | 0    | 2    | 0    | 0    | 8    | 2    | 0    | 1    | 0    | 0    | 30     |
| 7     | Toro Rosso- Renault   | KVY     | 2    | 1    | 0    | 1    | 0    | Abd. | Abd. | Abd. | 2    | Abd. | 0    | 2    | 0    | 0    | 0    | 0    | 0    | 0    | Abd. | 30     |
| 8     | Lotus- Renault        | GRO     | Abd. | 0    | 0    | Abd. | 4    | 4    | Abd. | 0    | 0    | Abd. | Abd. | Abd. | 0    | 0    | 0    | 0    | 0    | 0*   | 0    | 10     |
| 8     | Lotus- Renault        | MAL     | Abd. | Abd. | 0    | 0    | 0    | Np.  | Abd. | 0    | 0*   | 0    | 0    | Abd. | 0    | 0    | 0    | 0    | 2    | 0    | Abd. | 10     |
| 9     | Marussia- Ferrari     | BIA     | Nc.  | Abd. | 0    | 0    | 0    | 2    | Abd. | 0    | 0    | 0    | 0    | 0*   | 0    | 0    | Abd. |      |      |      |      | 2      |
| 9     | Marussia- Ferrari     | CHI     | 0    | 0    | 0    | 0    | 0    | 0    | Abd. | 0    | 0    | 0    | 0    | 0    | Abd. | 0    | 0    | Abd. |      |      |      | 2      |
| 10    | Sauber- Ferrari       | SUT     | 0    | Abd. | Abd. | Abd. | 0    | Abd. | 0    | 0    | 0    | Abd. | 0    | 0    | 0    | Abd. | 0*   | 0    | Abd. | 0    | 0    | 0      |
| 10    | Sauber- Ferrari       | GUT     | 0    | Abd. | Abd. | 0    | 0    | Abd. | 0*   | 0    | Abd. | 0    | Abd. | 0    | 0    | Abd. | 0    | 0    | 0    | 0    | 0    | 0      |
| 11    | Caterham- Renault     | ERI     | Abd. | 0    | Abd. | 0    | 0    | 0    | Abd. | 0    | Abd. | 0    | Abd. | 0    | 0    | 0    | 0    | 0    |      |      |      | 0      |
| 11    | Caterham- Renault     | KOB     | Abd. | 0    | 0    | 0    | Abd. | 0    | Abd. | 0    | 0    | 0    | Abd. |      | 0    | Np.  | 0    | Abd. |      |      | Abd. | 0      |
| 11    | Caterham- Renault     | LOT     |      |      |      |      |      |      |      |      |      |      |      | Abd. |      |      |      |      |      |      |      | 0      |
| 11    | Caterham- Renault     | STE     |      |      |      |      |      |      |      |      |      |      |      |      |      |      |      |      |      |      | 0    | 0      |